# 2025年のラジオ (日本)
2025年のラジオ (日本)では、2025年のラジオ分野（主に日本国内）における動向について記す。

## 主な番組関連の出来事

### 1月
- 1日・6日 - 【関東広域圏】TBSラジオでは、本年3月にTBSテレビを退職した宇内梨沙（当時TBSテレビアナウンサー）が前年12月をもって卒業したレギュラー番組について、担当シフトの変更・パーソナリティの交代を行った。→「主なその他ラジオ関連の出来事」3月の節も参照
  - 『アフター6ジャンクション2』（月 - 木曜 22時 - 23時55分）では1日より一部曜日パートナーの担当シフトを変更し、第4週（＝第4月曜から始まる週）を除く月曜を山本匠晃（TBSテレビアナウンサー）、水曜を宇垣美里[注 1]（フリーアナウンサー）が担当。これまで第4週の水曜に行っていた「スペシャルパートナー」の出演を第4週の月・火曜にも拡大する[1]。
  - 同局の広報番組『TBSラジオプレス』（月曜16時40分頃、『こねくと』関東ローカルパート内で放送）は、6日より野村彩也子（TBSテレビアナウンサー）が担当。野村は2023年9月からの約1年間の休養による復帰後初めて、TBSラジオのレギュラー番組を担当する[2]。
- 1日
  - 【特番】
    - 【関東広域圏】
      - ニッポン放送
        - 【スポーツ】この年が昭和100年にあたるのを記念して、かつて長嶋茂雄[注 2]（元プロ野球選手・監督、読売ジャイアンツ終身名誉監督）が出演した、同局の『ニッポン放送ショウアップナイター』や『ラジオ・チャリティ・ミュージックソン』、レギュラー番組の『TOYOTAメイクハッピー・ようこそ!長嶋茂雄です』（2002年 - 2003年）など、過去の秘蔵音源を紹介する『昭和100年特別企画 ラジオで魅せた長嶋茂雄』（11時 - 12時）を元同局アナウンサーの松本秀夫の進行で放送した[4]。
        - 【音楽】ディスクジョッキーの小林克也と野球解説者の江本孟紀がパーソナリティを務める『小林克也と江本孟紀の青春洋楽グラフィティ』（13時30分 - 15時）を放送。番組では、人生で壁にぶち当たった時に「音楽に救われた」と話す江本が、レジェンドDJである小林が受け止める音楽対談となっている。また、番組では、ビートルズの「ガール」の歌詞を小林が和訳を行って、その楽曲の背景を丁寧に説明した[5]。

      - 【音楽】TBSラジオで、不定期で放送されている脱力系音楽バラエティ『お坊さんミュージック 2025年お正月特別編』（14時30分 - 16時）が放送[6]。

    - NHKラジオ第1でこの日の7時20分から12時55分まで、ラジオの放送開始100年を記念した特別番組として、『ラジオで始まる2025 あけましてラジオ100年おめでとう!』を高山哲哉（NHKアナウンサー）の進行で放送。当日は全国各地のコミュニティFMから新年の様子が紹介されたほか、民放各局とも同時生放送を実施、また地震発生からこの日で1年になる能登半島からは地元石川県のラジオパーソナリティがレポートした[7]。
    - この日で発生から1年となる令和6年能登半島地震関連の特番を、NHKラジオ第1と民放局の一部で編成。
      - NHKラジオ第1では『ジャーナルクロス 能登半島地震から1年』を15時5分から16時55分まで放送[8]。
      - 【関東広域圏】
        - TBSラジオでは、『あの日から一年〜能登の今、能登の声』を16時から16時55分まで放送。発災から多くの取材を重ねてきた谷川恵一（北陸放送（MRO）アナウンサー）と、御手洗菜々（TBSテレビアナウンサー）が出演[9]。
        - 文化放送では『長野智子アップデート』（月 - 金曜 15時30分 - 17時）のスペシャル版として、「能登半島地震から1年〜それぞれの現在地〜」と題して放送[10]。

      - 【石川県】
        - MROラジオでは『能登半島地震から1年 ノトノコトノハ』を15時から16時45分まで放送。能登半島に出向いたラジオカーからの生中継、被災地に暮らす人との電話での中継を通じ、発災後の1年を振り返った。
        - エフエム石川では『Pray with 能登 ONE～能登半島地震から1年～』を15時から16時45分まで放送。県内在住のシンガーソングライターをゲストに迎え、全国から届いた応援メッセージとともに、追悼の祈りと復興の願いを共有。番組の後半では追悼式の模様を伝えるとともにMROラジオとのサイマル放送を行い、復興について語った[11]。

      - 【近畿広域圏】MBSラジオでは、阪神・淡路大震災の発生から17日で30年を迎えるの合わせて、この1か月間啓発プロジェクト『ラジオが となりに』を実施。その一環として『ネットワーク1・17』の特別番組である『報道特番 -能登半島地震から1年-』を16時から放送[12]。

  - 【音楽・熊本県】エフエム熊本で月 - 金曜の9時50分 - 10時に放送している『サウンドグラフィティ』のパーソナリティを前日までおよそ39年間にわたって務めていた小松士郎に代わって、この日から新たに森田真奈美がパーソナリティを務める[13]。
- 2日
  - （1日深夜）【アニラジ・特番】ニッポン放送のこの年の『オールナイトニッポン』1部（1時から3時）の1回目の放送[注 3]は、1984年に週刊少年ジャンプ（集英社）で連載が開始され、40周年を迎えた『ドラゴンボール』に深い思い入れを持つ出演者がその「ドラゴンボール愛」を語り合う『オールナイトニッポン 〜連載開始40周年ドラゴンボールSP〜』を放送。MCは井上裕介（NON STYLE）が務め、竹若元博（バッファロー吾郎）と牧野真莉愛（モーニング娘。'25）、ドラゴンボールのエグゼクティブプロデューサーである伊能昭夫が出演した[15]。
  - 【特番・関東広域圏】TBSラジオは、宮舘涼太（Snow Man）が初めて単独かつ同局でパーソナリティを務める『宮舘涼太のロイヤルサロン Supported by Mizkan』（16時30分 - 17時30分）を放送。ゲストにポットキャストの『叶姉妹のファビュラス・ワールド』が人気となっている叶姉妹の叶美香を迎え、宮舘が叶美香に対し、姉妹のエピソードに加え、ロイヤルの秘訣を伺うとともに、リスナーから寄せられた恋愛に関する悩み相談にも2人で回答した[16][17]。
- 3日 - 【特番】ニッポン放送の開局70周年とサンミュージックの55周年を記念して、そのサンミュージックに所属する16組・総勢19人のタレントが登場する『サンミュージック大集合スペシャル』（14時30分 - 17時）が放送。この番組のパーソナリティは2年間にわたって、オールナイトニッポンシリーズのパーソナリティを務めたぺこぱが務め、サンミュージックに所属するタレントから、お笑い部門のダンディ坂野、安藤なつ（メイプル超合金）、ママタルト、スギちゃんが、俳優部門の塚本高史、仁村紗和、松本梨香が、アーティスト部門のダイアモンド☆ユカイ、大石まどか、花*花が、バラエティ部門の小野真弓、時東ぁみ、古家正亨が、レジェンド部門から森田健作、ブッチャーブラザーズ、太川陽介が出演した。コメントという形での出演は、野村将希、杏里、カズレーザー（メイプル超合金）がそれぞれ登場した[18][19]。
- 4日
  - （3日深夜）【ラジオドラマ・東京都】J-WAVEは光文社と新たなIP創出プロジェクトを開始、その第1弾として古典の名作を現代に蘇らせるラジオドラマ『JT TIMELESS THEATER〜NeoClassica』をこの月より3か月にわたり放送。ゲーテ『若きウェルテルの悩み』を阿部凌大、スティーヴンスン『ジーキル博士とハイド氏』を阿部沙耶佳と、新進気鋭の脚本家がそれぞれ現代版へのアレンジに挑む[20][21]。
  - 【特番・兵庫県】ラジオ関西の長寿アニメソング番組『青春ラジメニア』の新春特番がこの日10時 - 15時の5時間にわたり生放送。生放送は2022年3月26日以来、特番も2019年12月28日以来となり、パーソナリティが南かおり（MCタレント）とムサ（ミュージシャン、ワタナベフラワー）の体制になってからは初の生放送特番となった[注 4][22]。
- 5日 - 【埼玉県】エフエムナックファイブ（NACK5）日曜 12時 - 12時55分枠にて『Cheerful Cheers!』が放送開始。パーソナリティに保田圭（タレント・元モーニング娘。）と和田明日香（タレント・モデル）が担当する[23][24]。
- 6日 - 【東京都】エフエム東京（TOKYO FM）月 - 木曜20時枠にて、お笑い芸人による新ワイド番組『喋るズ』を放送開始。芸人ラジオの新たなコンテンツレーベルとして、各曜日ごとにグループの垣根を越えたコンビや、“芸人×FM”でしか聴けないトークを繰り広げる。月曜はレインボー（ジャンボたかお、池田直人）による『エフエムレインボー』、火曜は橋本直（銀シャリ）と奥田修二（ガクテンソク）による『橋本・奥田の銀銀学学』、水曜はリリー（見取り図）と嶋佐和也（ニューヨーク）による『リリー・嶋佐のソプラノC』をそれぞれ開始、木曜はこれまで土曜21時30分枠で放送されてきたヒコロヒーの『トーキョー・エフエムロヒー』が枠移動・1時間枠に拡大する[25]。
- 11日 - 19日 - 【特番】阪神・淡路大震災の発生から17日で30年になる事から、各局で関連した特別番組を放送。
  - 【近畿広域圏】
    - AMラジオ災害問題協議会に加盟する関西AMラジオ7局（朝日放送ラジオ、MBSラジオ、ラジオ大阪、ラジオ関西、KBS京都、和歌山放送、NHK大阪放送局ラジオ第1）の共同製作で、防災意識を高める特番『いのちのラジオ2025』を放送（#特別番組の項も参照）[26]。
    - 朝日放送ラジオでは13日12時より特別番組『ABCラジオぼうさい部スペシャル あの日に学ぶ 未来への備え』を放送。震災を経験した同局パーソナリティの声や、当時の音源をもとに、現在・未来に向けてどのように生かして備えていくのかをリスナーとともに考えた[27]。

  - 【兵庫県】ともに兵庫県を放送エリアとするラジオ関西と兵庫エフエム放送（Kiss FM KOBE）は、震災体験の音声メッセージを未来に遺す共同プロジェクト『REC KOBE 1995』を開始、その開始特番として17日15時から1時間、両局で同時生放送した[28]。
  - 【兵庫県・東京都】 Kiss FM KOBEとTOKYO FMで、19日19時より共同制作の特別番組『BATON from KOBE〜阪神淡路大震災から30年。あの日の教訓とメッセージ〜』を放送。番組では"都市型災害"をテーマに大きな課題となっている「仮住まい問題」や選択肢の1つとなる「広域避難」、震災からの復興について取り上げた[29]。
- 11日
  - 【特番・大河ドラマ】NHKラジオ第1で、放送100年の記念番組として、この年の大河ドラマ『べらぼう〜蔦重栄華乃夢噺〜』（1月5日開始）をラジオでも楽しめる『聴く大河〜“べらぼう”に楽しむ〜』を放送（14時5分 - 15時55分）。出演は、次郎兵衛役で出演している中村蒼、松の井役で出演している久保田紗友、コラムニストで時代劇研究家のペリー荻野、解説放送でナレーターを務める宗方脩で、この番組の司会を佐藤あゆみ（NHKアナウンサー）が務めた[30]。
  - ニッポン放送・NRN系で放送の『中居正広 ON&ON AIR』について、ニッポン放送のこの日放送分を休止することが、8日に行われた同局社長の檜原麻希による定例会見で発表された。パーソナリティの中居正広（タレント）を巡って一部で女性トラブルが報じられていたが、4日放送分についてはそのまま放送されていた。檜原は「今回様々な報道されている状況を鑑みて、総合的な判断を行った。今後の放送もその都度判断する」としている[31]。その後、17日に当面の間休止することを発表していた[32]が、21日に番組終了が発表され、約29年半の歴史に幕を下ろす形となった[33][34]。
- 15日 - 【健康問題・東京都】J-WAVE『GURU GURU!』（月 - 木曜 22時 - 翌0時）で水曜ナビゲーターを務めている福留光帆（タレント・元AKB48）が体調不良により芸能活動を休止するため、この日より番組を休演[35]。その後3月12日放送分から復帰した[36]。
- 27日 - 【活動進退】TBSラジオは同局で月 - 金曜早朝枠『生島ヒロシのおはよう定食』および『生島ヒロシのおはよう一直線』（JRN系列局の大半とラジオ大阪（OBC）、アメリカ合衆国・ハワイ州のKZOOにもネット）のパーソナリティを26年9か月務めていた生島ヒロシ（フリーアナウンサー、元TBSアナウンサー）について、「TBSグループ人権方針に背く重大なコンプライアンス違反があったことを確認した」として、生島が同日限りで両番組を緊急降板したことを発表した。なお内容はハラスメントに当たる行為であり「詳細はプライバシー保護の観点から説明を控える」としているほか、前述の中居正広のトラブルとは無関係としている[37][38]。今回の件を受けて、生島が自ら設立し会長を務めていた所属事務所の生島企画室は公式サイトで声明を発表し、この中で生島及びTBSに聞き取りした結果、製作スタッフへの厳しい言動や不適切な画像の送信行為が判明し、ハラスメントへの認識の欠落が事態を招いたとして謝罪し、生島の全ての役職からの解任と、芸能活動の無期限自粛を決定したことを明らかにした[39]。番組自体は28日以降も生島の名前を外して継続し、この日担当した片桐千晶（フリーアナウンサー）が「当面の間、代打パーソナリティで放送予定」と公表した[40][41]。その後2月21日に生島企画室は生島の退所と資本関係が無くなったことを発表し、あわせて同日付で社名を「FIRST AGENT」に変更したことも発表した[42]。また同日、『おはよう定食』『おはよう一直線』の両番組が3月いっぱいで終了することが明らかになった[43]。

### 2月
- 3日 - 6日 - 【コラボレーション】ニッポン放送の開局70周年、並びに、ラジオの放送開始100年を記念して、ニッポン放送の『オールナイトニッポン MUSIC10』とNHKの『ラジオ深夜便』とのコラボレーションが、前年1月に続いて実施。前回のコラボレーションは2日間にわたって実施されたが、今回は4日間にわたって実施した[44]。
- 4日 - 【特番・関東広域圏】文化放送で、第75回NHK紅白歌合戦に2年ぶりに出場を果たした歌手の氷川きよしが同局で2022年12月以来、パーソナリティを務める『氷川きよし KIINA'S RADIO』（19時 - 21時）を放送。番組では、氷川きよしの歌手デビュー25周年を迎えた心境に加え、2年間の休養期間を経ての心境と変化、それに、今後の活動やその抱負についてもトークした[45]。
- 5日 - 【トーク・バラエティ】NHKラジオ第1『タカアンドトシのお時間いただきます』で、この日はダイタク（お笑いコンビ）の出演回の放送を予定していたが、編成上の都合で放送内容を変更した[46]。なおダイタクについては、メンバーの吉本大がオンラインカジノで賭博をした疑いで警視庁から任意の事情聴取を受けていたことが捜査関係者への取材でこの日判明した[47]。
- 7日（6日深夜） - ニッポン放送金曜（木曜深夜）0時枠『日向坂46・松田好花のオールナイトニッポンX』（STVラジオにも同時ネット）のこの日の放送では、一ノ瀬美空（乃木坂46）と松田里奈（櫻坂46キャプテン）がスペシャルゲストとして出演。坂道シリーズのTBSテレビ系『THE TIME,』の曜日レギュラー3人が揃って出演するのはこれが初めてとなった[48][注 5]。
- 8日 - いずれも【関東広域圏】ニッポン放送
  - 【特番・追悼】『泉房穂の情熱ラジオ』の特番として、同局でパーソナリティやコメンテーターとして多数レギュラー出演し、1月28日に死去した経済アナリストの森永卓郎（67歳没）を追悼する『情熱ラジオ!フルスイング ありがとう森永卓郎さん』をこの日放送（17時50分 - 21時）。当初は前年12月の特番に続き、パーソナリティの泉房穂（前明石市長）と森永による特番を予定していたが、森永の死去を受けて内容を変更、泉と森永とは長年コンビを組んでいた垣花正（フリーアナウンサー、元同局アナウンサー）が故人を偲んだ[51][52]。
  - 【トーク・音楽】土曜23時 - 23時30分枠の『中居正広 ON&ON AIR』の後番組として、2011年4月 - 2016年3月に同局で放送されていた『京本政樹のラジとばっ!』が約9年ぶりに復活して放送再開（ - 2月22日）[53]。なお『ON&ON AIR』をネットしていた局はこの番組はネットせず、この月より当該枠をニッポン放送の別番組の遅れネットに切り替えている。
- 11日
  - 【特番】NHKラジオ第1ではラジオの放送開始100年を記念した特番を放送。
    - NHKがこれまで蓄積してきた「音のライブラリー」から、音の「奥深い世界」へリスナーをいざなう『音とラジオと、人。』（12時15分 - 14時55分）を向井慧（パンサー）と中村慶子（NHKアナウンサー）の進行で放送した[54]。
    - NHK放送博物館が所蔵している戦前のラジオテキスト885点の中から、そのラジオ番組を「再現」する『ラジオテキストが教えてくれる戦前の日本』（16時5分 - 17時55分）を柴田祐規子（NHKアナウンサー）の進行で放送。ゲストとして、太田奈名子（国際日本文化研究センター准教授）、飯間浩明（国語辞典編纂者）、武田砂鉄（ライター）を迎え、朗読を畠山智之と山田敦子（いずれも元NHKアナウンサー）が務めた[55]。
- 14日
  - （13日深夜）【活動進退・近畿広域圏】MBSラジオ『ゴチャ・まぜっ天国!』はこの日の放送で、レギュラー出演している木下隆行（TKO）について、「コンプライアンスの違反があり、出演が難しくなった」と発表した。木下はYouTuberの青木歌音（元アナウンサー）から性被害を受けたと主張され謝罪、同番組についても1月31日（30日深夜）放送分から休演していた[56][57]。
  - 【特番】ニッポン放送
    - 【関東広域圏】相模原市に練習拠点がある青山学院大学陸上競技部の長距離ブロック監督で、相模原スポーツ宣伝大臣を務めている原晋が学生育成の想いを語り、「子どもたちがのびのび過ごせる相模原市」をテーマにして、相模原市の魅力と相模原市が取り組んでいる子育て施策についても伝える『相模原市 presents 原晋のスポーツのまち大作戦』（20時 - 21時）を放送。他に相模原市市長の本村賢太郎と青山学院大学出身でフリーアナウンサーの新保友映も出演した[58]。
    - 堂本光一（KinKi Kids）と井上芳雄（俳優）がこの年の2月に建て替えのため一時休館する帝国劇場（東京都千代田区）から生放送でおくる『オールナイトニッポンGOLD〜帝劇クロージングSP〜』（22時 - 翌0時）を放送[59][60]。
- 16日 - 【健康問題・東京都】この日TOKYO FMで放送の『馬渕・渡辺の#ビジトピ』で、パーソナリティの馬渕磨理子（経済アナリスト）が生放送中に体調不良で倒れるというアクシデントが発生した。その後19日までに馬渕が自身のXでアクシデントを謝罪するとともに、7年前から発症した原因不明の血管性浮腫による発作が放送中に出たこと、ステロイドの点滴で一時的に回復したものの、発作が治まるまで最小限の活動に限定することを明らかにしている[61]。
- 17日 - 【不祥事・活動進退・近畿広域圏・関東広域圏】吉本興業所属タレントのオンラインカジノ賭博疑惑を巡り、15日にYouTubeでオンラインカジノを過去に利用していたことを認めた髙比良くるま（令和ロマン）について、隔週火曜にレギュラー出演していたMBSラジオ『アッパレやってまーす!』の番組公式サイトから写真の掲載が削除されていたことがこの日判明した。なお、相方の松井ケムリの写真の掲載は続いている[62]。また松井はこの日、TBSラジオ『パンサー向井の＃ふらっと』に向井慧（パンサー）の冬休みに伴う代打パーソナリティとして出演したが、松井単独での出演について「当初から僕（松井）だけへのオファーだった」と、今回の報道とは無関係であることを説明した[63]。なお、髙比良は19日に自身のXにて、一連の件を受けて同日より当面の間活動を自粛すると発表、その間松井単独で活動することになった[64]。
- 18日 - 【特番】
  - 【中京広域圏】CBCラジオが主催する「CBCラジオCMコンクール」の選考結果を伝える『CBCラジオCMコンクール 結果発表特番』（19時 - 21時）を放送[65]。
  - 【兵庫県】ラジオ関西でこの日の18時より、『青春ラジメニア presents 「看護は“みんなのハートフルステーション”」』を放送。2月2日に神戸市看護大学で行われた阪神・淡路大震災発生30年のシンポジウム「災害にいきる“看護のチカラ”」での公開録音の模様を放送、同局で放送された『林原めぐみのHeartful Station』（1991年10月 - 2015年3月）のパーソナリティで、看護師資格を持つ林原めぐみ（声優）をゲストに迎え、『青春ラジメニア』パーソナリティの南かおりとムサが話を聞いた[66]。
- 22日 - 【特番・音楽】TOKYO FM・JFN系で放送されている桑田佳祐（サザンオールスターズ）のレギュラー番組『桑田佳祐のやさしい夜遊び』は、この日の放送枠を85分に拡大、サザンの最新オリジナル・アルバム『THANK YOU SO MUCH』のリリース前の収録曲をすべてフルコーラスで送る『サザンオールスターズ『THANK YOU SO MUCH』完成披露プレミア試聴会「#サザンと夜遊び」』（22時30分 - 23時55分）を放送。今回の放送は1回限りの生放送として行われ、radikoのタイムフリー機能では聴取できないことがアナウンスされていた[67][68]。
- 26日・3月1日 - 【健康問題】お笑いコンビ・ナイツの塙宣之が25日に山梨県富士吉田市内で顔面を骨折する怪我を負ったため、26日よりニッポン放送『ナイツ ザ・ラジオショー』（南海放送（RNBラジオ）にもネット）を当面の間休演。その後27日に所属事務所のマセキ芸能社より休養が発表された[69]。また、TBSラジオ『土曜ワイドラジオTOKYO ナイツのちゃきちゃき大放送』の3月1日放送分についても塙が休演、代役として相田修二（三四郎）が出演した[70]。3月10日放送の『ナイツ ザ・ラジオショー』より復帰した[71]。

### 3月
- 1日 - 【スポーツ・関東広域圏】ニッポン放送で阪神タイガース監督の藤川球児と、同球団OBで藤川の母校である高知商業高校の先輩でもある江本孟紀が、同局開局およびサンケイスポーツの創刊からともに70周年を迎えたのを記念して、沖縄県国頭郡宜野座村で行われた対談の模様をおくる『サンケイスポーツ70周年・ニッポン放送70周年特別企画 江本孟紀・藤川球児 スペシャル対談』（23時 - 23時30分）を放送[72]。
- 4日 - 【ラジオドラマ・関東広域圏】ニッポン放送が2024年7月に開局70周年を迎えたことを記念し、映画監督でもあるお笑いコンビ：ガレッジセールのゴリが自身でラジオドラマの脚本を初めて手掛けた、人と人との関わりを描いた大型ラジオドラマ『ニッポン放送開局70周年記念ラジオドラマ「マミーロード」』（19時 - 21時）を放送[73]。主演は高橋克実が、バディを富田望生がそれぞれ務めた。神野三鈴が物語の鍵となる重要な役を務め、他に、岡まゆみ、中村まこと、村上航、伊藤修子、米良まさひろらが脇を固めた。また、ニッポン放送の番組に出演している森山良子や松本明子もこのラジオドラマに出演した[74]。
- 7日 - 【教養】旧綜合放送制作で2012年4月に放送が開始され、本年1月時点で静岡放送（SBSラジオ）、山口放送（KRYラジオ）、四国放送（JRTラジオ）の3局で放送されているミニ教養番組『森卓のいま知り』について、パーソナリティの森永卓郎が1月28日に死去したことに伴い、「（生前に）事前収録済みのものをすべて放送」した上で終了、約13年の歴史に幕。KRYラジオの公式Xで1月29日に、制作会社の確認を取った上で発表された[75]。SBSは1日、JRTは5日、KRYはこの日が最終回となった。
- 7日・8日 - 【関東広域圏】ニッポン放送は、8日が国際女性デーにあたることから、同日放送の『八木亜希子 LOVE&MELODY』と前日7日放送の『泉房穂の情熱ラジオ』がそれぞれ、国際女性デーに関する特別企画を展開した。『情熱ラジオ』では、パーソナリティの泉房穂が兵庫県明石市長として、女性の地位向上に注力した経験から、自らの考えを話したほか、この番組のゲストとして、ライフスタイルプロデューサーの伊久美亜紀が出演し、幅広いテーマで対談した。『LOVE&MELODY』では、「国際女性デースぺシャル」として、パーソナリティの八木亜希子（フリーアナウンサー）が自身の経験について話したほか、映画評論家の清水節が「国際女性デーに観て欲しい映画」について取り上げた。また、女流棋士の高橋和にも取材を行い、その内容を八木が朗読した[76]。
- 10日
  - ニッポン放送『オールナイトニッポン』の2025年度ラインナップがこの日発表。第1部は現行パーソナリティが続投、2024年10月から月替わりパーソナリティ体制だった『オールナイトニッポン0(ZERO)』火曜（月曜深夜）は『オールナイトニッポンX』（ANNX）で同曜日を担当していたキタニタツヤ（シンガーソングライター）が昇格、『ANNX』は火曜（月曜深夜）に永野芽郁（女優）を起用するほか、土曜（金曜深夜）の放送を週替わりパーソナリティ体制で再開、毎月最終週は&TEAM（ボーイズグループ）が担当する。また『0(ZERO)』については四国放送が平日深夜を、熊本放送（RKKラジオ）が土曜深夜を、それぞれネット開始する[77][78]。
  - 【健康問題・近畿広域圏】お笑いコンビ「ダウンタウン」の浜田雅功が体調不良で当面の間休養することが、この日所属事務所の吉本興業から発表された[79]。これを受けてMBSラジオ『ごぶごぶラジオ』は代役を立てず浜田不在で放送したが[80]、浜田は5月3日（2日深夜）の放送より復帰[81]。
- 11日 - 【追悼・特番】東北地方太平洋沖地震（東日本大震災）の発生から14年目となるこの日、各局で関連特番を編成した。
  - NHKラジオ第1は、追悼中継『あの日を胸に』を2部構成（第1部：14時5分 - 14時55分、第2部：15時5分 - 15時55分）で放送。番組第1部では岩手・宮城・福島各県の追悼式会場より追悼祈念行事の模様を、第2部では東北の被災地支援を続けてきた全国の人々の繋がりをテーマに復興を振り返った。番組司会は千葉美乃梨（仙台局アナウンサー）が務め、スタジオゲストにいとうせいこう（作家）を迎えた。また東北各地の中継リポーターとして手嶌真吾と岩﨑果歩（仙台局）、小原和樹（盛岡局）、山田真夕（山形局）、田口詩織（福島局）の各アナウンサーがそれぞれ登場した[82]。
  - 【岩手県】IBC岩手放送（IBCラジオ）は、『東日本大震災から14年〜語り継ぐ3.11〜』を放送（13時5分 - 16時30分）。岩手県主催の追悼式の模様や沿岸被災地からの中継を交えて、震災の教訓を生かして防災減災につなげる活動の数々を紹介した[83]。
  - 【福島県】ラジオ福島（rfc）は『ラジオ福島3.11特別番組「記憶つないで、今を伝えて。」』を放送（13時 - 16時）。追悼式の模様に加えて、「後世に伝えるべき教訓・想い」、「様々な立場や世代の声を通したふくしまの今」を伝えた[84]。
  - 【関東広域圏・福島県】文化放送は、ラジオ福島の制作協力による報道特別番組『東日本大震災14年／文化放送 報道特別番組「帰りたかった町・帰れない町・帰ってきた町」』を放送（20時 - 21時、ラジオ福島でも同時間帯で放送）。福島第一原発事故による放射能汚染の影響で全町民避難が続いた福島県双葉郡双葉町の「今」を、山地美紗子（ラジオ福島アナウンサー）が取材した模様を放送した[85]。
- 12日（11日深夜） - 【健康問題】この日放送のニッポン放送『星野源のオールナイトニッポン』は、パーソナリティの星野源（シンガーソングライター、俳優）が体調不良のため休演。放送30分前に公式Xで急遽告知されたもので、この日の放送は代打として前の時間帯の『高橋文哉のオールナイトニッポンX』を担当する高橋文哉（俳優）と、後の時間帯の『あののオールナイトニッポン0(ZERO)』を担当するあの（歌手、タレント）が急遽登板したほか、本来この日のゲストの予定だった十九人（お笑いコンビ）も進行に加わった[86][87]。
- 16日 - 【スポーツ・近畿広域圏】この年の4月13日 - 10月13日に開催予定の大阪・関西万博を記念した企画として、『ACN EXPO EKIDEN 2025』を朝日放送グループホールディングスの主催でこの日開催（9時競技開始）し、朝日放送ラジオ（ABCラジオ）で8時30分 - 12時に生中継[注 6]。1970年に行われた大阪万博の開催地・万博記念公園（大阪府吹田市）から大阪・関西万博の会場となる大阪市此花区夢洲周辺までをコースに、大学と実業団それぞれから選抜された計16チームが駅伝で競った[88][89]。実況は朝日放送テレビアナウンサーの小縣裕介が務め、解説者として東洋大学の在籍時に箱根駅伝で4年連続で5区を走り、2代目「山の神」と呼ばれた柏原竜二と2003年パリ世界陸上女子マラソン銅メダリストの千葉真子が出演[90]、テーマソングはDREAMS COME TRUEによる楽曲「ここからだ!」を起用した[91][92][93]。
- 18日・19日 - 【スポーツ・関東広域圏】ニッポン放送の開局70周年の特別番組として、日本のプロ野球の開幕を前に、メジャーリーグベースボールの2025年シーズン開幕戦にあたる「MLBワールドツアー 東京シリーズ2025 シカゴ・カブス対ロサンゼルス・ドジャース」の模様を「ニッポン放送ショウアップナイタースペシャル」として、両日ともに19時から東京ドーム（東京都文京区）より生中継した[94]。また、15日には「MLBワールドツアー 東京シリーズ2025 プレシーズンゲーム 読売ジャイアンツ対ロサンゼルス・ドジャース」の模様を19時から同球場より生中継した。
- 20日 - 【特番】
  - この年開局55周年を迎えるTOKYO FMと放送100年のNHKラジオ第1が記念特番として、『ひとりを思う、みんなのLIFE TIME AUDIO』をこの日の13時 - 14時55分に同時生放送。高山哲哉（NHKアナウンサー）と、NHK在職時代高山の同期だった住吉美紀（フリーアナウンサー）が、リスナーから寄せられたラジオにまつわるエピソードやリクエストを紹介するとともに、両局のパーソナリティからのコメントも紹介した[95]。
  - 【関東広域圏】文化放送のこの日の9時枠で、テレビ東京系の乳幼児向け番組『シナぷしゅ』とコラボレーションした特番『みんなでシナぷしゅラジオ』を放送。子育ての楽しさや苦労をシェアするとともに、『シナぷしゅ』の曲もオンエアした。松陰寺太勇（ぺこぱ）と飯田佳奈子（テレビ東京『シナぷしゅ』統括プロデューサー）がメインパーソナリティを務め、ゲストとして『シナぷしゅ』の大ファンである平野ノラ（お笑いタレント）が出演した[96]。
  - 【追悼・近畿広域圏】朝日放送ラジオ（ABC）でこの日、本年2月3日に死去した元阪神（大阪）タイガース選手・監督で、同局野球中継の解説を務めた野球評論家の吉田義男（91歳没）を偲んで追悼特番『追悼 吉田義男さん〜「虎」と生きた91年〜』（19時 - 21時）を放送。番組では同局野球中継『フレッシュアップベースボール』専属解説者の真弓明信と中西清起をゲストに迎え、高野純一（ABCアナウンサー）の進行で吉田の91年の生涯を振り返った[97]。
- 21日 - 【特番】NHKラジオ第1とTBSラジオはこの日の20時枠で放送100年記念企画の一環としてコラボレーションした特番『放送100年企画「森本毅郎41年ぶりのNHK」』を同時放送（NHKラジオ第1は20時5分 - 20時55分）。元NHKアナウンサーで現在はTBSラジオ『森本毅郎・スタンバイ!』のキャスターを務める森本毅郎が41年ぶりに古巣の番組に出演、在局時代の同僚だった布谷洋勝（元NHKプロデューサー）、現役のNHKアナウンサー上田早苗と放送の歴史を振り返りながら、未来についても語り合った[98]。
- 22日
  - 【特番】NHKでは放送記念日かつラジオ放送開始から100年になるこの日、記念特番を編成した。
    - ラジオ第1
      - 20時5分 - 21時55分に『放送100年記念特番 いつだって、ラジオ!』を東京タワー（東京都港区）の展望階から公開生放送。高山哲哉（NHKアナウンサー）の進行の元、TBSラジオ『コサキンDEワァオ!』シリーズなどを担当した小堺一機（タレント）[注 7]をゲストに迎え、ラジオの魅力について語り合った[99][100]。
      - 22時枠で『放送100年記念特番 さだまさしとラジオ』を放送。幼少期からラジオに親しみ、多くの番組でパーソナリティを務めたさだまさし（シンガーソングライター）がラジオ100年について語った[101]。

    - NHK-FMで『ラジオ100年 音楽とともに』を放送（9時 - 16時、途中中断あり）。ラジオにとっての音楽を様々な角度から紐解くとともに、名番組のダイジェスト版も紹介した。MCはピーター・バラカン（音楽評論家、ラジオDJ）と秀島史香（ラジオDJ、ナレーター）が担当[102]。

  - 【熊本県】熊本放送（RKKラジオ）はこの日がラジオ100周年になるのを記念し、72年前の1953年10月1日にラジオ熊本として開局したこの日の、同局第1号アナウンサーの楠田主計（くすだ・かずえ、故人）による第一声を、楠田の他の録音記録を元にAIで再現、正午前などに計10回放送した[103]。
- 25日 - 【埼玉県】FM NACK5『キラスタ』で2021年4月から4年間火曜パーソナリティ（2022年12月まで月曜も）を担当した西村真二（コットン）がこの日の放送をもって卒業[104]。
- 26日
  - （25日深夜）【埼玉県】FM NACK5で2006年[105]から放送されてきた『Goo Goo Radio』がこの日をもって終了。19年の歴史に幕。
  - 【配信】1991年4月に文化放送で放送を開始、2010年7月までの地上波時代はNRN系を中心にネットされたほか、2009年4月からは地上デジタルラジオ実用化試験放送局「超!A&G+」でも放送を開始、2011年4月に実用化試験が終了し超!A&G+がインターネットラジオ局に移行後もナイターオフ期を中心に地方局にネットされてきた、同局のアニラジとしては最長の歴史を持つ『ノン子とのび太のアニメスクランブル』が、この日の配信をもって終了、34年の歴史に幕[106]。
- 27日・28日 - 文化放送・NRN系『桂宮治のザブトン5』は、北海道放送（HBCラジオ）と宮崎放送（MRTラジオ）[注 8]で27日、文化放送とその他のネット局で28日の放送をもって終了。3年の歴史に幕[107]。
- 27日
  - （26日深夜）【東京都】J-WAVE『JUMP OVER』がこの日をもって終了、7年の歴史に幕。6日（5日深夜）放送内および番組のInstagramアカウントで発表された[108]。
  - 【三重県】三重エフエム放送（レディオキューブ FM三重）月 - 木曜放送の夕方ワイド番組『ゲツモク!』がこの日をもって終了。6年の歴史に幕[109]。
  - 【埼玉県】FM NACK5『FAV FOUR』で2021年4月の番組開始以来、4年間火・木曜アシスタントを務めた結（女優・モデル）がこの日をもって卒業[110]。
- 28日
  - （27日深夜）
    - 文化放送『ARTIST FC』（ラジオ大阪同時ネット、RSK山陽放送にも一部内容を遅れネット）がこの日の放送をもって終了、2年の歴史に幕。これにより1968年11月開始の『日野ダイナミックスコープ→日野ミッドナイトグラフィティ 走れ!歌謡曲』以来、56年超続いた3時台・4時台のワイド番組枠が金曜深夜・土曜未明枠（後述）を除き終了することになる[111]。
    - 【埼玉県】FM NACK5『ラジオのアナ〜ラジアナ』で木曜パーソナリティを2022年4月から3年間担当した平井珠生（ひらい・たまお、女優）がこの日をもって番組を卒業[112]。

  - NHK-FM
    - 2018年4月から放送されていた音楽番組『KABUKI TUNE』がこの日をもって終了。これにより、1985年4月から『邦楽ジョッキー』から始まったシリーズは40年の歴史に幕[113]。
    - 『ミュージックライン』のDJを2015年3月から10年間担当してきた南波志帆（歌手）がこの日をもって卒業。24日に自身のXで公表した[114][115]。

  - 【関東広域圏】文化放送『レコメン?』がこの日の放送をもって終了。あわせて同番組に内包されていた『Lucky²のラッキートーク!』[注 9]も、この日の『レコメン?』21時台での1時間拡大版スペシャルの放送をもって終了、2年半の歴史に幕[116]。
  - 【近畿広域圏】ラジオ大阪
    - 『藤川貴央のニュースでござる』『オトナ女子モーニングワイド ハッピー・プラス』[注 10]がこの日をもって終了、前者は3年、後者は6年の歴史に幕。2月24日の放送で発表された[117]。
    - 【近畿広域圏】ラジオ大阪『OBCグッドアフタヌーン!金曜お昼は、めっちゃ方正!』がこの日の放送をもって終了[118]。本番組終了に伴い平日昼のゾーン編成『OBCグッドアフタヌーン!』から金曜分が無くなることになる。

  - 【兵庫県】ラジオ関西『桑原由気と本渡楓のパリパリパーリィ☆』がこの日の放送をもって終了、7年9か月の歴史に幕[119]。
  - 【埼玉県】FM NACK5『中川大志のConnected Base』がこの日の放送をもって終了、4年の歴史に幕[120]。
  - 【北海道】STVラジオ『COCONO Sラジ』『吉川のりお スーパーLIVE』がこの日をもって終了。前者は1年半、後者は6年の歴史に幕[121]。
  - 【宮崎県】宮崎放送で平日朝に放送の『アンクル・マイクのビューティフルモーニング』がこの日の放送をもって終了。パーソナリティの「アンクル・マイク」こと伊野啓三郎は、前身となる『アンクルマイクとナンシーさん』から40年続けてきたラジオパーソナリティ生活に96歳でピリオドを打った。なお、翌29日17時からは記念特番『ありがとうアンクルマイク〜洋楽プロバイダーの軌跡〜』を放送した[122]。
  - 【三重県】三重エフエム放送（レディオキューブ FM三重）金曜午後の番組『MIE color trip』『マジックアワー』がこの日をもって終了。前者は2年、後者は4年半の歴史に幕[123][124]。
- 29日
  - （28日深夜）
    - JFN系『やまだひさしのラジアンリミテッドF』がこの日をもって終了、1999年4月開始のTOKYO FM・JFN系『やまだひさしのラジアンリミテッド』時代から数えてシリーズ26年の歴史に幕[注 11]。1月25日（24日深夜）の放送でパーソナリティのやまだひさし（ラジオDJ）から直接発表があったほか、番組公式Xでも文書で発表された[125]。最終回となるこの日の放送は、TOKYO FMを含めた全36局ネットで生放送した[126]。
    - 【兵庫県】ラジオ関西『小野坂・秦の8年つづくラジオ』がこの日をもって終了、番組タイトル通り8年の放送期間を満了、前身の『小野坂昌也の10年つづくラジオ』とあわせて10年の歴史に幕[127][128]。

  - TBSラジオ・JRN系
    - 創価学会の一社提供番組『明日へのエール』がこの日[注 12]をもって終了、番組タイトル改題前の『明日へのエール〜ことばにのせて〜』（2013年4月 - 2023年3月）から数えて12年の歴史に幕。1日の放送で発表された。
    - 『TALK ABOUT』のパーソナリティを番組開始の2018年4月から7年間務めていた工藤大輝（Da-iCE）がこの日の放送をもって退任。1日の放送で発表された[129][130]。

  - TOKYO FM
    - JFN系
      - 『JA全農 COUNTDOWN JAPAN』のMCを2012年4月から13年間務めたジョージ・ウィリアムズ（タレント）と、2017年4月から8年間務めた安田レイ（歌手）がこの日の放送をもって番組を卒業。1日放送内及び番組Xアカウントで発表された[131]。
      - 『おと、をかし』（15時 - 15時25分）がこの日をもってJFN系ネットでの放送を終了[132]。

    - 2015年9月から放送されてきた朗読番組『yes!〜明日への便り〜』（FM大阪・FM長野・FM軽井沢〈コミュニティFM局〉でもネット）この日の放送をもって終了。番組タイトル改題前『yes!〜軽井沢からの便り〜』から数えて9年半の歴史に幕。
    - 【東京都】『シティポップ レイディオ』がこの日の放送をもって終了。3年の歴史に幕[133]。

  - ニッポン放送『藤ヶ谷太輔 Peaceful Days』（福井放送、KBCラジオにもネット）がこの日をもって終了、6年の歴史に幕[134]。
  - 【関東広域圏】文化放送『A&G TRIBAL RADIO エジソン』で、パーソナリティを2020年4月から務めていた髙橋ミナミ（声優）と、2021年4月から務めていた天崎滉平（同）が、この日の放送をもって揃って退任。2月8日の放送で発表された[135]。
  - 【東京都】J-WAVE
    - 『au FG LIFETIME BLUES』（JFL5局ネット）この日[注 13]の放送をもって終了。3年の歴史に幕[136]。
    - 『ORIENT STAR TIME AND TIDE』この日の放送をもって終了。番組タイトル改題前『TRUME TIME AND TIDE』から数えて7年半の歴史に幕[137]。

  - 【近畿広域圏】
    - 朝日放送ラジオ『土曜日やんなぁ?』がこの日をもって終了、1年9か月の歴史に幕。1日の放送で発表された[138]。
    - ラジオ大阪
      - 『土曜の午後は、トコトンほんこん!』がこの日の放送をもって終了、1年半の歴史に幕。パーソナリティのほんこん（お笑いタレント）が自身のYouTubeチャンネルで15日に明らかにした[139]。
      - 『司馬遼太郎短篇傑作選』（TBSラジオにも同時ネット）がこの日をもって終了、12年半の歴史に幕。22日の番組の最後に朗読担当者の竹下景子（女優）より発表された。

  - 【群馬県】エフエム群馬（FM GUNMA）『lyrical school minanのLet's チルアウト』がこの日をもって終了。6年の歴史に幕[140]。
- 30日
  - （29日深夜）
    - TBSラジオ『エレ片のケツビ!』（琉球放送（RBCiラジオ）にも同時ネット）がこの日をもって終了。前身番組『エレ片のコント太郎』（2006年4月 - 2021年3月、『JUNK』シリーズ枠で放送）から数えて19年の歴史に幕。2日（1日深夜）の放送で発表された。4月以降はポッドキャストでエレ片（コントユニット）の新番組を開始する[141]。
    - 【近畿広域圏】朝日放送ラジオ『霜降り明星のだましうち!』がこの日の放送をもって終了、7年半の歴史に幕[142]。

  - ジャパンエフエムネットワーク（JFNC）制作で、2002年4月から一部のJFN系列局で放送されていた音楽番組『COAST TO COAST』がこの日をもって終了。23年の歴史に幕。一部ネット局では22日・23日放送分で最終回となった[143][144]。
  - TOKYO FM・JFN系音楽番組『Oggi otto Music Shampoo』がこの日の放送をもって終了、4年の歴史に幕[145]。
  - 【埼玉県】FM NACK5『Sunday Audio Show〜アナと日曜のパーマ〜』がこの日をもって終了。3年の歴史に幕。
  - 【中京広域圏】東海ラジオで1997年4月から放送されていた蟹江篤子とタクマの冠番組『かにタク言ったもん勝ち』がこの日をもって終了。28年の歴史に幕。この日放送の最終回は19時 - 20時30分の1時間30分拡大生放送で放送した[146][147]。
- 31日
  - （30日深夜）【埼玉県】FM NACK5『七転八起〜Never give up〜』で2024年10月の番組開始からパーソナリティを務めた荻野由佳（タレント・元NGT48）がこの日をもって卒業[148]。
  - TBSラジオで生島ヒロシのパーソナリティで1998年4月に放送を開始、1月に生島がコンプライアンス違反で降板（前述）して以降も名前を外して継続していた『おはよう定食』『おはよう一直線』（後者はJRN系ネット）がこの日をもって終了、ともに27年の歴史に幕[43][149]。
  - 文化放送・NRN系『レコメン!』内のフロート番組を改編。月曜22時40分 - 22時50分にAile The Shota（アーティスト）が担当する『Aile The ShotaのLOVERADIO』、火曜22時40分 - 22時50分にAqours（声優ユニット）が担当する『ラブライブ!サンシャイン!! Aqoursの永久ホームルーム』をそれぞれ開始。これまで月曜に放送していた『Girls²のがるがるトーク!』は水曜22時40分 - 22時50分に移動する[150]。
  - NHK-FM『ミュージックライン』の新DJにimase（シンガーソングライター）と譜久村聖（ふくむら・みずき、歌手・元モーニング娘。）が就任[115]。
  - 【TOKYO FM・JFN系】
    - 2021年4月から放送されていたスズキ一社提供番組『SUZUKI No.1 FACTORY』がこの日をもって終了。4年の歴史に幕[151]。
    - 2010年4月から放送されていたジブラルタ生命一社提供番組『ありがとう、先生!』もこの日をもって終了。15年の歴史に幕。

  - 【関東広域圏】文化放送
    - 開局記念日のこの日に、この年が昭和100年に当たることも記念し、関連した特番を放送。また3番組を通してのナビゲーターを、この年米寿を迎える伊東四朗（俳優・コメディアン）が務め、オープニングなどでコメント出演した[152]。
      - 9時枠では、過去2017年と2022年に放送した、「日本文化放送協会」として開局した当時のエピソードを探った『第5スタジオは礼拝堂〜日本文化放送協会 そのはじまりの物語』を、一部変更を加えるなど再々構成した上で放送[153]。
      - 10時枠では俳優・歌手の石原裕次郎（1987年没）の知られざるエピソードを石原の楽曲とともに綴る『石原裕次郎アワー〜昭和太陽伝説〜』を野村邦丸（元同局アナウンサー）と佐藤利明（娯楽映画研究家）の2人で放送した。
      - 11時枠では、『文化放送開局記念 昭和100年スペシャル『ドンとモーグリとライオンと 〜やなせたかし 名作前夜』』を放送。前年保管資料の中から発見された、漫画家のやなせたかし（2013年没）が書き下ろしたラジオドラマの台本を元に、関係者のインタビューを交えながら、『アンパンマン』など後のやなせの代表作に繋がる資料を紹介した。ナビゲーターはやす子（お笑いタレント）が担当[154]。

    - 『近藤真彦RADIO GARAGE』が月曜18時 - 18時30分枠に時間移動[155]。
    - 月曜20時 - 20時30分枠で新ビジネス番組『HENNGE presents BIZ-TECH Lounge』を放送開始。クラウドセキュリティサービス提供企業・HENNGE代表の小椋一宏がパーソナリティを務め、様々な企業からゲストを招きこれからのITについて議論を展開する[156]。

  - 【中京広域圏】東海ラジオ[157]
    - 『first touch』で、これまで金曜のみ担当の原光隆（元同局アナウンサー）が全曜日担当する。
    - 『NEXTracks』がナイター期間に入ることから月曜21時 - 21時45分枠に移動。DJは火曜担当だった眞嶋愛梨が務める。
    - 『さだまさし 1時の鬼の魔酔い』（文化放送・NRN系およびFM COCOLO・RKB毎日放送・エフエム大分にもネット）がこの日の放送よりリニューアルし、さだまさしと吉田政美による音楽ユニット・グレープがパーソナリティを務める『グレープのもう魔酔わない!』として放送開始。グレープとしてラジオパーソナリティを務めるのは約50年ぶりとなる[158]。

  - 【三重県】三重エフエム放送（レディオキューブ FM三重）月 - 金曜17時 - 18時55分枠の新ワイド番組『つながるジカン』が放送開始。月・火曜に代田和也、水 - 金曜に宮原えりか（共に同局アナウンサー）がパーソナリティを務める[159]。
  - 【近畿広域圏】
    - ラジオ大阪[160]
      - 平日7時 - 8時50分枠でBAYFM『AWAKE』の同時ネットを開始[161]。
      - 月 - 木曜平日午前の新ワイド番組として『藤川貴央のちょうどえぇラジオ』を放送開始（9時 - 11時）。前週まで『藤川貴央のニュースでござる』を担当した藤川貴央（同局アナウンサー）がスライドする形でパーソナリティを務める[117]。
      - 『サクラバシ919』でパーソナリティの入れ替えを実施。月曜をお見送り芸人しんいち、水曜をDen（リンダカラー∞）が担当する。これにより全曜日お笑い芸人が担当することになる[162]。

    - 朝日放送ラジオ月曜23時30分枠で、お笑いコンビ・ジョックロックの初の冠番組となる『ジョックロックのミッドナイトフットボール』が放送開始[163][164]。

  - 【京都府・滋賀県】KBS京都月 - 木曜10時 - 14時枠で、新ワイド番組『となりの森谷さん』が放送開始。森谷威夫（同局アナウンサー）が『森谷威夫のお世話になります!!』（2005年4月 - 2019年3月）以来6年ぶりに同時間帯のワイド番組パーソナリティを担当する[165]。
  - 【北海道・兵庫県】ニッポン放送『上柳昌彦 あさぼらけ』について、この日よりSTVラジオとラジオ関西でネット枠を拡大し、月曜は5時から、火 - 金曜は4時30分から、いずれも6時までのフルネットを開始[121][166]。
  - 【北海道】
    - 北海道放送（HBCラジオ）『滝谷美夢のステップ!』は、この日より月曜18時 - 18時30分枠に移動し、生放送となる[167]。
    - STVラジオ
      - ニッポン放送『上柳昌彦 あさぼらけ』のネット枠拡大（前述）に伴い、ローカル朝ワイド『北海道ライブ あさミミ!』は6時開始に変更となる[121]。
      - 平日午後ワイド『まるごと!エンタメ〜ション』が金曜の放送を終了するとともに、開始時間を13時に前倒しし、16時45分までの3時間45分に時間拡大。また17時45分からはアフタートーク番組『まるごと!プラス』を開始する[121]。

  - 【新潟県】新潟放送（BSNラジオ）はこの日（ただし、TBSラジオよりネットしている番組は4月1日以降）より新編成を開始。このうち、月 - 木曜 18時 - 18時30分枠で、坂部友宏と工藤淳之介（いずれも同局アナウンサー）がパーソナリティを務める新番組『夕やけラジオ〜今日も一日おつかれさん〜』を放送開始[168]。
  - 【富山県】文化放送『長野智子アップデート』（西日本放送（RNCラジオ）・高知放送（RKCラジオ）にも一部時間帯同時ネット）が、この日より北日本放送（KNBラジオ）でも月 - 木曜 15時30分 - 16時30分での同時ネットを開始。これに伴い自社制作昼ワイド『でるラジ』の月 - 木曜の放送終了が15時30分と、従来より30分繰り上げとなる。
  - 【愛媛県】南海放送『鳥生洋文のONGAKUな時間』が月曜21時 - 翌0時枠に移動。これに伴い、月曜の『レコメン!』22・23時台のネットは前週の24日で打ち切りとなった。

### 4月
- 1日
  - （3月31日深夜）
    - 【関東広域圏】文化放送
      - アニラジ専門インターネットラジオ局「超!A&G+」が前日3月31日でサービスを終了したのを受けて、この日より平日深夜帯を中心に同サービスで配信されていた番組の地上波での継続放送を開始。これまで『ARTIST FC』が放送されていた火 - 金曜（月 - 木曜深夜）3時台・4時台にも番組を編成した（ラジオ大阪も同時間帯の番組ネットを継続）。これにより同局のA&G番組が新番組を含め12番組増の54番組に拡充する。また、独自配信プラットフォーム「QloveR」で超!A&G+をサイマル配信していた「超!A&G+チャンネル」のリニューアルも3月31日付で実施した[169]。
      - 火曜（月曜深夜）2時 - 2時30分枠で、俳優の荒牧慶彦がパーソナリティを務める『荒牧慶彦 RADIO 2.5』が放送開始。荒牧と同じ事務所所属の田中朝陽が2.5次元作品の魅力を深掘りする[170]。

    - 【東京都】J-WAVE火 - 金曜（月 - 木曜深夜）2時枠で、1時間のノンストップ音楽番組『COMMON GROUND』が放送開始。プロの選曲家が多様なテーマごとにプレイリストを作成するほか、リスナーからもプレイリスト単位でリクエストを募集し、認定されれば番組の選曲を担うことができる[171]。
    - 【中京広域圏】東海ラジオ『TOKAI RADIO MUSIC PROGRAM SESSIONS 929』の月曜深夜担当が「TOKAI RADIO ONE ARTIST 2025!」に選ばれたJ-POPユニットOffo tokyoに交代[157]。
    - 【近畿広域圏】朝日放送ラジオ火 - 土曜（平日深夜）2時枠で、吉本興業との共同制作による新ベルト番組『がっちゃんこ』が放送開始。各曜日2組計10組のお笑いコンビが、互いの個性を「がっちゃんこ」させることをコンセプトとしており、地上波放送だけでなくアーカイブ配信やstand.fmでの独占配信コンテンツも提供する。パーソナリティは火曜（月曜深夜）が素敵じゃないかとオダウエダ、水曜（火曜深夜）がナイチンゲールダンスとそいそ〜す、木曜（水曜深夜）がカラタチとシンクロニシティ、金曜（木曜深夜）がケビンスと生ファラオ、土曜（金曜深夜）が20世紀とバッテリィズとなっている[172][164]。

  - 【関東広域圏】
    - TBSラジオは、新年度となるこの日より平日の番組の時間割を大幅に改編した[173]。
      - （3月31日深夜）火 - 土曜未明（月 - 金曜深夜）に放送の『CITY CHILL CLUB』（この日よりJRN系5局ネット）は、後述の『きしたかののブタピエロ』の放送時間移動に伴い、CBCラジオを除き全曜日で3時 - 5時の放送に戻る。CBCラジオは3月25日（同月24日深夜）で『小森谷徹のとまり木ラジオ』の放送を終了した[174]が、当該枠で別番組を編成することから火曜のみ4時飛び降りを継続する。
      - 『生島ヒロシのおはよう定食・おはよう一直線』に変わる平日早朝ワイド番組として、『Brand-New Morning』を放送開始（5時 - 6時30分、5時30分よりJRN系等で全国ネット）。パーソナリティは月 - 木曜が大島由香里（フリーアナウンサー、元フジテレビアナウンサー）、金曜は酒井一圭（純烈）を起用[175][176][149]。
      - 月 - 木曜『ジェーン・スー 生活は踊る』（中国放送（RCCラジオ）と長崎放送・NBCラジオ佐賀にも一部時間帯同時ネット）の新たな火曜パートナーとしてこの日より山内あゆ（TBSテレビアナウンサー）が就任。当日の番組内で発表された。
      - 平日午後枠 『こねくと』（月 - 木曜）および『金曜ワイドラジオTOKYO えんがわ』（金曜、いずれも長崎放送（NBCラジオ）・NBCラジオ佐賀に一部時間帯同時ネット）は共に放送時間を40分短縮し、14時 - 16時50分の放送となる。また、熊本放送（RKKラジオ）にてこの日より『こねくと』を15時 - 16時50分（ただし15時50分 - 16時はローカル枠）の時間帯でネット開始。
      - 平日夜枠の報道番組『荻上チキ・Session』（JRN系同時ネットあり）は、3時間の放送枠はそのままに1時間繰り上げ、17時 - 20時の放送に変更。これに伴い17時30分からの全国ニュース『ネットワークトゥデイ』（一部地域を除くJRN系全国ネット）を再び内包する。またこの改編に伴い18時30分の飛び乗りポイントが廃止され、北日本放送以外のネット局は一律19時開始に変更となった[177]。
      - 月 - 木曜 22時 - 23時55分枠『アフター6ジャンクション2』は、放送曜日を変えず時間帯を20時 - 22時に移動（5分拡大）。これに伴い、『アフター6ジャンクション』シリーズとして1年半ぶりにJRN系列局のネットが復活する[178]。なお、曜日パートナーは変更しないため（第4月曜から始まる週を除く）、木曜担当の熊崎風斗（TBSテレビアナウンサー）は3月27日にTBSテレビ系『Nスタ』平日版の出演を終了している。
      - 月 - 木曜の22時枠では、いずれも新番組を編成。火曜の新番組としてこの日より、『SCALP D presents 那須川天心のかんきもラジオ』を放送開始。前年12月27日放送の那須川天心（プロボクサー、元キックボクサー）がパーソナリティを務めた年末特番『スカルプD presents 生放送でも、関係ないっしょ!気持ちっしょ!』をレギュラー化して生放送するもので、那須川と近藤夏子[注 14]（TBSテレビアナウンサー）がリスナーとコミュニケーションを取る。
      - 火曜23時枠に『バービーとおしんり研究所』、火曜23時30分枠に『ラランド・ツキの兎』がそれぞれ移動。

    - 文化放送
      - 火 - 金曜4時30分 - 4時44分枠で、芸人トロットグループ「マンネやねん!」による早朝音楽バラエティ番組『おはミュ!』を放送開始（ラジオ大阪にもネット）[179]。
      - 『長野智子アップデート』の火 - 金曜の放送時間がこの日より17時35分までに繰り下がり、35分拡大。これにより月曜以外はNRN系全国ニュース『ニュース・パレード』が再びワイド番組に内包される[180]。
      - 『KinKi Kids どんなもんヤ!』が火曜21時 - 21時30分枠に移動。これに伴い3月まで同枠で放送の『伊達さゆりの 伊達にラジオやってません!!!』は木曜（水曜深夜）4時 - 4時30分枠に移動する（ラジオ大阪にもネット、QloveR超!A&G+チャンネルでも配信あり）[181]。

  - 【埼玉県】FM NACK5
    - 夕方帯番組『キラスタ』の火曜日新パーソナリティに西田どらやき（入間国際宣言）が就任[182]。
    - 『FAV FOUR』の火曜新アシスタントに石飛恵里花（声優）が就任[182]。

  - 【大阪府・近畿外国語放送エリア】FM802は、運営しているFM COCOLOとの2波運営体制を活かし、両局で同時放送する番組「FM802&FM COCOLO DUAL MUSIC PROGRAM」を編成。平日早朝枠では新ワイド番組『DAYBREAK』を放送開始（5時 - 7時、FM802のみ6時まで）。DJは月・火曜を飯室大吾、水 - 金曜を西田新が担当[183][184][185]。
  - 【近畿外国語放送エリア】FM COCOLO月 - 木曜の新朝ワイド番組として、これまでFM802でDJを務めてきた仁井聡子がFM COCOLOに移籍して初担当する『GOOD MO-NII』を開始（月 - 木曜7時 - 11時）。同番組開始に伴い、『CIAO 765』が11時 - 15時枠、『MARK'E MUSIC MODE』が15時 - 18時枠にそれぞれ移動する[185]。
  - 【特番・大阪府】FM大阪はこの日に開局55周年を迎えるのを記念し、記念企画として「FM大阪 55th anniversary 〜 ラジオで繋がる未来へGOGO!」を展開、この日放送の『アサトク』『Marché Coucou』『LOVE FLAP』『赤maru』『Intense!』『らじこー』に、同局のDJのゲスト出演などの企画を実施する[186]。
  - 【兵庫県】ラジオ関西平日午後のワイド番組『Clip』がリニューアルを実施、3月までで金曜の放送を終了し、放送枠を月 - 木曜13時 - 15時45分に変更。パーソナリティも火曜は當間琉巧（元Lil かんさい[注 15]）が降板しはるかぜに告ぐ（お笑いコンビ）のみで担当、木曜は清水健（フリーアナウンサー）と桂米舞（落語家）に代わり、これまで金曜を担当したサマンサ・アナンサ（ドラァグクイーン）と新加入の阪田マリン（歌手、ブラックキャンディーズ）が務める[166]。
- 2日
  - （1日深夜）【関東広域圏】文化放送
    - 水曜（火曜深夜）2時 - 2時30分枠で、経済動画メディア「ReHacQ」のプロデューサー高橋弘樹がパーソナリティを務める『ReHacQ R大学 教養学部』を放送開始。音声番組だけでなく映像番組も制作、ReHacQとQloveRで配信する[187]。
    - 水曜（火曜深夜）3時 - 3時30分枠に「QloveR」の番組を放送する『QloveR SP』を編成（ラジオ大阪にもネット）。第1週はバーチャルYouTuberの花宮莉歌がパーソナリティを務める『花宮莉歌の恋して♡らじお』を放送開始。第2週以降の火曜20時にもQloveRオリジナルコンテンツとして配信を行う[188]。この他第2週は『赤見かるびの「お笑いかるび塾」』が移動し月1回の放送に変更[189]、第3週はeスポーツチームCrazy Raccoonによる『Crazy Raccoon Radio』を開始[190]、第4週は超!A&G+→QloveR超!A&G+チャンネルで配信の『鈴原希実の明日はなんしちょっと?』が月1回地上波で放送、いずれの番組もQloveRでは毎週配信を行う。

  - 【関東広域圏】TBSラジオ[173]
    - 水曜22時枠で『佐倉綾音 論理×ロンリー』を放送開始。声優の佐倉綾音が初めてTBSラジオでレギュラー番組を担当、世の中の様々な現象、空気感、物事に対して、リスナーと一緒に「論理的な分析」を導き出していく。
    - 水曜23時枠に『イモトアヤコのすっぴんしゃん』が移動。なおこの月より、東北放送（tbcラジオ）・新潟放送・中国放送（RCCラジオ）で別時間帯でのネットを開始する[191][168][192]。
    - 『きしたかののブタピエロ』はこの日より水曜23時30分枠に移動[193]。これに伴い、HBCラジオやCBCラジオなどの同時ネット局では3月29日（28日深夜）放送分をもってネット終了[167] [174]となった一方で、5日より大分放送（OBSラジオ）でのネットが開始。

  - 【北海道】HBCラジオ『バンラジNEO タモツガレージ』はこの日より水曜22時 - 翌0時枠に移動[167]。
  - 【埼玉県】FM NACK5の夕方帯番組『キラスタ』の水曜日新パーソナリティにタカハシヒョウリ（ミュージシャン・作家）が就任。これまで同曜日を担当した三浦祐太朗（シンガーソングライター・俳優）は木曜日のみに変更[182]。
- 3日
  - （2日深夜）
    - 【関東広域圏】文化放送『レコメン!G MSSPは一見さんお断り?!』が木曜（水曜深夜）1時 - 1時30分枠に時間移動し、『レコメン!』の冠を外した番組名に改題[194]。
    - 【中京広域圏】東海ラジオ木曜（水曜深夜）2時枠にて、中高生向けの新番組『Radi Pal-ラジパル-』が放送開始。DJはにしざわひろが担当[157]。
    - 【埼玉県】FM NACK5『ラジオのアナ〜ラジアナ』で水曜日新パーソナリティにエアコンぶんぶんお姉さん（お笑い芸人）が就任[182]。

  - 【関東広域圏】TBSラジオ[173]
    - 木曜22時枠で、5人組ボーイズ音楽グループ「WILD BLUE」による初の冠番組『WILD BLUEのわぶらじ』をこの日より放送開始[195]。
    - 木曜23時枠で、みなみかわ（お笑い芸人）の冠ラジオ番組『秘密諜報員みなみかわ』が放送開始。
    - 木曜23時30分枠に『渚のキャッ火ラジオ』が移動、放送時間が5分拡大され30分番組となる。

  - 【埼玉県】FM NACK5『FAV FOUR』の木曜日新アシスタントに亜咲花（歌手）が就任[182]。
  - 【近畿広域圏】朝日放送ラジオ平日夜ワイド『ツギハギ』の木曜日パーソナリティが国山ハセン（元TBSテレビアナウンサー）から雨宮萌果（フリーアナウンサー、元NHKアナウンサー）に交代、『ツギハギ木曜日〜雨宮萌果のまにまに〜』としてこの日より放送開始[196]。
- 4日
  - （3日深夜）【埼玉県】FM NACK5『ラジオのアナ〜ラジアナ』で木曜日新パーソナリティに太朗（太鵬・元ナミダバシ）が就任[182]。
  - 【関東広域圏】TBSラジオ
    - 【編成】[173]
      - 金曜8時30分 - 11時枠で、今田耕司（タレント）がパーソナリティを務める新朝ワイド『今田耕司のお耳拝借!金曜日』が放送開始。週末のエンタメ情報を始め、ゲストや今田の週末の過ごし方、リスナーから拝借した知恵などを送る。パートナーは良原安美（TBSテレビアナウンサー）が担当。
      - 金曜8時30分 - 14時枠『金曜ボイスログ』（長崎放送・NBCラジオ佐賀にも一部時間帯同時ネット）はこの日より11時 - 14時の放送となり、月 - 木曜の『ジェーン・スー 生活は踊る』と同時間帯での放送となる。3月7日の同番組にて発表された。
      - 『やる気スイッチラジオ アストルム』が金曜20時枠に、『清塚信也 Xタイム ラジオ』が金曜23時30分枠にそれぞれ移動。前者では新パーソナリティに関根麻里（タレント）を起用する。

    - 【健康問題】『石橋貴明のGATE7』（日曜7時 - 7時30分）は、パーソナリティを務める石橋貴明（タレント、とんねるず）が3日に自身の食道がんの療養のためしばらくの間休養に入ることを発表したことを受け、この日番組公式Xで「6日放送分は収録済みで通常通り放送し、翌週13日からは当面の間代打パーソナリティが担当する」と発表した[197]。

  - 【近畿広域圏】ラジオ大阪[160]
    - 金曜9時 - 11時枠で『〜ときめきラジオ〜 若宮テイ子のハッピー・パラダイス』が放送開始。前番組『ハッピー・プラス』の金曜担当だった若宮テイ子（ラジオDJ）が続投する。
    - 『原田年晴 かぶりつきフライデー!』がこの日より11時 - 16時30分に時間拡大し、『原田年晴 かぶりつきBIGフライデー!』に改題リニューアル。

  - 【大阪府・近畿外国語放送エリア】FM802・FM COCOLO金曜18時 - 20時枠の音楽ワイド番組として『RADIO ANTHEMS』を両局同時放送で開始。DJは深町絵里が担当する[183][184][185]。
  - 【近畿外国語放送エリア】FM COCOLO[185]
    - 月 - 木曜の昼ワイド番組だった『M's Groove』が、金曜午前のワイド番組『M's Groove Friday』としてリニューアル（7時 - 11時）。
    - 金曜11時 - 16時のワイド番組として、加美幸伸による『MAG:NET FRIDAY』を開始。
    - これまで金曜18時 - 20時枠で放送されていた『FRIDAY NIGHT JUNCTION』が16時 - 18時枠に移動、番組名も『FRIDAY SOUND JUNCTION』に改題。

  - 【兵庫県】ラジオ関西
    - ニッポン放送『中川家 ザ・ラジオショー』（南海放送にも同時ネット）が、この日より同局でもネット開始[166]。
    - 『青春ラジメニア』が放送枠を30分拡大し、22時 - 翌0時の2時間番組になる[166]。

  - 【北海道】STVラジオ金曜13時 - 16時45分枠にて『ラジオノマド』を開始。パーソナリティはじゅんぺい（しろっぷ）と今朝丸仁美（STVラジオキャスタードライバー）が担当。また、『まるごと!エンタメ〜ション』と同様にアフタートーク番組『ノマドプラス』を17時45分より開始[121]。
  - 【埼玉県】FM NACK5『≒JOYのラジオで夜ふかし』がこの日より金曜 23時30分 - 翌0時枠に放送時間が移動[182]。
  - 【熊本県】熊本放送『ラジてん』は前月末で月 - 木曜の放送を終了、金曜のみの放送に移行し12時10分 - 13時50分、14時30分 - 16時50分の2部制となる。3月18日の放送で発表された。
  - 【静岡県】静岡エフエム放送（K-MIX）金曜昼のワイド番組『K-MIX Slow-City』が放送開始。パーソナリティは牧村一穂（K-MIXアナウンサー）が務める[198]。
- 5日
  - （4日深夜）
    - 文化放送『ヴァイナル・ミュージック〜for. EK〜大人の歌謡クラブ』（ラジオ大阪にもネット）がこの日の放送より『ヴァイナル・ミュージック〜for. EK〜歩け♪歌謡曲』に改題・リニューアル。週替わりパーソナリティの小林奈々絵、仁科美咲（いずれもフリーアナウンサー）、羽山みずきと山西アカリ（いずれも演歌歌手）は揃って続投する[199]。
    - 【埼玉県】FM NACK5『橋爪ももの生乾き放送』がこの日より『Hit Hit Hit!』内の内包番組として、土曜2時40分 - 3時（金曜深夜 26時40分 - 27時）に放送時間が移動[182]。
    - 【大阪府・近畿外国語放送エリア】FM802土曜（金曜深夜）0時 - 3時枠で放送の、音楽評論家の伊藤政則によるハードロック専門番組『ROCK ON』が、この日よりFM COCOLOでも同時放送を開始[183][184][185]。
    - 【大阪府】FM802土曜（金曜深夜）3時 - 5時枠で『RIVERSIDE IN YOUR HEART』を放送開始。DJオーディションに合格した学生DJの岡田夏旺と中島大静がこの番組でデビュー、隔週交代で担当する[183][184]。
    - 【兵庫県】ラジオ関西土曜（金曜深夜）0時枠に、30分番組2本が3か月おきに入れ替わる番組ゾーン「POP UP」を新設。第1弾として神戸発の4ピースバンド・フリージアンによる『フリージアンのジャカジャカギューン⚡⚡』と、姫路市出身の俳優・柴田龍之介による『柴田龍之介の真夜中神戸四分音符電波』を放送開始[166]。
    - ジャパンエフエムネットワーク（JFNC）制作、土曜（金曜深夜）3時 - 5時枠でトーク番組『ウチらのイイブン!』がこの日よりJFN33局ネットで放送開始[200]。

  - TOKYO FM
    - JFN系
      - 『JA全農 COUNTDOWN JAPAN』の新MCに遠山大輔（グランジ）と潮紗理菜（タレント、元日向坂46）がこの日より就任[201]。
      - 『丸山茂樹のMOVING SATURDAY』この日より15時 - 15時25分枠へ放送時間を移動し、JFN系38局ネットに拡大[202]。

    - 【東京都】『おと、をかし』がこの日よりTOKYO FM単独のローカル放送に変更し、放送時間が土曜12時30分 - 12時55分枠へ移動。同時に番組名を『おとをかし』に改題[203]。

  - 【関東広域圏】
    - TBSラジオ[173]
      - 土曜18時枠で、朝日放送ラジオ『今村翔吾×山崎怜奈の言って聞かせて』のネットをこの日より5月31日の期間限定で実施。
      - 『藤田ニコルのニコニチ』（JRN系ネットあり）が土曜 21時 - 21時30分枠に時間移動[204]。
      - 『TALK ABOUT』（JRN系ネットあり）の新パーソナリティとして、KAIRYU（MAZZEL）がこの日より就任[205][130]。

    - 文化放送
      - 『編集長 稲垣吾郎』（NRN系一部ネットあり）が土曜19時 - 19時30分枠に時間移動[206]
      - 『A&G TRIBAL RADIO エジソン』は、この日の放送より新パーソナリティに畠中祐（声優・歌手）と芹澤優（同、i☆Ris）が就任[207]。

    - ニッポン放送『なにわ男子の初心ラジ!』（NRN系ネットあり）がこの日の放送より、これまでの土曜（金曜深夜）0時枠から、『藤ヶ谷太輔 Peaceful Days』『中居正広 ON&ON AIR』が放送されていた土曜22時30分 - 23時30分の1時間枠に移動[208]。

  - 【東京都】J-WAVE[171]
    - 土曜16時枠で、『KDDI LINKSCAPE』が放送開始。TENDRE（シンガーソングライター）と田中シェン（モデル）がTAKANAWA GATEWAY CITYで様々なゲストを迎え、様々なカルチャーについて語り合う。
    - 『Samsung SSD CREATOR'S NOTE』が土曜21時枠に移動し1時間枠に拡大。

  - 【近畿広域圏】
    - 朝日放送ラジオ『竹内弘一のなにがナンでも!』がこれまでの日曜9時枠から土曜12時 - 13時40分枠に移動し生ワイド番組としてリニューアル[164]。
    - ラジオ大阪土曜13時 - 15時枠で、月亭八光（落語家）による新昼ワイド『土曜のお昼は、やっぱり八光!』を放送開始[160]。

  - 【大阪府・近畿外国語放送エリア】FM802土日早朝枠のワイド番組『WEEKEND PLUS』が、この日よりFM COCOLOでも同時放送で開始[183][184][185]。
  - 【大阪府】FM802『SATURDAY AMUSIC ISLANDS MORNING EDITION』のDJが仁井聡子から板東さえかに交代[184]。
  - 【近畿外国語放送エリア】FM COCOLO『Hitsville 765』がこの週より金曜の放送を終了し、土曜7時 - 11時の放送に変更。これに合わせて『MOVE ON SATURDAY』の放送時間も11時 - 16時30分に変更[185]。
  - 【北海道】STVラジオ『明石のいんでしょ大作戦!』がこの日より開始時間を1時間前倒しし、12時 - 17時に変更。これにより『ごきげんようじ』と生ワイド2番組が接続する。これに伴い、これまでの土曜12時枠だった『GOOD TIME MUSIC』及び最終土曜の『村雨美紀のサタデーミュージックビレッジ』が土曜17時枠に移動する[121]。
  - 【千葉県】BAYFMは土曜日の編成を入れ替える[209]。
    - 『HEARTLUCK』の開始を5時からにし、3時間に放送時間拡大。
    - 『Sompo Japan presents MORNING CRUISIN'』が11時枠に移動し、『Cruisin' before noon』に改題リニューアル。
    - 『Antenna K』が9時枠に移動。
- 6日
  - （5日深夜）
    - 【関東広域圏】TBSラジオ『東京ポッド許可局』（JRN系ネットあり）は、この日より同局での放送時間を1時間繰り上げ、日曜（土曜深夜）1時枠に移動[210]。また、これまで同番組が放送されていた日曜（土曜深夜）2時枠には、前月まで日曜23時30分 - 翌0時枠で放送されていた『脳盗』が移動し、放送時間を30分拡大して1時間番組となる[211]。
    - 【近畿広域圏】朝日放送ラジオ『R→933 LP.』がこれまでの月曜20時枠から日曜（土曜深夜）1時枠に移動した上で、『小西陸斗 #よどオシ!』に改題リニューアル。小西陸斗（朝日放送テレビアナウンサー）は入社10年目にして深夜ラジオのパーソナリティに初挑戦となる[164]。
    - 【東京都】TOKYO FMで2012年10月から2022年4月まで放送された『柏木由紀のYUKIRIN TIME』がこの日より9月末までの半年間限定で日曜（土曜深夜）0時 - 0時30分枠にて放送再開[202]。当初予定していた6月末までの3ヶ月間から放送期間が延長された[212]。
    - 【埼玉県】FM NACK5[182]
      - 『ウォルピスカーターの社長室からお送りします。』がこの日より日曜（土曜深夜）0時30分 - 1時枠に放送時間が移動。
      - 『FANTASY RADIO』の放送時間が日曜（土曜深夜）1時 - 3時45分に変更。

  - 【関東広域圏】
    - TBSラジオ[173]
      - 安住紳一郎（TBSテレビアナウンサー）が扮するキャラクター「芹ゆう子」としての新番組『芹ゆう子 お気づきかしら(仮)』が放送開始（日曜 5時5分 - 5時15分）。3月16日の『安住紳一郎の日曜天国』内で安住から発表された[213]。
      - 『こども音楽コンクール』の同局放送分でのパーソナリティは、前月までの山形純菜（TBSテレビアナウンサー）から日比麻音子[注 16]（同）に交代。
      - アンジェリーナ1/3（Gacharic Spin）の冠番組『アンジェリーナ1/3 夢は口に出せば叶う!!』が、この日より『Angie Radio!!〜夢は口に出せば叶う!〜』に改題し、日曜12時枠の1時間生放送番組としてリニューアルスタート[214]。
      - 本年1月2日に新春特番として放送された宮舘涼太（Snow Man）の単独パーソナリティ番組『宮舘涼太のロイヤルサロン』がレギュラー番組としてこの日より日曜18時 - 18時30分枠で放送開始（南日本放送（MBCラジオ）にも同時ネット[215]）。宮舘としては単独初レギュラー番組となる[216]。

    - 文化放送
      - 『久保純子 My Sweet Home』がこの年で10年になるのを機に『久保純子 LIFE JOURNEY』に改題リニューアル[217]。
      - 『ますだおかだ岡田圭右とアンタッチャブル柴田英嗣のおかしば』は、この日の放送より放送時間を1時間拡大し、10時 - 13時の3時間番組になる（北日本放送も全編フルネット）[218]。

  - 【茨城県】LuckyFM茨城放送『SUNDAY 10 Carat Numbers』の新パーソナリティに有働文子（フリーアナウンサー）が就任[219]。
  - TOKYO FM・JFN系日曜11時 - 11時30分枠で菊池風磨（timelesz）の冠番組『菊池風磨 hoursz』が放送開始[220]。
  - 【埼玉県】FM NACK5にて、日曜午前のワイド番組『INNOCENT SALON』が放送開始。パーソナリティに河邑ミク（お笑い芸人）を起用[182]。
  - 【千葉県】BAYFM『OCEAN TRIBE』が日曜のみの放送となり、放送時間が5時 - 7時41分に変更[209]。
  - 【中京広域圏】
    - 東海ラジオ[157]
      - 『C.A.M.P.BASKET』が日曜17時 - 20時の3時間枠に時間拡大。
      - 『かにタク言ったもん勝ち』がこの日よりリニューアルし、タクマ単独による『タクマの言ったもん勝ち』として日曜20時 - 20時30分枠で放送開始。
      - 日曜23時30分 - 翌0時枠で、同局自社制作のアニメ・アニソン番組『アニマニオンエア!』が放送開始。アニメ好きの茉白実歩（タレント、声優）がDJを務める。

    - CBCラジオ日曜20時30分 - 21時枠で、プロレスラーの棚橋弘至（新日本プロレスリング選手兼任代表取締役社長）がパーソナリティーを務める『ドールプレゼンツ 棚橋弘至のエナジータイム』が放送開始[221][222]。

  - 【近畿広域圏】朝日放送ラジオ日曜22時枠にて、同局のポッドキャストコンテンツとして配信されている、こたけ正義感（お笑い芸人、弁護士）による『こたけ正義感の聞けば無罪』が、この日より地上波での放送を開始[223][164]。
  - 【大阪府】FM802日曜19時 - 21時枠で豊田穂乃花による新夜ワイド『NEO(N)POP』を放送開始[183][184]。
  - 【近畿外国語放送エリア】FM COCOLO[185]
    - 『Wonder Garden』がこれまでの月 - 木曜14時 - 17時から日曜7時 - 11時の放送に変更。
    - 『MAG:NET FRIDAY』の日曜版となる『MAG:NET SUNDAY』が11時 - 13時枠で放送開始。
    - これらの編成に伴い、『Got You OSAKA』が13時 - 15時に、『Sunday Music Passage』が15時 - 18時にそれぞれ移動。
- 7日
  - （6日深夜）【埼玉県】FM NACK5『七転八起〜Never give up〜』の新パーソナリティに山北早紀（i☆Ris）が就任[224]。
  - 【関東広域圏】TBSラジオ[173]
    - 月曜22時枠で、小島秀夫（ゲームクリエイター、コジマプロダクション代表）がパーソナリティを務める冠番組『コジ10 小島秀夫の「最高の10時にしよう」』を放送開始。2024年10月 - 12月に『アフター6ジャンクション2』内で10回限定で放送された『コジ10 小島秀夫の「最高の10分間にしよう」』のレギュラー版で、放送時間がこれまでの10分から55分に拡大となる[225][226]。レギュラー版では3月12日付でTBSテレビを退職した宇内梨沙（元同局アナウンサー）に代わる新アシスタントとして、日比麻音子[注 17]（同局アナウンサー）を起用する。
    - 月曜23時枠に『かまいたちのヘイ!タクシー!』、月曜23時30分枠に『ダイアンのTOKYO STYLE』（いずれもJRN系ネットあり）がそれぞれ移動する。
- 13日
  - 【関東広域圏】TBSラジオ『石橋貴明のGATE7』はこの日より番組名を『GATE7』に改題し、石橋の療養期間中の代打パーソナリティとして五十嵐亮太（元プロ野球選手）が就任。またスポーツブルがこの週よりスポンサーから外れ、ノンスポンサーでの放送となる[227]。
  - 【特番・近畿広域圏】大阪・関西万博が開幕するこの日、朝日放送ラジオでは、レギュラー番組『辛坊治郎の万博ラジオ』の開幕特別番組として、『辛坊治郎の万博ラジオ 開幕スペシャル』（10時 - 12時）を万博の会場内にあるポップアップステージから公開生放送。番組では、これまで『辛坊治郎の万博ラジオ』に出演したゲストの中から、大屋根リングを設計した藤本壮介（建築家）、「動くミニ心臓」を開発した澤芳樹（大阪大学特任教授）、万博マニアの藤井秀雄を再びこの特別番組に迎えた[228]。
- 14日 - TOKYO FM・JFN系『SCHOOL OF LOCK!』内で、ガールズグループ・NiziUが「講師」を務める「NiziU LOCKS!」をこの日より放送開始（第2週月 - 木曜22時15分頃）。NiziU初のレギュラーラジオ番組パーソナリティで、日替わりでメンバーが3人ずつ出演する[229]。
- 21日 - 【特番・関東広域圏】ニッポン放送の開局70周年を記念して、皇族・三笠宮家の彬子女王がパーソナリティを務める『彬子女王のオールナイトニッポンPremium』を放送（18時 - 20時）。皇族がオールナイトニッポンのパーソナリティを務めたのは1975年10月28日に彬子女王の父である寬仁親王（2012年没）が2時間番組として担当して以来[230]、およそ50年ぶりとなった[231][232][233]。
- 24日 - 【特番・追悼・関東広域圏】文化放送ではこの日の19時 - 21時に、元同局アナウンサーで、フリー転身後も同局でパーソナリティを担当し、3月1日に死去したみのもんた（80歳没）を追悼する特別番組『あなたの知らない“ラジオのみのもんた”』を生放送。同局に残るみのの番組音源や関係者が語るエピソードなどで故人を偲んだ。パーソナリティはみのとは立教大学の後輩で、生前交流が深かった古舘伊知郎（フリーアナウンサー）が務めた[234][235]。
- 25日 - 【特番・関東広域圏】TBSラジオで、この年日本のラジオ放送開始100年を迎えたのを記念し、同じくこの年で創業100周年を迎える音響機器メーカー・SHUREとコラボレーションした大型音楽特番『SHURE presents 音楽の金曜日〜あなたとミュージックプレゼント〜』をこの日の8時30分から16時50分に放送。ラジオを彩ってきた音楽に焦点を当て、TBSラジオで放送された懐かしの音楽番組にまつわる企画などを展開、リスナーからは「あの時かかっていたあの曲」のテーマでメッセージを募集する。パーソナリティは通常金曜放送の『金曜ボイスログ』の臼井ミトン（ミュージシャン）と『金曜ワイドラジオTOKYO えんがわ』の玉袋筋太郎（浅草キッド）・外山惠理（TBSテレビアナウンサー）に加え、この春から『こども音楽コンクール』を担当する日比麻音子（同）が担当、ゲストとして本番組タイトルの由来となった同局の名物番組『毒蝮三太夫のミュージックプレゼント』の毒蝮三太夫（俳優・タレント）を始め、今田耕司（タレント）、ジェーン・スー（コラムニスト）、宇多丸（RHYMESTER）、高橋芳朗（音楽ジャーナリスト）らTBSラジオのレギュラー出演者が登場した[236]。
- 26日 - 【特番・追悼・関東広域圏】ニッポン放送で、前年12月に死去した女優・歌手の中山美穂（54歳没）を追悼する特番『中山美穂 P.S. I LOVE YOU FOREVER』をこの日生放送した（18時 - 20時）。1985年の歌手デビュー直後に同局で開始した『中山美穂 ちょっとだけええかっこC』（1985年10月 - 1990年3月）と、それに続いて放送された『中山美穂 P.S. I LOVE YOU』（1990年3月 - 1995年6月）の、2本のレギュラー番組の音源を振り返りながら、パーソナリティのミッツ・マングローブ（タレント）と垣花正（フリーアナウンサー）がリスナーからの中山への思いやリクエストを紹介した[237][238]。
- 27日 - 【東京都】J-WAVE第4日曜22時の『J-WAVE SELECTION』枠で、投資家のテスタとお笑い芸人のみなみかわによる経済トークバラエティ『moomoo SHOKEN LAUGH & MONEY 〜TESTA & MINAMIKAWA〜』が放送開始。放送に加え、ポッドキャストやmoomoo証券のアプリ内での映像配信も行う[171]。
- 29日
  - （28日深夜）この日放送のニッポン放送『永野芽郁のオールナイトニッポンX』（STVラジオにもネット）の番組冒頭で、パーソナリティの永野芽郁（女優）が、一部週刊誌で報じられた田中圭（俳優）との不倫疑惑について「いつもお世話になっているリスナーの皆様、ファンの皆様、そしてお仕事でご一緒させていただいている関係者の皆様にたくさんのご心配、ご迷惑をおかけしています」「誤解を招くような軽率な行動をしたことを心から反省しています。今後はこのようなことのないように節度を持った行動をしていきます」と謝罪した。なおこの報道を受け永野の所属事務所は「交際等の事実はない」と否定している[239]。
  - いずれも【特番】
    - 【東京都】TOKYO FMが26日で開局55周年を迎えたのを記念し、この日の9時 - 20時に11時間の記念特番『Life Time Music〜あなたとつくる55年目のプレイリスト』を生放送。当日はTOKYO FMのレギュラーパーソナリティ4組8名が各パートごとにリスナーからのリクエストを元に「55年目のプレイリスト」を作成、1日限りで電話リクエストも受け付けたほか、17時からの第4部ではTOKYO FMホール（東京都千代田区）から公開生放送を実施、ゲストとしてこの年オリジナルメンバーが再集結した音楽グループ・RIP SLYMEのメンバー全員が出演した[240][241]。
    - 【近畿広域圏】関西の民放ラジオ12局[注 18]が、大阪・関西万博の開催を記念した合同特番として、『『KANSAI EXPO RADIO』〜繋がろう!ラジオからこんにちは!〜』を万博会場内のフェスティバルステーションから公開生放送（14時 - 16時）。関西の民放ラジオ局が同一コンテンツを全局同時生放送するのはこれが初めてとなった。番組には大阪府出身の伊原六花（俳優）と各局のパーソナリティ・DJが出演した[242][243]。

### 5月
- 3日 - いずれも【東京都】
  - （2日深夜）J-WAVE土曜（金曜深夜）1時30分 - 2時枠で『THE NICHE WORKBOOK』がこの日より放送開始。ナビゲーターは市川紗椰（ファッションモデル・タレント）が担当。番組終了後の2時にロングバージョンをポッドキャストで配信[244]。なお同月31日（30日深夜）・6月7日（6日深夜）放送分のテーマ「ゲーム配信」のスタジオゲストとして、宇内梨沙（元TBSテレビアナウンサー）がTBSテレビ退職後初めてラジオ番組に出演した[245]。
  - TOKYO FM土曜11時30分 - 11時55分枠で『SPORTLIGHT』がこの日より放送開始。番組パーソナリティはアミューズスポーツエージェンシーに所属する現役トップアスリートが交代で務め、初回に桐生祥秀（陸上競技選手）が2週にわたり番組を担当、また永島優美（フリーアナウンサー、元フジテレビアナウンサー）が常任のアシスタントとして番組を進行する[246]。
- 5日
  - 【特番・ラジオドラマ】TOKYO FM・JFN系で、この年シンガー・ソングライターの山下達郎の音楽生活と、山下のキャリア初期となる1973年から1976年に活動していたバンド「シュガー・ベイブ」のアルバム『SONGS』の発売から、いずれも50周年になるのを記念して、アルバムの魅力をオムニバス形式のラジオドラマ化して送る特番『JFNスペシャル2025 山下達郎50thアニバーサリー SUGAR BABE『SONGS』〜50年後の僕たちは〜 Supported by 楽天カード』を15時 - 17時に放送した。この年の2月 - 3月に山下のレギュラー番組『山下達郎のサンデー・ソングブック』でリスナーから募集したエピソードを元にストーリーを制作、生田絵梨花、一ノ瀬颯、長塚圭史、土岐麻子、木村多江らが出演したほか、ナレーションをシュガー・ベイブのメンバーだった大貫妙子（歌手）が担当、劇中では山下がパーソナリティを務めるラジオ番組も流れた[247]。
  - 【配信・埼玉県】エフエムナックファイブは、この日から「ラジオの新時代を切り拓く若い世代に向けたムーヴメントを生み出す」同局の新たな次世代ブランドとして『NACK5 NEXT』を始動。その第1弾として、月曜から金曜の17時頃に曜日別のポッドキャストの番組を配信する[248]。
- 6日 - 【特番・関東広域圏】歌手の矢沢永吉がこの年ソロデビュー50周年を迎えるのを記念し、ニッポン放送とTOKYO FMによるスペシャルコラボ番組『矢沢永吉 I'm happy』（11時30分 - 13時）を2局同時放送。パーソナリティは矢沢本人が務め、パートナーとして、ニッポン放送側から垣花正（フリーアナウンサー）、TOKYO FM側から遠山大輔（グランジ）と、いずれも矢沢と共演経験がある2人が出演した[249]。
- 12日 - 18日、21日・22日 - 【特番・音楽・賞】一般社団法人カルチャーアンドエンタテインメント産業振興会[注 19]が主催する新たな国際音楽賞「MUSIC AWARDS JAPAN」が創設されたのを受け、12日から18日にかけて第1回の主要6部門とラジオ特別賞などの最終ノミネートや最新情報を紹介する特番『MUSIC AWARDS JAPAN 2025 RADIO：GET READY』を、クリス・ペプラーのナビゲートで民放ラジオ63局で順次放送。また、21日・22日に開催された第1回授賞式（京都市左京区・ロームシアター京都）の模様を、両日ともにradikoの特別チャンネルで完全生中継配信した[250]。そして、6月9日より民放ラジオ99局で特別番組『MUSIC AWARDS JAPAN 2025 RADIO : HIGHLIGHTS』を中島健人のナビゲートで放送した[251]。ラジオ特別賞は離婚伝説「愛が一層メロウ」が受賞[252]。
- 19日 - 【活動進退】ニッポン放送はこの日、『永野芽郁のオールナイトニッポンX』（STVラジオにもネット）について、パーソナリティの永野芽郁の所属事務所より活動辞退の申し出があったとして、前週13日（12日深夜）の放送をもって終了したと発表、番組開始から2か月、7回の放送で打ちきりとなった[253]。20日（19日深夜）放送分については元同局アナウンサーの荘口彰久が代演した[254][注 20]。
- 21日 - 【特番・関東広域圏】文化放送ではこの日、男性アイドルグループTravis Japanの特別番組『サンシャインシティpresents Travis Japan you are my Sunshine』を19時 - 21時に放送。同グループから宮近海斗、七五三掛龍也（しめかけ・りゅうや）、吉澤閑也（よしざわ・しずや）の3名が出演し、「フリートーク」「音楽」「メール紹介」というラジオの王道企画にチャレンジした他、サンシャインシティ（東京都豊島区）で開催されていたコラボ企画の見どころと最新情報を番組内で紹介した[255]。
- 27日 - 【特番・東京都】J-WAVEではこの日、MISIA（歌手）が翌28日に新アルバム『LOVE NEVER DIES』をリリースするのを記念した特別番組として、1999年から2001年にかけて放送されたMISIAのナビゲートによる『SISTA'S SOUL』の復活特番『SISTA'S SOUL SPECIAL』を20時 - 21時45分に放送。あわせて『STEP ONE』『PEOPLE'S ROASTERY』『GRAND MARQUEE』などのワイド番組にもMISIAがゲスト出演する1日ジャック企画も実施した[256]。
- 30日 - 【東京都】TOKYO FM『セブン銀行 presents エバンジェリストスクール!』で2023年4月の番組開始から2年2か月間アシスタントを務めたLiyuu（声優・歌手・コスプレイヤー）がこの日の放送をもって卒業[257]。
- 31日
  - いずれも【特番】
    - 【追悼・埼玉県】FM NACK5でこの日、同局で放送されていた『服部幸應 WELL TASTE』（1997年3月 - 2024年12月）のパーソナリティを務め、前年10月に死去した料理評論家・服部幸應（78歳没）の素顔に迫る特別番組『NACK5 SPECIAL PROGRAM「服部幸應 人生の一皿」』を12時55分 - 13時50分に放送。進行役に保田圭（タレント）、ゲストに小山薫堂（放送作家）が出演した他、服部吉彦（服部学園理事長・服部栄養専門学校校長）、三國清三、石井真介（いずれもフランス料理シェフ）、山口タカ（オーガニックジャーナリスト）がインタビュー出演した[258]。
    - 【関東広域圏】ニッポン放送でこの日、芸能事務所ホリプロがこの年創業65周年を迎えたのを記念した特番『ホリプロ65周年記念 『深田恭子 Share New Fun!』』を放送（18時 - 20時）。パーソナリティは同事務所に所属する俳優で、同局で放送の『深田恭子のIN MY ROOM』（1998年10月 - 2002年3月）以来23年ぶりに担当する深田恭子が務め、パートナーの大貫勇輔（ダンサー、俳優）と共に同事務所が長年力を入れてきた演劇・ミュージカル作品を通じてその歴史と想いを辿った[259]。

  - 【鹿児島県】エフエム鹿児島（μFM）で1992年10月の開局当初から放送されてきた『山形屋DAYパートナー』がこの日をもって終了、32年半の歴史に幕[260][261]。
- 月内 -【福岡県・沖縄県】FM NACK5制作『松山千春のON THE RADIO』ネット局のうち、RKBラジオは11日放送分を最後にネット終了[262]。琉球放送（RBCiラジオ）は17日以降放送を休止し別番組を放送する[263]。

### 6月
- 1日 - 【佐賀県】エフエム佐賀（FMS）がこの日より改編を実施。JFNC制作のB1プログラム番組のほとんどを打ち切り、ノンストップで音楽を放送する番組をこの日より順次放送開始（エフエム福岡から『FM名曲コレクション』のネット開始を含む）している[264]。
- 3日 - 【特番・追悼・関東広域圏】ニッポン放送は、この日死去した読売ジャイアンツの元選手・監督で同球団終身名誉監督の長嶋茂雄（89歳没）の訃報を受けて、追悼特番『ニッポン放送ショウアップナイタースペシャル ありがとう長嶋茂雄さん』を22時より2時間にわたり生放送した[注 21]。番組ではニッポン放送に残る長嶋の活躍シーンや名シーンの実況中継素材、番組出演時の音声やインタビュー音声を紹介し、故人を偲んだ[265]。また、4日以降の『ニッポン放送ショウアップナイター』では「ありがとう ミスタープロ野球 長嶋茂雄メモリーズ」と題し、番組内で実況音源や長嶋の肉声音源を放送するとともに、解説者も長嶋についての思い出を語った[266]。
- 6日 - 【東京都】TOKYO FM『セブン銀行 presents エバンジェリストスクール!』の新アシスタントになえなの（インフルエンサー）が就任[267]。
- 7日 - 【関東広域圏】TBSラジオ土曜18時枠で、杉本琢弥（シンガーソングライター）がパーソナリティを務める冠番組『杉本琢弥のVAVAVA』が放送開始。なお同時間枠において同局が自社制作番組を放送するのは約13年ぶりとなる[268]。
- 9日 - 15日 - 【関東広域圏】文化放送では、同局で長らくパーソナリティを務めているコメディアン・タレントの伊東四朗が15日に88歳になるのを記念し、米寿を祝した企画をこの期間展開。期間中伊東の「ニン！」などのギャグを使った特別時報スポットを放送したほか、誕生日前日の14日に放送の冠レギュラー番組『伊東四朗 吉田照美 親父・熱愛』では記念企画を行った[269]。
- 12日 - 【特番・追悼・関東広域圏】TBSラジオはこの日の22時枠にて、3日に死去した長嶋茂雄を偲ぶ『追悼特別番組 ミスタープロ野球〜長嶋茂雄さんが遺したもの〜』を放送（JRN系列局の一部でも遅れネットを実施）。TBSラジオに残る長嶋のインタビュー音源を紹介しながら、現役・監督時代通じて苦楽を共にした盟友やその姿を伝えてきたTBSのOBアナウンサーが長嶋の素顔を語った[270]。
- 15日 - 【特番・関東広域圏】ニッポン放送にて、前年12月に放送されたいずれも1994年入社で現在はフリーアナウンサーの垣花正（元同局アナウンサー）、羽鳥慎一、藤井貴彦（共に元日本テレビアナウンサー）の3人が一堂に会して語り合う特別番組『垣花・羽鳥・藤井のフリーなラジオ』の第2弾を放送（18時 - 21時40分）[271]。
- 18日 - 【福岡県】RKBラジオ水曜23時枠『インディアンスの『ズじゃなくてス!』』が『ちょんまげラーメンのラジオラーメン』に改題。この日TBSテレビ系で放送された『水曜日のダウンタウン』内のドッキリ企画にて、お笑いコンビ「インディアンス」（田渕章裕・きむ）が「ちょんまげラーメン」に改名した[272]ことを受けたもので、番組名は当日の放送直前に『カリメン』水曜パーソナリティの本田奈也花（同局アナウンサー）が発表した[273][274]。
- 20日 - JFN系『国分太一 Radio Box』は、パーソナリティの国分太一（当時TOKIO[注 22]）のコンプライアンス違反による無期限活動休止の発表を受け、この日放送分（一部時差ネットあり）の放送休止を発表。スポーツ報知の取材に対し、番組再開については「物理的に困難」としていたが[275]、25日にAudee内番組ウェブサイトで正式に終了することが公表され、2001年4月の放送開始から約24年の歴史に幕を下ろすことになった[276]。
- 28日 - 【東京都】J-WAVE『POP OF THE WORLD』で2022年4月から3年3か月間ナビゲーターを担当したジェニー（歌手）がこの日をもって卒業[277]。
- 29日 - 【関東広域圏】TBSラジオ『石橋貴明のGATE7』[注 23]（日曜7時 - 7時30分、2021年4月 - ）は、この日の放送で番組を一旦終了、4年2か月の歴史に幕[278]。同番組の終了はメインパーソナリティの石橋貴明の相方である木梨憲武（とんねるず）が21日に自身がパーソナリティを務める同局『土曜朝6時 木梨の会。』にて発表したもので、木梨は「（『GATE7』が）一旦お休みになって……」と語り、29日の番組最終回に自身が出演することも明らかにした[278]。

### 7月
- 5日
  - 【東京都】J-WAVE『POP OF THE WORLD』はこの日より前月で卒業したジェニーに代わり、マンスリーナビゲーターが月替わりで担当。7月度は増田來亜（Girls²）が担当する[279]。
  - 【愛媛県】エフエム愛媛『井上侑、しらすラジオ』が土曜18時 - 18時25分枠へ、『JOEU マンスリーパワープレイ』が18時25分 - 30分枠へそれぞれ放送時間を移動し[280]、18時30分 - 19時枠で愛媛県を拠点とするプロバスケットボールチーム、愛媛オレンジバイキングスの魅力を伝える番組『愛媛オレンジバイキングスの沸かしてなんぼ！』が放送開始[281]。これに伴い、前月まで18時 - 18時55分枠で時差放送されていた『川島明 そもそもの話』（TOKYO FM制作）が17時 - 17時55分枠での同時ネットへ移行した[282]。
- 6日（5日深夜） -【東京都】TOKYO FM日曜（土曜深夜）2時30分 - 3時枠で、TOKYO MX（独立テレビ局）他にて同月9日（8日深夜）から放送されているテレビアニメ『帝乃三姉妹は案外、チョロい。』の公式ラジオ番組『帝乃三姉妹は案外、おしゃべり』がこの日より放送開始。出演は天海由梨奈（帝乃一輝役）、古賀葵（帝乃二琥役）、青山吉能（帝乃三和役）。地上波放送終了後はアニプレックスYouTubeチャンネルでアーカイブ配信される[283]。
- 8日（7日深夜） - ニッポン放送『オールナイトニッポンX』火曜（月曜深夜）の新パーソナリティとして、FRUITS ZIPPER（女性アイドルグループ）がこの日より就任[284]。→5月19日の項も参照
- 20日 - 21日未明 - 【報道・選挙・特番】第27回参議院議員通常選挙投開票日（20日）、NHKと全国の民放ラジオ局で開票特別番組を放送。
  - TBSラジオ・JRN系では、『JRN開票特別番組「参院選2025＜物価高・少子化・分極化＞〜この選択は何を変えるか?少数与党に下される審判は〜」』を放送（TBSラジオでは20時 - 翌 0時）。司会は前回選挙（2022年）に続き荻上チキ（評論家、編集者、『荻上チキ・Session』パーソナリティ）と日比麻音子（TBSテレビアナウンサー）が担当。また同局では今回の選挙期間中の取り組みとして、参議院選挙情報ポータルサイトの開設、同局の番組出演者による「投票啓発スポット」を展開し、「投票の判断材料になる選挙報道」を実践した[285][286]。
  - 文化放送では『参議院選挙開票スペシャル 決戦!125議席』を20時 - 翌0時まで放送。メインパーソナリティは長野智子（キャスター・ジャーナリスト、『長野智子アップデート』パーソナリティ）、コメンテーターは常井健一（ノンフィクション作家）らが担当[287]。
  - ニッポン放送では『峯村健司と飯田浩司 参院選開票スペシャル』を19時58分 - 翌1時（延長の場合あり）に放送。前年の総選挙同様『飯田浩司のOK! Cozy up!』をベース番組にニッポン放送アナウンサーの飯田浩司とキヤノングローバル研究所上席研究員の峯村健司がパーソナリティーを担当[288]。
  - アール・エフ・ラジオ日本では、『ラジオ日本報道特別番組「参議院選挙・国民の選択」』を22時 - 23時に放送[289]。
- 21日 - 【特番・福岡県】RKBラジオのキャスタードライバーである『スナッピー』が7月7日に発足50周年を迎えたことを記念して、この日、特別番組として『スナッピー50th Anniversary〜大解剖スペシャル〜』を放送（6時30分 - 13時）。この特別番組の中で、香蘭女子短期大学（福岡市南区）ファッション総合学科テクニカル専攻科との協力によって、これまでの「スナッピーのイメージを大切にしながら、より現代的で魅力的なデザイン」となったキャスタードライバーが着用する新しい制服が披露された[290]。
- 22日 - 【関東広域圏】文化放送『KinKi Kids どんなもんヤ!』が、パーソナリティのKinKi Kids（堂本光一・堂本剛）がグループ名を「DOMOTO」に改称するのに伴い、番組名もこの日の放送より『DOMOTOのどんなもんヤ!』に改題。15日放送分で発表された[291]。
- 25日
  - TOKYO FM
    - 【東京都】『ローソン presents 日向坂46のほっとひといき!』で、2023年4月からパーソナリティを担当した日向坂46メンバーの富田鈴花がこの日をもって番組を卒業[292]。
    - 『もにゅそで 知らんけどアッパー』（JFN系ネット、金曜 23時 - 23時55分）がこの日をもって終了。前身番組『もにゅそで SUPER FLYING GIRLS』（2023年4月 - 9月）から数えて2年4か月の歴史に幕[293]。
- 26日 - 8月17日（予定） - 【スポーツ・公営競技】ラジオNIKKEI（日経ラジオ社）『中央競馬実況中継』は、JRA（日本中央競馬会）の暑熱対策による「競走時間帯の拡大」に伴い、この期間中の土・日曜は時間を拡大して放送。第1放送は9時30分 - 18時40分、第2放送は9時 - 18時30分の放送となる予定[294]。
- 30日 - 【災害・編成】この日午前に発生したロシアのカムチャツカ半島沖を震源とする地震により津波警報・津波注意報が発令された影響で、NHKと全国のラジオ局では番組休止や内容の一部変更が発生した。
  - 【関東広域圏】
    - 文化放送では『くにまる食堂』放送中に津波警報の発表を受け、9時40分以降を津波情報の放送に充てた。
    - ニッポン放送では『テレフォン人生相談』と『伊集院光のちょいタネ』を休止し11時 - 11時30分に津波情報を伝えたほか、その後のレギュラー番組内でも随時情報を挿入した。

  - 【宮城県】東北放送（tbcラジオ）では津波警報発令により、『En∞Voyage』を番組途中で返上、9時40分 - 16時までレギュラー番組を休止して津波情報を放送。
  - 【北海道】STVラジオと北海道放送（HBCラジオ）では、津波警報の発令に伴い、レギュラーのワイド番組の内容を差し替え、道内の津波情報に充てた。
- 31日 - 【東京都】J-WAVEはこの日、男性ダンス&ボーカルグループのメンバーが暴行容疑で書類送検され、活動自粛を発表したのを受け、同メンバーが出演している『SPARK』の8月1日（同日深夜）放送分を休止し、この日の『GURU GURU!』を22時 - 翌1時に拡大した[295]。翌週の8月8日（7日深夜）からは当面の間ØMIが代演する[296]

### 8月
- 4日 - 【健康問題】NHK-FM『ミュージックライン』で本年3月31日からDJを担当していたimase（シンガーソングライター）が体調悪化に伴う長期療養のため、この日正式に降板することを自身の公式ウェブサイトで公表された[297][298]。
- 6日・10日 - 【特番・広島県】中国放送（RCCラジオ）では、広島市への原子爆弾投下（1945年8月6日）から80年の節目に合わせ関連企画や特別番組を放送[299]。
  - 6日には、平日朝のワイド番組『本名正憲のおはようラジオ』内で広島平和記念式典の模様を生中継。12時 - 14時に『被爆80年特別番組 17歳。～私がヒロシマを伝えるとき～』を放送。平日午後のワイド番組『まるっと日常ワイド えんまん。』内ではラジオドラマや取材リポートを放送した。
  - 10日の『中四国ライブネット』（中四国ブロックのAMラジオ8局で同時放送）では、同局発の企画として「未来へつなぐ 私の記憶」をテーマに放送。被爆体験を記録した手記や証言をもとに、被曝の記憶をどう伝え、どうつないでいくのか考えた。
- 9日 -【特番・長崎県】この日で長崎市への原子爆弾投下から80年を迎え、各局で関連特番を放送。
  - 長崎放送（NBCラジオ）では『被爆80年 平和の日ラジオ』を9時 - 12時50分に放送。10時45分 - 11時45分に長崎原爆犠牲者慰霊平和祈念式典の模様を生中継し、12時からは5日にカトリック浦上教会（浦上天主堂）で開催されたコンサート「NAGASAKI浦上天主堂 2025 あの日から80年 ～祈りの鐘、希望の音楽」の模様を放送した。
  - エフエム長崎（FM Nagasaki）では10時55分 - 11時25分に『平和祈念特番「写真で見つめる平和と願い」』を放送[300]。
- 11日 - 【特番】
  - （10日深夜）
    - 【関東広域圏】ニッポン放送 
      - 東京・有楽町にある東京宝塚劇場（初代）において、当時、『風船爆弾』の製造に従事させられた、かつての女学生3人の証言を送る『ニッポン放送 戦後80年特別番組「有楽町・女学生の戦争〜劇場で作った風船爆弾〜」』（1時40分 - 2時40分）を黒木瞳（女優）のナレーションで放送[301]。
      - 1985年8月12日に発生した日本航空123便墜落事故に巻き込まれ死去した坂本九（歌手、43歳没）の没後40年の特別番組として、『坂本九 メモリアルコレクション 〜見上げてごらん夜の星を〜』を放送（2時40分 - 4時30分）。この番組のナレーションを上柳昌彦が務め、ゲストとして坂本の妻の柏木由紀子と新田和長（音楽プロデューサー）を迎えた[302]。

    - 【近畿広域圏】ラジオ大阪のワイド番組『サクラバシ919』の特別版として『サクラバシ919 ミクチャ 夏スペシャル』を放送（0時30分 - 2時30分）。パーソナリティは同番組の水曜担当のパーソナリティであるDen（リンダカラー∞）と木曜担当のパーソナリティである都築拓紀（四千頭身）が担当するほか、ミクチャで開催されるイベントで勝ち抜きを果たしたユーザーにあたるライバーも数名出演した[303]。

  - 【関東広域圏】ニッポン放送で、昭和100年をテーマにした特別企画「昭和100年ステーション」を10時間にわたり放送。この日のワイド番組『上柳昌彦 あさぼらけ』『飯田浩司のOK!Cozy Up!』『垣花正 あなたとハッピー!』『高田文夫のラジオビバリー昼ズ』でそれぞれ昭和100年に関連したテーマを決めて放送したほか、13時 - 15時の特別番組として『古市憲寿の昭和100年ステーション 時をかけるカルチャー談義』では同局に残る秘蔵音源と昭和を彩った名曲を放送した[304]。
- 15日 - この日で第二次世界大戦の終戦から80年を迎えることから、各局で関連した企画や特別番組を放送。
  - 【関東広域圏】
    - 【特番】文化放送では終戦80年と昭和100年を取り上げた特別番組をこの日編成する[305]。
      - 11時 - 13時枠ではこの年がジャズバンド・コメディグループのハナ肇とクレージーキャッツの結成70周年にも当たることから、クレージーとともに活動した青島幸男（放送作家・タレント・政治家、2006年没）にスポットを当てた『文化放送 昭和100年スペシャル 昭和に火をつけた男 青島だァ』を放送。パーソナリティは春風亭一蔵（落語家）と青島の娘の青島美幸（作家）が務め、佐藤利明（映画評論家）がスペシャルコメンテーターとして出演した。
      - 13時 - 15時枠では大竹まことと長野智子が、市井の人々が経験した戦争の記憶を辿るドキュメンタリー『大竹まこと・長野智子 戦後80年特番 どうして戦争をしてはいけないのか』を放送。
      - 15時枠では小松左京（2011年没）による戦時下を舞台にした短編ホラー小説『くだんのはは』をラジオドラマ化、『文化放送 終戦80年スペシャル 小松左京原作 ラジオドラマ「くだんのはは」』と題して放送した[306]。
      - 16時枠では詩人のアーサー・ビナードが小中学生に向けて、戦争について読み聞かせなどで伝える姿を通して、戦争を語り継ぐことをクローズアップする『文化放送 終戦80年スペシャル 戦争を知らない私たち』を放送。
      - 21時枠では『レコメン!』の特番として、同番組の出演者が若者の視点から戦争と特攻の歴史やその意味を探るラジオドラマ『文化放送 終戦80年スペシャル レコメン!オリジナルラジオドラマ「ソラノイノチ」』を放送[307]。

    - TBSラジオはこの日各ワイド番組で関連した特集を放送。このうち『金曜ワイドラジオTOKYO えんがわ』では、戦争の語り部の活動も行っている長峰由紀（元TBSアナウンサー）をゲストに迎え、同局ではこの時期恒例となっている『かわいそうなぞう』の朗読を放送、『荻上チキ・Session』では3時間全体で戦争と平和について見つめ直す特集を放送した[308][309]。

  - 【東京都】この日のJ-WAVE『〜JK RADIO〜TOKYO UNITED』は、特別企画『〜JK RADIO〜 TOKYO UNITED QUEST FOR PEACE』と題し、リスナーやその家族の戦争体験の記憶などを募集し紹介、共有したほか、森山良子（歌手）の「さとうきび畑」のスタジオライブなども行った。また、関連企画として、11日 - 14日の『JUST A LITTLE LOVIN'』では湯川れい子（音楽評論家）へのインタビュー、広島に原爆が投下された6日と翌7日の『JAM THE PLANET』では、ナビゲーターの石田健（The HEADLINE編集長）が広島で被爆し現在も住んでいる自身の祖母にインタビューした内容を放送した[310]。
- 16日 - 【スポーツ・関東広域圏】ニッポン放送は、6月3日に死去した読売巨人軍終身名誉監督の長嶋茂雄の追悼試合が東京ドームで開催されるこの日、ショウアップナイタースペシャルとして、『長嶋茂雄終身名誉監督追悼試合 巨人×阪神』と題して放送（13時30分 - 16時）。番組内では、長嶋の名シーンを実況音声で振り返るほか、同局の番組に出演したシーンを放送した。この試合の解説は江本孟紀、実況は松本秀夫が担当した（試合部分はMBSラジオにもネット）[311]。
- 20日（予定） - 【特番・関東広域圏】TBSラジオで、2026年2月で60歳になる小泉今日子（歌手・俳優）がリスナーとともに、還暦について光をともす『Light up! 60』（21時 - 21時55分）が放送予定。この番組内では、小泉と同じく2026年2月に創立60周年を迎える関東電気保安協会理事長の武部俊郎との対談も放送する[312]。
- 25日（24日深夜、予定） - 【特番・関東広域圏】ニッポン放送で倉本聰（脚本家）が、聞き手を務める森山良子に対して戦争について語り、森山が番組内で倉本が作詞を手掛けた「今、思い出してみて」と森山が制作した「さとうきび畑」の2曲を弾き語りで歌唱する特別番組『ニッポン放送 戦後80年特別番組「倉本聰、戦争を語る」』を放送予定（1時40分 - 3時）[313]。

### 9月
- 月末（予定） - NHK『ラジオ深夜便』のFMでの放送がこの月末をもって終了予定。同波での放送は1996年度にラジオ第1の放送休止時においてリレー放送を開始して以来、28年半で幕を閉じる。FMでは本年度より深夜時間帯にラジオ第2放送で編成されている語学番組や教養番組の編成拡大により『ラジオ深夜便』の放送を2時5分 - 5時に縮小していたが、10月よりその編成をさらに充実し、新たに『NHK高校講座』の放送も開始予定[314][315]。

## 主なその他のラジオ関連の出来事

### 1月
- 1日
  - 【社名変更・近畿広域圏】大阪放送（ラジオ大阪）はこの日から正式社名をこれまでの大阪放送株式会社から株式会社ラジオ大阪に変更。なお、略称である『OBC』はこの日以降も継続して使用する[316]。
  - 【CI・福岡県】エフエム福岡はこの年が開局55周年を迎えることを記念して、この日から2026年3月までの同局のキャッチコピーとして『聴けば、出会える。動き出す→ FM FUKUOKA』を制定した。このキャッチコピーの中にある『→』とは、「FM FUKUOKAが動く、人の心が動く、もっとたくさんのコミュニケーションを創造するラジオ局でありたい」という思いが込められている[317]。
  - 【訃報】1953年に東京大学を卒業し、産業経済新聞社（産経新聞）に入社して大阪本社社会部を経て東京本社政治部記者として首相官邸や日本社会党の番記者を務め、1965年に同社論説委員に就任。1969年に産経を退職した後に文化放送に転じてニュースキャスターを務めた後、1978年から1987年までフジテレビで『FNNニュースレポート23:00』などのキャスターを務めたことで知られ、またタレントとしても日本テレビ系の教養クイズ番組『マジカル頭脳パワー!!』に解答者などで度々出演するなど、幅広い活動でお茶の間に知られた政治評論家・ジャーナリストの俵孝太郎がこの日午前、肺がんのため東京都内の病院で死去（94歳没）。訃報は晩年までコラムを寄稿していた北國新聞（石川県）が25日に報じたことで明らかになった[318][319]。
- 8日 - 【不祥事・報道】日本放送協会（NHK）は、2024年8月に発生した、中国籍のスタッフによる原稿にはない不適切な発言の事案での再発防止策の一環として、この日、同局のラジオ国際放送の中国語ニュースの本放送に、人工知能（AI）音声による読み上げの運用について、2025年度からの導入を目指すと発表した。また、その他の一部の言語の人工知能（AI）音声の読み上げについても2025年度内からの導入を目指すことも明らかにしている[320]。
- 19日 - 【訃報】鉄道旅行に関する著作を多数著し、自身が旅の案内人として携わった鉄道ルポ漫画『鉄子の旅』（菊池直恵・作）[注 24]が2007年にアニメ化されたほか、2007年から2015年にかけて静岡放送（SBSラジオ）ほかで放送された『横見浩彦ラジオ鉄道』[注 25]のパーソナリティも務めた、トラベルライターの横見浩彦がこの日、急性心不全のため死去（63歳没）。訃報は2月21日に月刊サンデーGX編集部より発表された[321][322]。
- 21日・22日 - 【倫理・関東広域圏】中居正広（タレント）の女性トラブルにフジテレビ社員が関与している疑惑について、ラジオ局でも表明があった。なお中居は23日に芸能界引退を表明している。
  - 文化放送社長の斎藤清人は21日の定例記者会見で、自身が社外取締役を務めているフジ・メディア・ホールディングス[注 26]に対し臨時取締役会の開催を申し入れたことを明らかにした。「同月17日に行われたフジテレビの記者会見での説明が不十分であるとして、さらなる説明を求める」としている[323]。これを受けて、フジ・メディア・ホールディングスは、1月23日に臨時の取締役会を開催することにした[324]。
  - ニッポン放送は22日、上記内容について不適切な接待がなかったどうか社内調査を実施することを発表した[325]。
- 25日
  - 【イベント・神奈川県】ニッポン放送の『乃木坂46のオールナイトニッポン』の番組イベントとして、『乃木坂46のオールナイトニッポン presents 久保史緒里の青春文化祭 in 横浜アリーナ』が横浜アリーナ（横浜市港北区）で開催された[326][327]。
  - 【広告・賞・イベント】フジサンケイグループはこの日、文化放送・ニッポン放送・ラジオ大阪など9社が主催している『フジサンケイグループ広告大賞』[注 27]について、一連のフジテレビ問題を理由として今年度に予定していた第54回大賞作品発表などのイベントを中止することを発表[328]。
- 27日 - 【経営問題・人事・放送持株会社】フジ・メディア・ホールディングス（FMHD）はこの日、フジテレビにおける中居正広問題から端を発した一連の不祥事の責任を取るとして、会長（フジテレビ会長兼務）の嘉納修治と取締役（フジテレビ社長兼務）の港浩一が辞任したことを発表した[329]。
- 28日
  - 【倫理・広告・スポーツ・関東広域圏】中居正広とフジテレビを巡る一連の騒動の影響で、2月9日にフジテレビの主催、文化放送などの後援で両国国技館（東京都墨田区）で開催予定の『日本大相撲トーナメント 第49回大会』について、当初協賛を予定していた日清オイリオ・Sky・MIRARTHホールディングスの3社が辞退していたことがこの日、複数のスポーツ紙の報道で明らかになった[330][331]。また文化放送は30日、同大会の中継を取りやめることを発表した。なお大会は一部内容を変更して実施された[332]。
  - 【訃報】東京大学経済学部卒業後、日本専売公社（現・日本たばこ産業（JT））に入社。その後研究所勤務を経て1990年代後半から「経済アナリスト」として活動を開始、ニッポン放送では2004年4月から2007年9月まで朝のワイド番組『森永卓郎の朝はモリタク!もりだくSUN』『森永卓郎 朝はニッポン一番ノリ!』『森永卓郎と垣花正の朝はニッポン一番ノリ!』のパーソナリティを務めたのを始め、同局の『垣花正 あなたとハッピー!』やTBSラジオ『生島ヒロシのおはよう一直線』[注 28]、NHKラジオ第1『ラジオあさいちばん』など数々のラジオ番組にレギュラー出演し、またサブカルチャーにも造詣が深く様々なジャンルのコレクターとしても知られていた、経済アナリストの森永卓郎がこの日午後、原発不明がんのため埼玉県所沢市内の自宅で死去（67歳没）[333]。訃報は所属事務所により発表され、2023年末に『あなたとハッピー!』でステージ4の膵臓がんに罹患していることを公表、闘病生活を続けながらメディア出演をこなし、死去前日の27日に放送した文化放送『大竹まこと ゴールデンラジオ!』でのリモート出演が最後となった[334][335]。
- 31日
  - 【活動進退・関東広域圏】TBSテレビの元アナウンサーで、CSR推進室室長の高野貴裕（2003年アナウンサーとして入社）がこの日付で21年10か月在職した同局を退職。2024年12月20日にTBSラジオ『金曜ワイドラジオTOKYO えんがわ』に出演した際に自ら発表した[336]。退職後は都民ファーストの会の公認候補として東京都議会議員選挙に出馬[337]、6月22日に投開票の結果、世田谷選挙区で初当選を果たした[338]。
  - 【ランキング・radiko】radikoはこの日、2024年の1年間にradikoで聴かれた番組のランキングを、在京・在阪・中部のエリア別及び性年代別で発表。在京エリアはTBSラジオ『安住紳一郎の日曜天国』、在阪エリアはFM802『on-air with TACTY IN THE MORNING』、中部エリアは東海ラジオ『ガッツナイター』がそれぞれ1位を獲得した。また、radikoでシェアされたラジオ番組はTOKYO FM・JFN系『SCHOOL OF LOCK!』、ポッドキャストで聴かれた番組はニッポン放送『サンドウィッチマン ザ・ラジオショー サタデー』、聴かれたラジオ番組出演者は爆笑問題（お笑いコンビ）がそれぞれ1位、radikoへの楽曲情報提供のある全国63局でのオンエア楽曲情報を元に集計した、2024年にradikoで聴かれた楽曲ランキングはCreepy Nuts「Bling-Bang-Bang-Born」が1位になった[339]。

### 2月
- 3日 - 【訃報】立命館大学から1953年に日本プロ野球・大阪タイガース[注 29]に内野手として入団し、現役時代には今牛若丸と謳われた守備力を誇る名手として鳴らし、1969年に現役を引退した後は野球評論家を経て三度阪神タイガース監督を務め、特に1985年には球団初の日本シリーズ優勝を果たすなどの実績を示し、後にはフランスでの野球指導を行うなど野球の国際普及にも尽力、また1999年以後は朝日放送の専属野球解説者として、朝日放送ラジオ『ABCフレッシュアップベースボール』の解説や2018・2019年度ナイターオフの『吉田義男の虎たまプレミアム』のメインパーソナリティなどを務めた元プロ野球選手・指導者の吉田義男がこの日、脳梗塞のため兵庫県西宮市内の病院で死去（91歳没）[340]。
- 5日 - 【組織・人事・活動進退・民放連】日本民間放送連盟はこの日、会長の遠藤龍之介（フジテレビ副会長）から「（出身母体の）フジテレビでの一連の事案により、私が会長職を続けるのは適切でなく、後任会長の選定手続きを進め、後任者に引き継げる状況になった時に退任したい」旨の会長辞職申し出があったことを明らかにした[341][342]。
- 7日 - 【イベント・大阪府】エフエム大阪の主催で、同局の開局55周年を記念して、2018年5月から放送開始した『カンバリ!』の初めての公開収録イベントとして『FM OSAKA 55th anniversary リスナー感謝祭 〜カンバリ!春のFAN祭〜』が大阪城ホール（大阪市中央区）で開催。出演はAぇ! groupの正門良規と末澤誠也、小島健、AmBitiousの真弓孟之と永岡蓮王[343]。
- 9日 - 【イベント・大阪府】エフエム大阪の主催で、同局の開局55周年を記念して、この年にデビュー30周年を迎えたSOPHIAのボーカルである松岡充が発起人となって、同じくデビュー30周年を迎えたSIAM SHADEのボーカルである栄喜に声をかけて実現した、この2組のデビュー30周年のスタートに加え、同局の開局55周年を祝う『FM OSAKA 55th anniversary "1995 SIAM SOPHIA-G"』が大阪城ホールで開催。総合MCは2組と同じくデビュー30周年を迎えたガレッジセールが務めた[344]。
- 10日 - 【イベント・東京都】J-WAVEの主催で、同局で坂本龍一（音楽家、2023年没）のナビゲートで2003年から2023年まで放送されていた『RADIO SAKAMOTO』のトリビュートイベントかつ、8日から11日に東京都渋谷区内で開催のカルチャーイベント「DIG SHIBUYA 2025」の関連イベントとして、『RADIO SAKAMOTO Uday -NEW CONTEXT FES × DIG SHIBUYA-』がこの日、同区のSpotify O-EAST、東間屋、DUO MUSIC EXCHANGEの3か所にて開催[345]。
- 11日 - 【イベント・神奈川県】ニッポン放送の『オールナイトニッポンX』の番組イベントとして『ニッポン放送開局70周年記念 オールナイトニッポンXスペシャルライブ2025』を横浜アリーナ（横浜市港北区）で開催[346][347]。
- 12日 - 【ポッドキャスト】ニッポン放送はこの日、同局のポッドキャストサービスについて「近年、音声コンテンツの聴取環境やマーケットが大きく変化する中、これからもリスナーの皆様に愛される良質なコンテンツの提供を持続していく」ことを理由に配信形態を変更、一部コンテンツにおいて2025年4月以降配信分はradiko・ニッポン放送 PODCAST STATION・オールナイトニッポンJAM・YouTubeの4サービスのみ全エピソードを配信し、それ以外の配信プラットフォームでは最新エピソードのみ配信すると発表した[348]。
- 19日（18日24時）[注 30] - 【倫理・広告】ニッポン放送は、ラジオ内でオンラインカジノに繋がる広告を放送していたとする指摘を受けて声明を発表、この中で有料カジノについての広告放送実績はないが、「カジノ無料版」などのタイトルで運営されている無料オンラインゲームの広告放送実績はあると明らかにした上で、昨今の情勢を鑑みて万全を期すためWebやSNS投稿を削除し、広告考査についてもより厳格化するとした[349]。
- 23日・24日 - 【イベント・宮城県】東北放送（tbcラジオ）は自社イベントとして『ラジオな気分 わっしょい!感謝祭』をこの両日、JR仙台イーストゲートビル1階イベントスペース「ダテリウム」（仙台市宮城野区）で開催[350]。
- 23日 - 【イベント・福岡県】九州朝日放送（KBCラジオ）の『PAO〜N』の番組イベントとして、『BBIQ BBIQ はやいんかい presents PAO〜Nがサンパレス!〜こんにちは、誰だかわかるかな?〜』が福岡サンパレスホテル&ホール（福岡市博多区）で開催。イベントの内容としては、12人の同番組のレギュラー出演者がトークショーや体を張った演目を実施した[351][352]。
- 24日  -【訃報】2000年に3人組女性ボーカルユニット「Angelique」（アンジェリーク）のメンバーとしてデビュー。ユニット解散後にソロタレントでの活動を始め、テレビ番組のリポーターとして出演、ラジオでもbayfm『YAMAMAN presents MUSIC SALAD FROM U-kari STUDIO』の火・木曜の担当を2007年4月から2012年3月まで務めるなどした、タレントの岸本梓がこの日、癌のため死去（39歳没）。訃報は3月7日に所属のオスカープロモーションより公表された[353][354]。
- 26日
  - 【企業倫理・関東広域圏】TBSラジオの社長定例記者会見が行われ、コンプライアンス違反で『生島ヒロシのおはよう定食』『生島ヒロシのおはよう一直線』のパーソナリティーを降板したフリーアナウンサー・生島ヒロシに言及。降板の経緯について、TBSラジオ社長の林慎太郎は「事案について具体的に知ったのは本当に最近のことで、その後速やかに降板を決めた」と説明。中居正広とフジテレビ社員の女性トラブルに関する調査とは無関係だとした上で、「関係者から通報があり、それから調査を始めた」という。関係者への調査を進め、1月27日の番組終了後に本人へのヒアリングを実施。「詳細は関係者に結びつくので申し上げられないが、調査を過程で複数の案件があった」と複数の事案が発覚したことを明かし、時期を伏せつつ「2〜3件」とした[355]。
  - 【訃報】映画評論家や女優として活動する傍ら、ラジオパーソナリティとして1976年から1990年までの14年間にわたりエフエム東京『新日鐵アワー・音楽の森』を担当したのを始め、TBSラジオ『青島幸男の天下のジョッキー』『今夜もセレナーデ』などにも出演した経歴を持つ国弘よう子がこの日死去（没年齢非公表）。訃報は3月4日にインターネットラジオ「Blue-Radio.com」を運営しているライトリンク・ミュージックから公表された[356][357]。
- 27日
  - 【企業倫理・関東広域圏】ニッポン放送は公式サイトを更新し、フジテレビの一連の問題を受けて実施した「タレント又は番組関係者との会食について」の社内アンケート結果を公表。「タレントまたは番組関係者との不適切な会食等は確認されなかった」と結論づけた。一方「このアンケートに付随して、弊社ではハラスメント等の根絶の観点から、『上司・同僚などから業務と無関係な食事に誘われて仕方なく従ったことがあるか』などの調査も行った」と明かし、「その結果、一部、『不快な思いをしたことがある』等の意見もあった。繰り返しとなるが、上記対策を通じてコンプライアンス意識の向上に努める」としている[358]。
  - 【不祥事・鹿児島県】この日の23時頃、鹿児島市の市道で、南日本放送（MBCラジオ）の元アナウンサーで現在はフリーで活動している柳佐知が運転する乗用車がトラックと正面衝突する事故を起こし、駆けつけた警察官が調べたところ、柳から基準値を超えるアルコールが検出されたことから、酒気帯び運転の疑いで現行犯逮捕された。事故及び逮捕を受けて、MBCは柳が出演しているラジオ番組『わたしらしくクラシック』の3月分の放送を見合わせると発表した[359][360]。
- 28日
  - 【活動進退】
    - 【関東広域圏】TBSテレビアナウンサーの加藤シルビア（2008年入社）が、この日付で16年11か月在職した同局を退職。2024年12月27日、この日が最後の出演となったTBSテレビ系『Nスタ』で報告し、併せて本年春に第4子を出産予定であることも公表した[361][362]。
    - 【静岡県】静岡放送（SBSラジオ）アナウンサーの近江由佳（2022年入社）がこの日付で2年11か月在職した同局を退職。この日の『IPPO』の放送中に番組降板と併せて発表され、同番組の公式Xで近江本人からのメッセージも伝えられた[363]。
- 28日 - 3月3日、3月6日 - 9日 - 【イベント・埼玉県】FM NACK5主催でこの期間、『アルネットホームpresents NACK5 ラーメンフェス』をさいたまスーパーアリーナけやきひろば（さいたま市中央区）で開催。有名ラーメン店が合計16店舗出店した他、3月1日に『HITS! THE TOWN』（土曜 12時55分 - 17時55分）、同9日に『カメレオンパーティー』（日曜 12時55分 - 17時55分）の出張公開生放送を会場から実施した[364]。

### 3月
- 1日
  - 【訃報】1967年に立教大学卒業後、文化放送にアナウンサーとして入社、文化放送時代はプロ野球中継や深夜番組『セイ!ヤング』の初代パーソナリティをはじめ、『オール・ジャパン・ポップ20』『みのもんたのワイドNo1』『ダイナミックレーダー〜歌謡曲でいこう!〜』のパーソナリティなどを務めた後、1979年に営業部への人事異動を機に同局を退職してフリーとなり、フリー転向後はテレビ番組の司会やキャスター、ナレーターとしてお茶の間に親しまれ、ラジオでも古巣の文化放送で『みのもんたのウィークエンドをつかまえろ』『みのもんたの ニッポンdiscover again』のパーソナリティを務めた、フリーアナウンサーのみのもんた（本名：御法川法男＝みのりかわ・のりお）がこの日未明死去（80歳没）[365]。関係者によれば1月中旬に東京都内の焼肉店で食事中に肉を喉に詰まらせ心肺停止状態に陥り、入院治療を受けていたという[365][366]。訃報は同日に自身が会長を務めていた水道メーター製造メーカーのニッコクの公式サイトで公表された[367]。
  - 【イベント・愛媛県】南海放送（RNBラジオ）はこの日、同局のアナウンサーや番組プレゼンターが一堂に会するイベント『ラジフェス2025』を6年ぶりに大街道商店街（愛媛県松山市）内で開催。同局ラジオの前年秋改編から取り上げられている「とりあえず、今は笑おうか!?」をテーマに、ステージイベントや飲食ブース等が設けられた。また当日はレギュラー番組の『坂の上のラジオ』（土曜 12時 - 13時）『井坂彰のサタデーライブ』（土曜 13時 - 16時）にて会場内から公開生放送を行った[368]。
- 9日 - 【イベント・広島県】中国放送（RCCラジオ）の番組のパーソナリティが一堂に会する新たな「リスナーファンイベント」として、『Let'sラジケーションFES2025』を、広島県民文化センター（広島市中区）で3部構成で開催。参加番組は第1部が『ヨルノバ』と『STU48のちりめんパーティー』と『かが屋の鶴の間』、第2部が『まるっと日常ワイド えんまん。』と『花金ラジオ すっぴんブギ』、第3部が『平成ラヂオバラエティごぜん様さま』[369][370][371]。
- 12日 - 【活動進退・関東広域圏】TBSテレビアナウンサーで、TBSラジオでは『アフター6ジャンクション』シリーズの曜日パートナーなど複数の番組を担当していた宇内梨沙（2015年入社、在職中の2020年より同社のライブエンタテインメント局→新規IP開発部のeスポーツ研究所所員を兼務）がこの日付で約10年在職したTBSテレビを退職。2024年12月4日に自身のInstagramおよび『アフター6ジャンクション2』の放送内で発表したもので、同年末でTBSアナウンサーとしての活動を終了した（「2024年のラジオ (日本)#主な番組関連の出来事」の12月30日の部分を参照）[372]。本年1月11日にYouTubeチャンネル『GAME × GAME powered by TBS【ガメガメ。】』で公開された動画では退職時期について触れ、今後の進路は未定としていたものの、「労働は何かしらのところでしていきたい」と語っていた[373]。退職日のこの日自身のSNSを更新し、退職を正式に報告[374]。翌13日、芸能事務所には所属せず個人として活動、ゲーム実況についても今後行っていくことを発表した[375]。
- 13日 - 31日 - 【イベント・食・東京都】味の素が2024年11月より展開している、スマートフォンを見ながら一人で食事をする「スマホ見ながら飯」の悪影響を避けるため、スマートフォンを置いて音を聞きながら食事本来のおいしさを楽しむ「音飯プロジェクト」の第2弾として、「渋谷音飯プロジェクト」をこの期間開催。東京都渋谷区内の飲食店17店舗と在京民放ラジオ5局の賛同を得て、各局の人気番組によるその店舗でしか聞けないオリジナル番組の提供を行った。参加番組はTBSラジオ『きしたかののブタピエロ』、文化放送『早見沙織のふり〜すたいる♪』、ニッポン放送『オールナイトニッポンPODCAST 佐々木彩夏の0100』、TOKYO FM『Skyrocket Company』、J-WAVE『GURU GURU!』の5番組[376]。
- 23日 - 【イベント・東京都】ニッポン放送で月曜から木曜に放送されている昼のワイド番組『ナイツ ザ・ラジオショー』のリアルイベントとして、『「ナイツ ザ・LIVEショー」 in浅草公会堂』を浅草公会堂（東京都台東区）で開催。イベントでは、「ネタの部」と「トークの部」の2部構成で行われ、金曜日に放送されている『中川家 ザ・ラジオショー』でパーソナリティを務める中川家も登場した[377][378]。
- 24日 - 【開局・コミュニティ放送・大阪府】大阪府河内長野市の奥河内ラジオがこの日開局し、同日12時に放送開始[379]。
- 25日 -【活動進退・秋田県】エフエム秋田（AFM）アナウンサー、高橋航（たかはし・わたる、1993年入社）がこの日最終回を迎えた『ビジネスマン 高橋航』を最後にラジオDJとしての活動を終了。今後は同局役員に専念する[380]。
- 25日・26日 - 【イベント・大阪府】FM802の主催で、同局で2010年1月8日から放送されている『RADIO∞INFINITY』が放送開始15年目を迎えることを記念して、歴代のDJである飯室大吾、樋口大喜、ハタノユウスケの3人が、この番組の歴史を振り返りながら、この番組に出演したアーティストとこの番組のリスナーが共に作り上げる『RADIO∞INFINITY 15th Anniversary pre. 電波無限祭-15の夜-』をなんばHatch（大阪市浪速区）で開催[381]。
- 27日 - 【イベント・大阪府】ラジオ大阪の主催で、大阪・関西万博（4月13日 - 10月13日開催予定）の開幕直前のイベントとして「勝手に万博前夜祭 「YAPPA! 好きやねん OSAKA」 〜KANSAI CLUB MUSIC FES〜」をグランキューブ大阪（大阪市北区）で開催[382]。
- 28日
  - 【ラジオカー・北海道】STVラジオのラジオカー「ランラン号」が、この日放送の『まるごと!エンタメ〜ション』内での中継リポートを最後に運用を終了。52年の歴史に幕[121]。
  - 【閉局・コミュニティ放送・青森県】青森県南津軽郡田舎館村のエフエムジャイゴウェーブ（2000年1月開局）が経営状況悪化により事業継続が困難であることを理由にこの日をもって閉局。同年1月27日の役員会、2月20日の臨時株主総会でレストラン事業と共に廃止することが決定された[383]。
- 31日
  - 【配信】文化放送のアニラジ専門インターネットラジオ局「超!A&G+」が、この日をもってサービス終了、地上デジタルラジオ実用化試験放送時代[注 31]から数えて17年7か月の歴史に幕。終了後一部の番組は地上波での放送、またはオリジナル配信プラットフォーム「QloveR」[注 32]での配信に移行する[384][385]。
  - いずれも【コミュニティ放送】
    - 【閉局・福岡県】福岡県築上郡築上町の東九州コミュニティー放送（通称・スターコーンFM、2000年1月開局）がコロナ禍以降のスポンサー減少、また放送機材の更新の目処が立たないとしてこの日をもって閉局[386]。
    - 【閉局・茨城県】茨城県高萩市のたかはぎFM（2013年4月開局）がこの日をもって閉局[387]。
    - 【放送休止・岩手県】岩手県大船渡市のFMねまらいん（2013年4月開局）がこの日から6月末までの3か月間、放送を休止[388]。その後、6月30日をもって正式に閉局した[389]。

  - いずれも【活動進退】
    - NHKアナウンサーの豊原謙二郎（1998年入職、退職時点で名古屋放送局所属で27年在職）と中川安奈（2016年入職、9年在職）が共にこの日付で同局を退職[390][391]。中川は4月よりホリプロのスポーツ文化事業部に所属し、アナウンサーの枠にとらわれず幅広く活動することになっている[392]。
    - 【関東広域圏】文化放送アナウンサーの久保朱莉（2023年、札幌テレビから移籍）がこの日付で同局を退職[393]。4月以降はフリーアナウンサーとして活動を続ける[394]。
    - 【近畿広域圏】毎日放送（MBS）アナウンサーで同局総合編成局アナウンス担当局長の馬野雅行[注 33]（1989年入社）がこの日付で36年間在職した同局を退職。4月以後はフリーアナウンサーに転身し、東京に拠点を移してニッポン放送の野球中継『ショウアップナイター』実況陣に加入する[395]。
    - 【福岡県】九州朝日放送（KBCラジオ）エグゼクティブアナウンサーの沢田幸二（1980年入社）は、この日付で45年在職した同局を退職。2月23日に開催した『PAO〜N』の番組イベントで自ら発表したもので、4月以降も同番組のメインパーソナリティを続けるなど、同局専属のタレントとして活動を続ける[352]。
    - 【北海道】エフエム北海道（AIR-G'）アナウンサーの森本優（2014年入社）がこの日付で10年半在職した同局を退職。翌4月4日に担当番組『IMAREAL』放送内及び自身のnote記事内で公表したもので、4月以降も同局の番組『IMAREAL』『LEVANGA STATION』『にこにこぎゅっ』のパーソナリティを続ける他、会社設立等幅広く活動する[396]。
    - 【静岡県】静岡エフエム放送（K-MIX）アナウンサーの川﨑玲奈（2019年入社）がこの日付で6年在職した同局を退職[397]。
    - 【新潟県】新潟放送（BSN）アナウンサーの行貝寧々（なめがい・ねね、2019年入社）がこの日付で6年在職した同局を退職。同月7日の『スーパー・ササダンゴ・マシンのセッパン!』放送内及び自身のInstagramアカウントで公表した[398]。
    - 【石川県】北陸放送（MRO）アナウンサーの兵藤遥陽（ひょうどう・はるひ、2020年入社）は、この日付で5年間在職した同局を退職。なお、兵藤は退職後も石川県を拠点にしてフリーアナウンサーとして活動する意向を示している[399]。

  - 【不祥事・沖縄県】琉球放送（RBCiラジオ）の元アナウンサーの女（2023年入社）が、在職中の2024年1月に那覇市内の路上で同僚の女性に睡眠薬などを混ぜた飲み物を飲ませ、急性薬物中毒にさせたとして、沖縄県警は本年3月に元アナウンサーを傷害容疑で逮捕・送検し、この日那覇地検が起訴した。4月8日に起訴事実が判明するとともに、琉球放送は同日この件に対して謝罪し、「従業員・関係者の安全とコンプライアンスの徹底を最優先とした取り組みを進める」と表明している。なお、元アナウンサーは事件後の本年1月に退職している[400][401]。

### 4月
- 1日
  - 【経営・人事・放送持株会社・北海道・中京広域圏・近畿広域圏・福岡県】日本テレビ系列の基幹局である札幌テレビ放送（STV）・中京テレビ放送（CTV）・読売テレビ放送[注 34]（ytv）・福岡放送（FBS）の4局が、新たに認定放送持株会社「読売中京FSホールディングス」（FYCSHD）をこの日付で設立し経営統合を実施。2024年11月29日に発表されたもので、4局が共同株式移転方式で設立、代表取締役会長に中京テレビ会長の丸山公夫、代表取締役社長に日本テレビホールディングス（日テレHD）副会長の石澤顕がそれぞれ就任、日テレHDの持分法適用会社になる[403]。これにより札幌テレビの100%子会社であるSTVラジオがFYCSHDのグループ傘下となる。
  - 【活動進退・関東広域圏】文化放送はこの日、正社員のアナウンサーとして、2021年4月から本年3月まで中国放送に同職として勤務していた小宅世人（おやけ・さんと）を中途採用したと発表、小宅はこの日の『くにまる食堂』で入社後第一声を発した。同局のアナウンサー正社員採用は25年ぶりとなる[404]。
  - 【合併・コミュニティ放送・静岡県】静岡市清水区のエフエムしみず（通称・マリンパル、1996年6月開局）が同市葵区のシティエフエム静岡（通称・FM-Hi、1998年4月開局）を吸収合併し、エフエムしみず静岡（通称・S-Wave）へ社名変更[405]。本社・演奏所・送信所親局はシティエフエム静岡から継承した[406]。
  - 【閉局・長野県】信越放送（SBC）諏訪放送局（長野県諏訪市）がこの日をもって同松本放送局（松本市）に統合され閉局[407]。前月15日に信濃毎日新聞で報じられた[408]。
  - 【CI・ロゴ・近畿外国語放送エリア】FM COCOLOはこの年の10月で開局30周年を迎え、またこの年がラジオ放送開始100年にあたることをふまえ、新たにステートメントとして「Lifetime Music Station」を策定し、新ロゴマークも導入した[185]。
- 6日 - 【訃報】慶應義塾大学卒業後にエフエム東京（TOKYO FM）に入社し、同局でアメリカ合衆国のフォークソングシンガー：ピート・シーガー（2014年没）の追悼特別番組『野に咲く花は少女の胸に』（2014年5月28日放送）や村上春樹（小説家）がDJを担当した『村上RADIO〜RUN&SONGS〜』（2018年8月5日放送）などの数々の番組をプロデューサーとして手掛け、また作家としても映画『大鹿村騒動記』の原作となった『いつか晴れるかな〜大鹿村騒動記』を発表するなど幅広く活動したエフエム東京エグゼクティブ・プランナー・顧問でラジオプロデューサー・作家の延江浩がこの日、致死性不整脈のため東京都内の病院で死去（67歳没）[409][410]
- 10日 - 【健康問題】ボーカルグループRAG FAIRのメンバー、土屋礼央が同月19日に声帯ポリープ切除手術を受けるため3週間の活動休止に伴い、パーソナリティを務めるFM NACK5『カメレオンパーティー』と木曜日に出演するTBSラジオ『こねくと』をこの期間中休演する旨を自身のXでこの日公表した[411][412]が、手術前日の18日にポリープが取れたため手術は行わないことを自身のXで公表した[413]。
- 13日 - 【訃報】青山学院大学でラグビー部の主将を務め、1964年に報知新聞社に記者として入社し、アマチュアスポーツやプロ野球を始めとして精力的な取材活動を展開、1998年に同社を退職後フリーランスとなった後は2000年代にアール・エフ・ラジオ日本にて『柏英樹のG PLUS SPORTS』のパーソナリティを務めたスポーツジャーナリストの柏英樹が本年4月に死去していたことがこの日、柏の子息で俳優の柏進が自身の公式X（Twitter）で報告し[414]、また6月3日に柏の実弟であるかしわ哲（ロック歌手）が主宰するロックバンド「サルサガムテープ」の公式X（旧Twitter）がこの日死去した長嶋茂雄への感謝の念を綴ったポストの文中によって改めて明らかにされた（推定82歳没[注 35]）[415]。
- 16日
  - 【不祥事・福井県】この日の夜、福井市内の道路を横断していた高齢女性が、福井放送（FBCラジオ）の29歳の女性アナウンサー（2019年入社）が運転する軽自動車に跳ねられ、その後死亡する事故が発生した。福井放送は翌17日に謝罪するとともに、警察による調査に対応し、交通法規の遵守や安全運転の徹底を図るとしている[416]。
  - 【訃報】早稲田大学卒業後の1951年にNHKにアナウンサーとして入職、札幌放送局にて日米野球のラジオ中継の実況を担当したあと、開局間もない日本テレビに1954年に移籍した後には同局のスポーツ中継アナウンサーとして蔵前国技館（東京都台東区、1984年閉鎖）より日本初のプロレスリング中継（1954年2月20日、力道山光浩・木村政彦組対ベン・シャープ・マイク・シャープ組）やプロ野球中継などを担当、1975年に同局を退職した後はスポーツジャーナリストとして数々の著作を発表、またTBSラジオで『越智正典のMr.ベースボール』（1978年4月 - 9月）のパーソナリティを務めたフリーアナウンサーでスポーツジャーナリストの越智正典（おち・まさのり[注 36]）がこの日、老衰のため東京都内の自宅で死去（96歳没）。訃報は6月5日に公表された[417]
- 17日 - 【イベント・東京都】ニッポン放送の土曜朝のワイド番組『徳光和夫 とくモリ!歌謡サタデー』の放送開始15周年を記念して、昭和の名曲を送る『昭和100年!人生の名曲に喝采を!コンサート』が東京国際フォーラム（東京都千代田区）で開催。司会は徳光和夫、石川みゆき、上柳昌彦が務め、日本テレビ系で1969年から1981年に放送されていた『紅白歌のベストテン』の白組司会の堺正章と紅組司会の岡崎友紀と中継担当だった徳光の3人が45年ぶりに共演を果たしたほか、フジテレビ系で1968年から1990年に放送されていた『夜のヒットスタジオ』で司会を務めていた井上順も出演した。他に五木ひろし、井上芳雄、タブレット純、中村中、渡辺真知子らも出演[418][419]。
- 19日 - 【イベント・東京都】ニッポン放送の平日朝の報道番組『飯田浩司のOK! Cozy up!』の討論イベント第3弾となる、『飯田浩司のOK!Cozy up! 激論!有楽町サミット2025 in 東京国際フォーラム』が東京国際フォーラム（東京都千代田区）で開催。同所では2回目の開催で、当日はパーソナリティの飯田浩司と新行市佳（ともに同局アナウンサー）のほか、青山繁晴（作家、自由民主党参議院議員）、飯田泰之（経済学者、明治大学教授）、峯村健司（キヤノングローバル戦略研究所主任研究員）、宮崎哲弥（評論家）らが登壇した[420]。
- 21日
  - 【健康問題・関東広域圏】フリーアナウンサーの野村邦丸（元文化放送アナウンサー）がこの日、ステージ3の腎臓がんに罹患していることを自身の番組『くにまる食堂』放送内で公表。同月30日に摘出手術を受けるため同28日から同番組を休演[421]。その後、5月7日の同番組で、手術が無事成功し5日に退院したとともに、12日より復帰することが代打パーソナリティの春風亭一蔵（落語家、通常は金曜版『くにまる食堂フライデー 〜どうした!? 一蔵!〜』を担当）から発表された[422]。
  - 【不祥事・近畿広域圏】MBSラジオの社員で『MBSヤングタウン』のプロデューサーを務める57歳の男が、14日に大阪市内の知人女性宅に合鍵を使って無断侵入したとして、この日住居侵入容疑で大阪府警に逮捕された。女性は不在だったものの、知人がいたことで犯行が発覚、逮捕の事実はこの日に同局に連絡が入ったという。同局では発表するとともに「社員が逮捕されたことは誠に遺憾。事実関係が明らかになり次第、厳正に対処する」と謝罪している[423][424]。
- 23日 - 【訃報】東京大学薬学部を卒業後、電通に入社しCMディレクターとコピーライター勤務を経て2006年に退社。その後個人事務所を設立の上独立し、映像監督や脚本家、エッセイスト、コメンテーター、画家等多岐にわたる活動の中で、ラジオではニッポン放送『大宮エリーのオールナイトニッポン』（2011年1月 - 12月）パーソナリティやJ-WAVE『TOYOTA FRIDAY DRIVE WITH ELLIE』（2012年4月 - 2014年9月）と『THE HANGOUT』水曜日（2014年10月 - 2016年9月）のナビゲーターを務めた大宮エリー（本名：大宮恵理子）がこの日、病気のため死去（49歳没）。訃報は27日に大宮エリー事務所により公表された[425]。
- 25日 -【人事・民放連】日本民間放送連盟（民放連）は、会長推薦委員会を開き、出身母体であるフジテレビに関する一連の問題で会長を辞任した遠藤龍之介（フジテレビ前副会長）の後任となる次期会長候補にテレビ朝日会長の早河洋を選出。5月22日の理事会で正式決定する。なお、次期会長の任期は遠藤の任期だった2026年6月開催の定時総会終結時までとなる[426]。
- 28日 - 5月4日 - 【キャンペーン・自己啓発】TBSグループ3社（TBSテレビ・BS-TBS・TBSラジオ）は、2020年秋より毎年春と秋に実施しているSDGsプロジェクト『地球を笑顔にするWEEK 2025春』をこの期間に実施。昨年に引き続き「ACTION!未来の子どもたちへ」をテーマにし、さらに具体的な行動を促すステージとして捉え、そのきっかけづくりを目指すとしている。SDGs大使は今回より就任となる杉山真也（TBSテレビアナウンサー）と、前年度より継続となる日比麻音子（同）が務めた。TBSラジオでは赤坂サカスでのイベント「地球を笑顔にする広場」にて、5月3日に放送500回を迎えた『土曜ワイドラジオTOKYO ナイツのちゃきちゃき大放送』の公開生放送をTBS 赤坂BLITZスタジオで行ったほか、『パンサー向井の#ふらっと』内で放送されている「こども電話相談室」の公開収録を行った[427]。
- 29日 - 【放送休止・コミュニティ放送・鹿児島県】鹿児島市のFMぎんが（2011年3月にFMさつまとして開局、2012年6月に中崎電子工業へ事業譲渡し同年7月に現愛称へ改称）がこの日をもって放送休止[428]。その後6月30日をもって正式に閉局した。
- 30日 - 【企業倫理・関東広域圏】文化放送は、公式サイトにて社内調査の結果を公表。フジテレビの一連の問題を受けて、2月上旬に管理部門の一部男性社員を除くほぼ全社員と役員を対象としたアンケートおよびヒアリングでの調査の結果、「該当する事例はなかった」と結論づけた[429]。
- 月内 - 【活動進退】フリーアナウンサーの小尾渚沙（元山陽放送〈現：RSK山陽放送〉→文化放送アナウンサー）が同月から産休入り。本年1月11日に第一子を妊娠していることを自身のXアカウントで公表[430]。担当番組のFM NACK5『Saturday Morning Radio おびハピ!』は同月5日放送分から[431]、BAYFM『THE FLINTSTONE』は同6日放送分から休演[432]。その後、5月24日に出産したことを自身のSNSで報告した[433]。

### 5月
- 1日 - 【防災・関東広域圏】ニッポン放送では、ゲリラ豪雨の発生を踏まえ、日本気象協会と連携した新たな気象情報として「ニッポン放送 ゲリラ豪雨速報・警戒情報」の運用をスタート。このような放送対応は、ニッポン放送が放送局として初めてとなる[434]。
- 9日 - 【企業倫理】日経ラジオ社（ラジオNIKKEI）はフジテレビの一連の問題を踏まえ、2月に全社員62人（派遣社員などを含む）を対象にハラスメントに関するアンケート調査を実施したことを公表。「番組出演者との会食などにおける性被害について該当する回答はなかった」と結論づけた[435]。
- 12日 - 【訃報】1963年にラジオ京都（現・KBS京都）が髙島屋京都店に開設した西日本初のサテライトスタジオでマイクキャリアを開始、MBSラジオ『ありがとう浜村淳です』で1976年から17年間アシスタントを務めたのを始め、同局の『MBSヤングタウン金曜日』、朝日放送ラジオ『米朝・美智子のほろ宵ばなし』、KBS京都『鈴木美智子の脳活ラジオ』など関西のテレビ・ラジオ番組に多数出演したほか、エッセイストやアナ・トーク学院学院長として後進の指導にあたるなど多岐にわたる活動も行っていた、ラジオパーソナリティでタレントの鈴木美智子がこの日、老衰のため死去（85歳没）。訃報は13日に所属する吉本興業より発表された[436][437]。
- 15日 - 【活動進退】2007年にファッション誌「ニコラ」（新潮社）の専属モデルとしてデビュー。翌2008年に日本テレビ系ドラマ『正義の味方』で女優デビューし、ラジオ番組では文化放送『レコメン!』内のフロート番組『西内まりやのMa-Realらじお』（2015年4月 - 2017年3月）やTOKYO FM・JFN系『西内まりや 「for You…」』（2016年4月 - 2017年3月）のパーソナリティを務めた女優の西内まりやがこの日、自身のInstagramアカウントで芸能界引退を発表した[438][439]。
- 16日 - 【民放連】日本民間放送連盟（民放連）は、フジテレビの一連の問題を踏まえ、全ての加盟社に対してフジと同様事案の有無についての調査を自主的に実施、公表し、報告することを要請していたことを明らかにし、全加盟社207社のうち5月9日までに集まった117社の調査結果を取りまとめた「民放各社のフジテレビ同様事案に関する自主調査結果について（第1次集約分）」と題した文書を公表[440]。今回のフジテレビと同様の事例はなかったとした一方で「会食などで不快な思いをした」などの事案の報告は複数社からあったという。残り90社については29日までの報告を求め、6月上旬に第2次集約分として公開する予定[441]。また、民放連は自主調査の要請と併せて、人権尊重・コンプライアンス徹底に関する各社の取り組み状況についてアンケートを実施。多くの社から、従前から人権尊重やハラスメント防止に関する取り組みを進めていることや、今回のフジでの事案発覚後に社内調査の実施、コンプライアンスや人権に関する指針の徹底、相談窓口の再周知などの対応を行ったことなどの報告が上がったとしている[442]。
- 20日 - 【イベント・東京都】文化放送は毎年11月に本社のある東京都港区浜松町周辺で開催している「浜松町ハーベストフェスタ-浜祭-」について、本年度の開催を見送るとこの日発表した。同局社長の斎藤清人はこの日行われた記者会見で、メイン会場の増上寺（東京都港区）の改修工事に伴う運営及び安全管理上の懸念も含め、総合的な判断で決めたとした上で、代替イベントの開催を企画しているとも明らかにしている[443]。
- 21日【健康問題・局内調査】NHK会長の稲葉延雄はこの日の定例記者会見で、先月受けた人間ドックで初期の肺がんが見つかったと明らかにした。自身の今後の業務については医師と相談し、早期の発見で転移もないことから、抗がん剤治療と手術を受ける予定だが、会長としての業務は継続する見通し[444]。また、稲葉は同会見で、フジテレビの一連の問題を受けて、これまで定期的なアナウンス室のヒアリングや通報制度が確立していることなどを理由に行わなかった局内調査を今後実施するとし、番組出演者と局員との不適切な会食といった組織風土がないか点検・調査するよう指示したと表明[445]。
- 22日 - 【民放連・人事】日本民間放送連盟（民放連）は、フジテレビの一連の問題を受けて引責辞任した遠藤龍之介前会長の後任として、テレビ朝日会長の早河洋が会長に正式に就任[446]。
- 28日 - いずれも【企業倫理】
  - 【東京都】エフエム東京は本年1月下旬に、全社員に対して「社員と番組関係者・取引先との不適切な行為に関するアンケート調査」を実施した結果を公表。同社は結果の概要として「出演者に関連した性暴力、性加害トラブルに相当するような事例はなかった」「取引先・番組出演者との関係において不快な行為の実例としての回答は複数件あった」「社内スタッフ同士の関係においても同様の傾向があり、特に管理職の言動には注意が必要であることがわかった」「不快な行為の実例として、具体的には顧客との宴席等に、無関係のスタッフを同席させる等の行為が問題視されていた」などを公表[447]。
  - 【関東外国語放送エリア】InterFM897は「人権尊重・コンプライアンスの徹底に関する自主的取り組みの公表と調査について」と題した文書を公表。「本年1月24日にコンプライアンス研修を実施し、人権尊重と通報体制について全社的に再周知を行った」と報告。また人権侵害等の有無について、全社員を対象にアンケート調査を実施。その結果「番組出演者や出演者の関係者との会合において、性的ハラスメントや人権侵害に該当するような事案はなかった」としている[448]。
- 29日 - 【企業倫理・関東広域圏】TBSラジオでは、全社員を対象とした調査をアンケートとヒアリングを併用して実施、結果を公表。アナウンサーをはじめとする出演者やTBSラジオの社員・スタッフが、他の出演者やその関係者との会食・接待等において性的被害・ハラスメントの人権侵害を受けた、あるいはそのような事案を見聞きしたとの事実は確認されなかったと結論[449]。
- 31日 - いずれも【活動進退】
  - NHK	
    - アナウンサーの吉田賢（1983年入職、退職時点でNHKグローバルメディアサービスに出向し42年在職）が、2日の誕生日にて65歳を迎えたことからこの日付でNHKグローバルメディアサービスを定年退職。翌6月1日より個人事務所を設立しフリーとして活動を開始した[450]。
    - 東京アナウンス室アナウンサーの佐藤あゆみ（2016年入職）がこの日付で10年2か月在職した同局を退職。退職後はフリーアナウンサーとして活動する意思を自身のInstagramにて表明した[451][452]。

  - 【中京広域圏】CBCテレビアナウンサーの山内彩加（2017年入社）が、この日付で8年間在職した同局を退職。前年11月末より体調不良で休職しており、6月12日に自身のSNSで退職していたことを明らかにした。あわせて体調が回復したことから、今後フリーに転身し活動再開する意向も表明した[453]。

### 6月
- 1日 - いずれも【イベント】

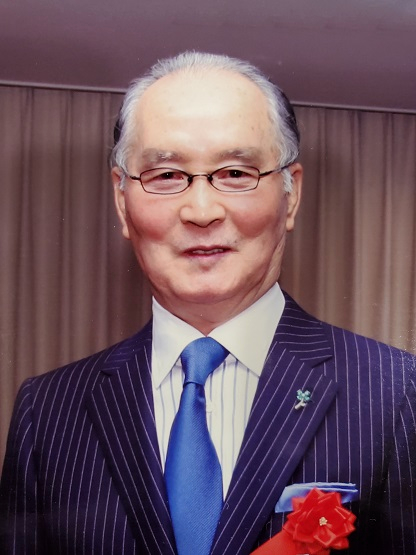
長嶋茂雄死去（6月3日、89歳没。写真は2021年11月撮影）

  - 【福岡県】エフエム福岡の開局55周年を記念して、同局の主催による新しい音楽のイベントとして、豪華アーティストによるギター演奏のみで競演を果たす『博多ギターのぼせ supported by 西部ガスグループ』が大濠公園能楽堂（福岡市中央区）で開催。出演は、奥田民生、山崎まさよし、藤原さくら[454]。
  - 【三重県】三重エフエム放送がこの日、開局40周年を迎えたことを記念して『レディオキューブ FM三重 開局40周年感謝デー 〜Hometown “MIE”〜』をハヤシユナイテッド文化ホール鈴鹿（鈴鹿市文化会館・三重県鈴鹿市）で開催。同局アナウンサー、パーソナリティの他にライブゲストとして中西保志（歌手）と目加田美桜（ピアニスト・『Pick up On MIE 〜POMie!(ポミー)〜』パーソナリティ）が出演[455]。
- 2日 - 【賞】「第62回ギャラクシー賞」（NPO法人放送批評懇談会主催）の授賞式がこの日執り行われ、ラジオ部門の大賞は九州朝日放送（KBCラジオ）『MANDAN』[456]、DJパーソナリティ賞はラジオDJで広島エフエム放送（HFM）『大窪シゲキの9ジラジ』メインDJを務める大窪シゲキ、志賀信夫賞は南日本放送元社長・会長で現相談役の中村耕治、放送界の未来を切り開く挑戦をした番組や仕組みなどを表彰する「フロンティア賞」はradikoがそれぞれ受賞した[457][458]。
- 3日 - 【訃報】1958年に立教大学から東京読売巨人軍に入団、同球団で選手として17年間プレーして6度の首位打者を始めとして数々のタイトルを獲得、また同球団で2度に亘り監督を務めるなど“ミスタープロ野球”と謳われるなど日本野球界の顔としてその名を知られ、現役当時からニッポン放送の野球中継アナウンサーを務めた深澤弘（2021年没）と懇意だったことにより第一次巨人軍監督[注 37]退任後には同局の野球中継『ショウアップナイター』のゲスト解説を度々務め、更には同局で『TOYOTAメイクハッピー・ようこそ!長嶋茂雄です』（2002年 - 2003年）のパーソナリティを務めた元プロ野球選手・監督の長嶋茂雄がこの日、肺炎のため東京都内の病院で死去（89歳没）[3]。
- 6日
  - 【賞】「第51回放送文化基金賞」（公益財団法人放送文化基金主催）の受賞がこの日発表。ラジオ番組部門では、CBCラジオ特集『20年目』（2024年5月26日放送）が最優秀賞を受賞した[459]。
  - 【企業倫理・東京都】J-WAVEは全従業員および番組関係者を対象に人権・コンプライアンスに関する社内調査を実施した結果を公表。調査の結果「番組出演者や出演者の関係者との会合で性的ハラスメントや人権侵害に該当するような事案」については緊急に対応が必要な事案はなかったと結論。しかし、会食以外の場でハラスメントが疑われる事案が一部報告され、この事案については、客観性と公平性を確保するため、外部の弁護士に判断を仰ぎ、申告された方の意向を尊重しながらヒアリングなどの対応を進めているとした[460]。
- 9日 - 【不祥事・関東広域圏】文化放送は5月27日放送の『おはよう寺ちゃん』において、ニュースサイト「おたくま経済新聞」に掲載された記事を、同サイトの運営会社に無断で読み上げる著作権侵害行為があったとこの日発表、謝罪した。該当記事の動画コンテンツについては削除したほか、今後再発防止に努めるとしている[461]。
- 11日 - 【調査・民放連】日本民間放送連盟(民放連)は、フジテレビと元タレント・中居正広を巡る一連の問題と同様の事案の有無について全加盟社に要請していた自主的な調査結果を取り纏め、全加盟207社のうち第一次集約分を含め、6月6日までに報告があった198社の調査結果について、最終集約として公式サイトで公開[462]。その範囲内においてフジテレビと同様の事案はなかったと報告した一方、「調査において事実認定ができない回答が含まれていた」とする回答が2社あったほか、複数のテレビ局から「会食などで不快な思いをした事案やハラスメントの事案が確認された」とする報告があった[463]。
- 17日 - 【広告・radiko】radikoと文化放送は、radikoのタイムフリー聴取時に再生される冒頭のスキップ不可のプレロール広告枠を1社が1か月間独占的に配信できる広告商品「文化放送×radiko プレロール広告ジャックプラン」を共同開発し、提供を開始した。これにより文化放送の番組をタイムフリーで聴取する際、冒頭に1か月間特定の会社の広告を配信することで、リスナーにダイレクトに訴求することが可能になるとしている[464]。
- 19日 - 【人事・radiko】radikoはこの日開催された定時株主総会及び取締役会の決議並びに承認を経て、代表取締役社長の青木貴博が代表権を持たない取締役会長に、TBSラジオ執行役員で同局でプロデューサーや経営企画局長、営業局長などを歴任した池田卓生が代表取締役社長に就任する人事を発令・執行[465]。
- 20日 - 【倫理】TBSラジオはこの日、同月15日放送の同局・JRN系『爆笑問題の日曜サンデー』の放送内容について、ゲスト出演した男性タレントが行き過ぎた発言を行ったり、女性アナウンサーの手を指で触れたりする場面があったと発表。これらの一連の言動を不適切なものであったと判断し、男性タレントのマネジメント担当に対して再発防止の申し入れを行った。また男性タレント側からもお詫びの言葉があったとしている。同局は「番組を制作・放送した側として責任を重く受け止め、TBSグループ人権方針に則り、番組に関わる全ての方の安心・安全の確保をより徹底していく」としている[466]。
- 24日 - いずれも【人事】
  - 【関東広域圏】文化放送はこの日開催された定時株主総会及び取締役会の決議並びに承認を経て、代表取締役社長の齋藤清人が代表権を持つ取締役会長に、取締役の田中博之が代表取締役社長に就任する人事を発令・執行[467]。
  - 【放送持株会社・新潟県】BSNメディアホールディングス（以下、BSNメディアHDと呼称）並びに新潟放送（BSN）の両社はこの日開催された定時株主総会及び取締役会の決議を経て役員人事を発令。BSNメディアHDでは取締役会長の梅津雅之が退任してBSNグループのBSNアイネットに転籍して同社相談役に就任する人事、また新潟放送では代表取締役会長（BSNメディアHD社長兼摂）の佐藤隆夫が代表権を返上した上で同社取締役会長に留任させること及び、同社取締役の谷内聡がBSNアイネットへ転籍して同社取締役会長に就任する人事をそれぞれ執行した[468]。
- 25日 - 【人事・放送持株会社】
  - 【関東広域圏】フジ・メディア・ホールディングスは、この日有明アリーナ（東京都江東区）で開催された株主総会・取締役会の決議を経て、フジテレビでの一連の問題を受けて3月27日に決定した新たな経営体制に移行する。専務取締役の清水賢治が代表取締役社長に就任しフジテレビ社長を兼務するほか、40年以上取締役として在任した相談役の日枝久らが退任した。また、前代表取締役社長の金光修や[注 38]、同社の社外取締役を務めていた島谷能成（東宝会長）、齋藤清人（文化放送社長）、茂木友三郎（キッコーマン名誉会長）の3名も退任した[469][470][471]。
  - 【近畿広域圏】朝日放送グループホールディングスはこの日開催予された株主総会・取締役会の決議を経て、社長執行役員の西出将之が代表取締役社長に就任する人事を発令・執行[472][473]。あわせて代表取締役の山本晋也（朝日放送テレビ会長兼務）が取締役（取締役会議長、非業務執行取締役）、取締役常務執行役員の今村俊昭（朝日放送テレビ社長兼務）が代表取締役副社長にそれぞれ就任、取締役会長の沖中進が4月の非業務執行取締役就任を経て、株主総会をもって取締役を退任した[474]。
- 27日 - 【会合】総務省は民間放送事業者のガバナンス（企業統治）強化に向けた検討会の初会合を開催。フジテレビで起きた一連の問題を受け、公共の電波を預かる民放各社に求められるガバナンス体制や日本民間放送連盟（民放連）と国の関与の在り方について議論。11月にも一定の結論をまとめる[475]。

### 7月
- 1日
  - 【名称変更・コミュニティ放送・東京都】東京都府中市の東京府中FMが月内に放送区域を稲城市と国立市へ拡大するのに合わせ、局愛称を『ラジオフチューズ』から『ラジオTAMAリバー』へ変更[476]。
  - 【CI・近畿広域圏】ラジオ大阪はこの日、2024年に開催された同局のイベントでお披露目された同局の公式キャラクターについて、リスナーから一般公募していたその正式名称について、同局の略称である『OBC』にちなんだ「オビ」や「おび」を用いた名称が数多く寄せられたことから、その『おび氏』と同局の本社が大阪市港区弁天に構えていることから、その『弁天』を組み合わせた『弁天おび氏』に決定したことを発表した[477][478][479]。
- 2日 - 9月30日（予定） - 【防犯・関東広域圏】首都圏の主要民放ラジオ6局は綜合警備保障（現：ALSOK[注 39]）の協賛を得て、闇バイトによる被害防止・撲滅を目的とした共同キャンペーン「NO!闇バイトキャンペーン」を3か月にわたり展開する。各局で共通のメッセージを発信する啓蒙ラジオCMを作成し、参加各局で連動して放送するほか、各局代表のアンバサダー（TBSラジオ：毒蝮三太夫、文化放送：吉田照美、ニッポン放送：飯田浩司、TOKYO FM：ユージ、J-WAVE：サッシャ、interfm：ロバート・ハリス）がCMでメッセージを伝え、さらに各局の公式SNSやWebサイトでも情報発信を行う[481]。
- 4日 - 【訃報・広島県】1966年に中国放送のアナウンサーとして入社し、ラジオでは、『おはようラジオ』や『なんでもジョッキー』のパーソナリティを務め、2004年に同局を退社してからは『平成ラヂオバラエティごぜん様さま』のパーソナリティを務めた世良洋子がこの日未明、肝臓がんのため入院先の病院で死去（81歳没）[482]。
- 10日 - 13日 -【イベント・東京都】J-WAVEはこの期間、同局夏恒例の音楽&カルチャーイベント「J-WAVE INSPIRE TOKYO 2025 supported by Expedia」を代々木公園イベント広場（東京都渋谷区）をはじめ渋谷・原宿エリア5か所で開催[483]。11日に『DIVE TO THE NEW WORLD』の公開録音を代々木公園イベント広場野外ステージで[484]、12日に『BLUE IN GREEN』（12時 - 15時）、13日に『TOKIO HOT 100』（13時55分 - 16時54分）の公開生放送が東急プラザ原宿「ハラカド」で実施された他[485]、13日には夜ワイド番組『GURU GURU!』初のイベント「J-WAVE INSPIRE TOKYO 2025 supported by Expedia presents GURU GURU! POWER STAGE」がLINE CUBE SHIBUYAで開催された[486]。
- 13日 - 【イベント・神奈川県】ニッポン放送はこの日、リスナー感謝イベント「ラジオビーチ in 三浦海岸2025〜MIURA FUN BEACH〜」を神奈川県三浦市の三浦海岸で開催。三浦海岸に2年ぶりに海水浴場を開設するのを受けて、ニッポン放送と三浦市が協働で海岸のプロデュースをすることから[487]、例年「ニッポン放送 THEラジオパーク in 日比谷」を開催している日比谷公園（東京都千代田区）から場所を移して開催する。当日は9時から14時まで公開生放送を行い、平日午前中ワイド番組を担当する上柳昌彦・飯田浩司・垣花正の3人やアナウンサー陣も登場した[488]。
- 14日 - 【訃報】都立千歳丘高校在学時から『音楽専科』などのロック雑誌に投稿して音楽評論活動を始め、1972年に岩谷宏や橘川幸夫、松村雄策（2022年没）らと共に音楽ミニコミ雑誌『Rockin'on』（後に月刊音楽誌化）を創刊、その後も邦楽専門誌『ROCKIN'ON JAPAN』を創刊する等して音楽ジャーナリズムの発展に尽力、またラジオパーソナリティとしても1970年代よりNHK-FMにて『ヤングジョッキー』『サウンドストリート』『ミュージックスクエア』『ワールドロックナウ』などの音楽番組のディスクジョッキーを担当するなど多彩な活動を通して日本の音楽文化の発信に尽くした出版者・実業家・音楽評論家の渋谷陽一がこの日、誤嚥性肺炎のため死去（74歳没）。訃報は22日に自身が代表を務めたロッキング・オン・ホールディングスより公表された[489][490][491]。
- 21日 - 27日 - 【イベント・大阪府】ラジオ大阪はこの期間、開局67周年を記念したスペシャル企画として、『ラジオ大阪いのち輝くウィーク』を展開。21日から25日にかけ、『万博スタジオからこんにちは』と題して、大阪・関西万博の会場内のサテライトスタジオから同局のワイド番組（月 - 木曜の11時 - 16時55分と金曜の11時 - 16時30分まで）の公開生放送を実施。また、26日と27日には、『弁天町ふるさとフェスティバル』と題して、同局の本社がある大阪ベイタワー（大阪市港区）の2階にあるアトリウム広場に特設ステージを設けて、同局のワイド番組『土曜のお昼は、やっぱり八光!』の公開生放送を実施したほか、ブースも設置し物産品を販売した[492]。
- 22日 -【開局・コミュニティ放送・和歌山県】和歌山県新宮市と三重県南牟婁郡紀宝町の各一部地域を放送エリアとするFM新宮がこの日開局[493]。
- 26日 - 27日 - いずれも【イベント】
  - 【宮城県】東北放送（tbc）はこの2日間、仙台市の後援を得て勾当台公園と錦町公園（いずれも仙台市青葉区）の2か所を会場として震災復興支援イベント『tbc夏まつり2025』を開催[494]。
  - 【愛知県】CBCラジオはこの2日間、久屋大通公園エディオン久屋広場（名古屋市中区）で毎年恒例の『CBCラジオ夏まつり』を開催[495]。
- 27日 - 【イベント・富山県】北日本放送（KNB）はこの日、開局73周年記念イベントとして『KNBサマーフェスティバル2025』を富山市内の同局本社地内にて開催した[496]。
- 31日 -【活動進退・青森県】青森放送（RAB）アナウンサーの橋本莉奈（2020年入社）がこの日付で5年4か月在籍した同局を退社。6月27日に同局のブログで公表された[497]。
- 31日 - 8月2日 - 【イベント・山口県・岡山県・徳島県】TOKYO FM・JFN系のラジオドラマ『NISSAN あ、安部礼司 〜 beyond the average 〜』の企画として、『安部礼司のふれあいドライブ旅2025夏 〜ありがとうをつたえ隊、山口、徳島、岡山へ!〜』をこの期間実施。番組の登場人物、安部礼司（演：小林タカ鹿）と安部優（演：罍陽子、もたい・ようこ）が山口県から岡山県、香川県を経由して徳島県を巡りながら現地のリスナーと交流した他、31日にエフエム山口（FMY）『COZINESS』、8月1日にエフエム徳島『T-Joint』、2日に岡山エフエム放送（FM OKAYAMA）『Ario Happy Saturday』に生出演した[498]。

### 8月
- 2日 - 【訃報】1977年、中央大学卒業後ニッポン放送に入社、『ニッポン放送ショウアップナイター』などのスポーツ実況を主に担当したほか、2006年からは朝のワイド番組『栗村智のおはよう散歩道』『栗村智 あなたと朝イチバン』のパーソナリティを務め、2013年の定年退職後5年間の嘱託契約を経てフリーアナウンサーとして活動していた栗村智がこの日、慢性腎不全で死去（71歳没）。訃報は4日に公表された[499]。
- 9日 - 【開局・コミュニティ放送・埼玉県】埼玉県上尾市と北足立郡伊奈町を放送エリアとするあげおエフエム（通称・あいラジ）がこの日の13時開局[500]。
- 12日 - 【訃報・北海道】STVラジオで1979年から『リクエスト大行進』のパーソナリティを皮切りに、46年間にわたり同局の生ワイド番組のパーソナリティとして出演してきた牧泰昌がこの日死去（73歳没）。訃報は14日にSTVラジオの公式X（旧Twitter）にて伝えられた[501]。
- 14日 - 【不祥事】NHKはこの日までに、ラジオ第2『アナウンサー百年百話』の番組サイトにおいて、1985年8月の日本航空123便墜落事故を取り上げた「歴史を見つめたアナウンサー第4回 日航機墜落事故 原稿を捨てて伝えるとき」（2024年9月25日初回放送）の紹介ページに、別の墜落事故の写真を掲載していたとして、削除した上で謝罪した。NHKによれば、1972年6月の日本航空ニューデリー墜落事故の写真が番組サイトとNHKアーカイブスのサイト内の紹介ページに掲載されており、13日に視聴者からの指摘で判明したという[502][503]。
- 15日 - 【活動進退・近畿広域圏】毎日放送アナウンサーの大吉洋平（2008年入社）がこの日付を以て16年5か月在籍した同局を退職。この後は芸能プロダクション「レプロエンタテインメント」とマネジメント契約を締結してフリーアナウンサーとして活動して行くことも明らかにされている[504]。
- 31日（予定） - 【イベント・東京都】J-WAVE『J-WAVE TOKYO MORNING RADIO』のナビゲーターを務める別所哲也（俳優）が、誕生日のこの日に還暦を迎えるのを記念し、番組イベント「J-WAVE TOKYO MORNING RADIO presents The BESSHOW TIME GOLDEN 60! 〜BIG THANKS TO THE LISTENERS〜」をBLUE NOTE PLACE（東京都渋谷区）で開催予定。当日は別所のほか、ゲストとしてTENDRE（シンガーソングライター）、五条院凌（ピアニスト）、北村蕗（シンガーソングライター）が出演。MCは『JUST A LITTLE LOVIN'』ナビゲーターの中田絢千（なかた・あやか、モデル・女優）が務める[505]。

### 9月
- 6日（予定） - 【イベント・東京都】朝日放送ラジオと吉本興業による共同制作の番組『がっちゃんこ』の初めてのリアルイベント『がっちゃんこ総会』がこの日、渋谷よしもと漫才劇場（東京都渋谷区）で開催予定。なお、このイベントでは、番組レギュラー陣のうちナイチンゲールダンスが欠席となる[506]。
- 8日（予定） - 【イベント・神奈川県】ニッポン放送の主催・プロデュースで、「何が起こるか“未定”、いま“見てぇ”対バンシリーズ」をコンセプトに据えた新たな対バンイベントシリーズとして、『未定』が始動することになり、その第1弾として、グループ魂とTHE KEBABSが共演する『未定 vol.1 グループ魂×THE KEBABS』が、この日、KT Zepp Yokohama（横浜市西区）で開催予定[507]。
- 12日（予定） - 【イベント・東京都】TOKYO FM・JFN系のトーク番組『ディア・フレンズ』が本年4月で放送開始30周年を迎えたのを記念して、ライブ・トークイベント『ディア・フレンズ30th Anniversary LIVE』をI'M A SHOW（有楽町マリオン内・東京都千代田区）で開催予定。司会はパーソナリティの坂本美雨（歌手）が担当し、ゲストに竹原ピストル（同）が出演予定[508]。
- 15日（予定） - 【イベント】
  - 【沖縄県】ニッポン放送『オードリーのオールナイトニッポン』の番組イベントとして『オードリーのオールナイトニッポン通常回inうまんそーれ沖縄』が、沖縄コンベンションセンター（沖縄県宜野湾市）劇場棟で開催予定[509]。
  - 【大阪府】朝日放送ラジオ『ツギハギ』の月曜日に放送されている『ヤーレンズのダダダ団!』の初めての番組イベントとして『ヤーレンズのダダダ団!決起集会』がABCホール（大阪市福島区）で開催予定。出演はパーソナリティを務めるヤーレンズの他、番組のパートナーを不定期で務めているファーストサマーウイカと小林麗菜もゲストとして出演する[510][511]。
- 21日（予定） - 【イベント・埼玉県】文化放送・NRN系『水樹奈々 スマイルギャング』が3月末で放送1200回を迎えたのを記念し、同番組としては10年ぶりとなるイベント「集まれ! 1!2!3!4! スマギャン祭り!!」を大宮ソニックシティ大ホール（さいたま市大宮区）で開催予定。当日はパーソナリティの水樹奈々（声優・歌手）と福圓美里（声優）が番組の歴史を振り返るほか、水樹の生歌コーナーや来場者参加企画も実施する[512]。
- 27日（予定） - 【イベント・東京都】TOKYO FM『喋るズ』の番組イベントとして、火曜日パーソナリティを務める橋本直（銀シャリ）の誕生祭を兼ねた『喋るズ 全員集合SP 橋本直生誕祭 〜まわす奥田に、リリー&嶋佐が乾杯し、ヒコロヒーが華添えて、レインボーが抱きしめる〜』がルミネtheよしもと（東京都新宿区）で開催予定[513]。
- 月末（予定） - 【活動進退・熊本県】熊本放送（RKK）アナウンサーの糸永有希（2015年入社）は、当月末を以て10年半在職した同局を退職予定。退職後は東京へ進出してフリーアナウンサーに転身する意向であることを表明している[514]。

### 10月
- 1日（予定） - 【配信サービス】NHKは、これまでは「任意業務」だったインターネット活用業務が、放送法改正によって10月から「必須業務」になることを受け、新たな国内向けインターネットの配信サービス『NHK ONE』の提供を開始。10月から新設するWebサイトは、NHKの総合テレビとEテレの番組の同時配信や、1週間の見逃し配信、ニュースの記事や動画などの各種サービスを統合。インターネットを通じて、いつでもどこでも利用することが可能。スマートフォンやスマートテレビのアプリについては、「NHKプラス」「ニュース・防災」「for School」の3つについて後継アプリへサービスを移行。「ラジオ」アプリ（らじる★らじる）と「語学」アプリは継続し、合計5つのアプリを提供する[515]。
- 19日（予定）
  - 【イベント】
    - 【東京都】TOKYO FMは、東京都渋谷区各所で開催の音楽イベント「第20回渋谷音楽祭2025〜Shibuya Music Scramble〜」（18日・19日）の一環として開催する恒例のリスナー感謝イベント「TOKYO FM リスナー感謝祭 in 渋谷音楽祭2025」をこの日開催予定。この中でライブイベント「TOKYO FM LIVE in 渋谷音楽祭」をLINE CUBE SHIBUYAで開催する。出演はAKASAKI（シンガーソングライター）、こっちのけんと（マルチクリエイター、『G-SHOCK presents THE MOMENT』パーソナリティ）、超学生（歌手、AuDee CONNECT内『超学生の仮面を脱ぐ夜』パーソナリティ）。MCは『エンタメPalette!!』パーソナリティのNakamu（クリエイター）、安藤咲良（フリーアナウンサー）が務める[516]。
    - 【福岡県】九州朝日放送（KBCラジオ）で月曜から木曜に放送されている『アサデス。ラジオ』と金曜に放送されている『ポジモン!』の内包番組である『島田洋七の朝から言わせろ!』の放送開始15周年を記念したトークイベント『にしき堂presents KBCラジオ島田洋七の朝から言わせろ!祝15周年 笑って泣いて現世で言わせろ!』が福岡国際会議場メインホール（福岡市博多区）で開催される予定[517]。
- 25日（予定） - 【イベント・大阪府】ラジオ大阪の主催で、毎年、11月23日の勤労感謝の日に開催されている『OBCラジオまつり ふれあい広場』の開催日をこの日に変更したうえで、会場も扇町公園（大阪市北区）に変更して、開催される[518]。
- 26日（予定） - 【イベント・神奈川県】ニッポン放送『山田裕貴のオールナイトニッポン』の番組イベントとして、『山田裕貴のオールナイトニッポン ドラゴンフェニックス甲子園』が横浜アリーナ（横浜市港北区）で開催予定。このイベントには、歌のゲストとしてスキマスイッチ、Kep1er、Aogumoが、トークゲストとして勝地涼がそれぞれ出演する[519][520]。

### 11月
- 月内（予定）- 【開局・コミュニティ放送・東京都】東京都福生市と羽村市を放送エリアとするradio234（通称・Hello FM）が開局予定。当初の予定では夏開局予定であったが、放送エリア内の詳細の電波調査を行う必要があることを理由に延期されていた[521]。

### 12月
- 1日・8日・15日（予定） - 【停波・実証実験】一部の局を除くAMラジオ事業者が進めているAM放送からFM放送への転換に際し、総務省からの特例措置を受けて、停波の第2次実証実験を14の放送事業者でこの日より順次開始、2026年10月31日まで実施する。なお、第1次実証実験を行っている13の放送事業者においても期間を2026年9月30日まで延長し、AM放送の減力放送・停波を実施する予定[522]。なお停波期間中も一部のAM局では本局を通じて聴取できるほか、FM補完中継局やradiko等を利用した聴取も引き続き可能である。この月から新たに開始する放送局は以下の通り。
  - 【岩手県】IBC岩手放送では、停波対象に宮古中継局を追加し1日より実施。
  - 【福島県】ラジオ福島（rfc）では、原町中継局の停波を1日より実施。
  - 【栃木県】栃木放送（CRTラジオ）では、宇都宮本局および足利・那須の両中継局の停波を1日より実施[523]。
  - 【茨城県】LuckyFM茨城放送では、停波対象に水戸本局を追加し、1日より実施。
  - 【新潟県】新潟放送（BSNラジオ）では停波対象を追加、塩沢・小出両中継局を1日より、十日町中継局を8日より、糸魚川中継局を15日より、それぞれ停波を実施。
  - 【長野県】信越放送（SBCラジオ）では、上田・佐久・軽井沢の各中継局の停波を1日より実施。
  - 【中京広域圏】CBCラジオでは、豊橋・新城・中津川・下呂・上野の各中継局の停波を1日より実施。また同日より尾鷲中継局はCBCラジオ・東海ラジオ双方共に新たに停波を実施する。
  - 【鳥取県】山陰放送（BSSラジオ）では、倉吉中継局の停波を1日より実施。
  - 【香川県】西日本放送（RNCラジオ）では、丸亀・白鳥両中継局の停波を1日より実施。
  - 【徳島県】四国放送（JRTラジオ）では、日和佐中継局を1日より、牟岐中継局を8日より、それぞれ停波を実施。また池田中継局は2026年1月19日からの停波に向けて15日より減力放送を開始する。
  - 【愛媛県】南海放送（RNBラジオ）では停波対象を追加、大洲・御荘両中継局を1日より停波を実施。また松山本局は2026年2月10日からの停波に向けて1日より減力放送を開始する。
  - 【長崎県】長崎放送（NBCラジオ）では、停波対象に諫早中継局を追加し、1日より実施。
  - 【熊本県】熊本放送（RKKラジオ）では停波対象を追加、阿蘇・人吉御荘両中継局を1日より停波を実施。
  - 【大分県】大分放送（OBSラジオ）では、中津中継局の停波を1日より実施。
  - 【宮崎県】宮崎放送（MRTラジオ）では、都城・小林・日南の各中継局の停波を1日より実施。
  - 【静岡県】静岡放送（SBSラジオ）では三島・御殿場・富士宮の各中継局の停波を8日より実施。
- 14日（予定） - 【イベント】TOKYO FM・JFN系のラジオドラマ『NISSAN あ、安部礼司 〜 beyond the average 〜』のリスナー参加型イベントをこの日、首都圏某所で開催予定。6月8日の番組放送内で発表された[524]。

### 年内
- 年内（予定） - 【イベント・東京都】TOKYO FMは、平日のワイド番組『山崎怜奈の誰かに話したかったこと。』『Skyrocket Company』の2番組合同による公開生放送イベントを日本武道館（東京都千代田区）にて開催予定。当初は1月7日に開催予定だったが[525]、2024年10月31日の時点で「制作上の都合」により開催が延期された[526]。

## 節目

### 開局
- 4月1日
  - 東海ラジオ放送（名古屋局）開局65周年
  - エフエム大阪開局55周年[注 40]
  - エフエム秋田開局40周年
  - 富山エフエム放送（FMとやま）開局40周年
  - エフエム石川開局35周年
- 4月26日 - エフエム東京（TOKYO FM）開局55周年
- 6月1日 - 三重エフエム放送（レディオキューブFM三重）開局40周年
- 7月1日 - ラジオ沖縄（ROK）開局65周年[注 41]
- 7月15日 - エフエム福岡開局55周年[注 42]
- 10月1日
  - エフエム岩手開局40周年
  - エフエム群馬開局40周年
  - 兵庫エフエム放送（Kiss FM KOBE）開局35周年[注 43]
  - エフエム大分開局35周年
  - エフエム福島（ふくしまFM）開局30周年
- 10月16日 - FM COCOLO開局30周年[注 44]
- 11月1日 - エフエム熊本開局40周年[注 45]
- 12月1日 - エフエム山口開局40周年
- 12月20日 - 横浜エフエム放送（FMヨコハマ）開局40周年

### 記念回
7000回
- おはよう定食・おはよう一直線（2月3日、TBSラジオ）[注 46] ※3月31日終了

1800回
- ゴッドアフタヌーン アッコのいいかげんに1000回（6月28日、ニッポン放送）

1700回
- 山下達郎のサンデー・ソングブック（5月11日、エフエム東京）

1200回
- 水樹奈々 スマイルギャング（3月30日、文化放送）

1000回
- THE SEITARO★RADIO SHOW「1700」（1月9日、エフエムナックファイブ）[527]
- Otona no Radio Alexandria（1月29日、InterFM897・ジャパンエフエムネットワーク）[528]
- 安住紳一郎の日曜天国（2月2日、TBSラジオ）[529]
- NISSAN あ、安部礼司 〜 beyond the average 〜（6月8日、エフエム東京）[530]

900回
- 爆笑問題の日曜サンデー（8月10日、TBSラジオ）

800回
- オードリーのオールナイトニッポン（6月29日<28日深夜>、ニッポン放送）[531]

500回
- yes!〜明日への便り〜（3月29日、エフエム東京）※この日をもって終了[532]。
- GRAND MARQUEE（4月14日、J-WAVE）[533]
- 土曜ワイドラジオTOKYO ナイツのちゃきちゃき大放送（5月3日、TBSラジオ）[534]
- 福山雅治 福のラジオ（6月28日、エフエム東京）[535]

300回
- Lyrical school minanのLet's チルアウト（1月25日、エフエム群馬）※3月29日終了[536]。
- 春風亭一之輔 あなたとハッピー!（2月28日、ニッポン放送）
- 乃木坂46のオールナイトニッポン（3月27日<26日深夜>、ニッポン放送）

200回
- ベルク presents 乃木坂46の乃木坂に相談だ!（1月24日、エフエム東京）[537]
- おと、をかし（1月25日、エフエム東京）[538][注 47]
- タイムちゃん（1月28日、エフエム富士）[539][注 48]
- 乃木坂46 佐藤楓の公式でんちゃんねる（4月26日、東海ラジオ放送）[541] ※5月3日終了

100回
- あばれる君のイグニッション ラジオタイム（2月22日 - 、かしわプロダクション）[542]
- 金曜ワイドラジオTOKYO えんがわ（2月28日、TBSラジオ）
- セブン銀行 presents エバンジェリストスクール!（2月28日、エフエム東京）[543]
- MIE color trip（3月14日、三重エフエム放送）※3月28日終了

### その他
- 3月1日 - 1925年に社団法人東京放送局が「試験送信」の名目で中波放送を開始して100年。

## 主な放送番組

### 開始番組

#### 2025年1月放送開始
文化放送
- 2日 - 結城さくなにツインテールが似合うまで!（出演：結城さくな。木曜 19:30 - 20:00）[544]
- 3日 - ウナギ・サヤカの査定してやるよ〜!（出演：ウナギ・サヤカ、清野茂樹。金曜 22:00 - 22:30）[545]

エフエム東京
- 4日 - BABYMETALのメタラジ!（出演：BABYMETAL。土曜 19:30 - 19:55）[546]
- 5日 - SGC presents BEGINのくがにちんだみ（出演：BEGIN。日曜 8:00 - 8:30）[547]
- 6日 - 喋るズ（出演：レインボー（月曜）、橋本直（銀シャリ）、奥田修二（ガクテンソク）（火曜）、リリー（見取り図）、嶋佐和也（ニューヨーク）（水曜）、ヒコロヒー（木曜）。月 - 木曜 20:00 - 20:55）[25]

エフエムナックファイブ
- 5日 - Cheerful Cheers!（出演：保田圭、和田明日香。日曜 12:00 - 12:55）[23][24]

九州朝日放送
- 5日 - ≠ME冨田菜々風とザ・マミィ林田のこけけ!（出演：冨田菜々風（≠ME）、林田洋平（ザ・マミィ）。日曜<土曜深夜> 0:00 - 0:30）[548]

#### 2025年3月放送開始
エフエム北海道
- 31日
  - Start me up!（出演：猪飼雄一。月 - 木曜 9:00 - 11:00）
  - Tip Hop（出演：松尾亜希子、箕輪直人。月 - 木曜 12:00 - 13:55）
  - 1400（出演：阿野洋介〈月 - 木曜〉、アライヒカリ〈月・火曜〉、小俣彩織〈水・木曜〉、秘蔵。月 - 木曜 14:00 - 15:55）
  - Pleasure Palette（出演：西川賢〈月 - 木曜〉、miku〈月曜〉、mitsuki〈火曜〉、OCHIYO〈水曜〉、Lalami〈木曜〉。月 - 木曜 16:00 - 17:50）
  - WAKU WAKU（出演：坂口紅羽〈月曜〉、暁夢〈火曜〉、浦谷くじら〈水曜〉、御田真司〈木曜〉。月 - 木曜 18:00 - 19:30）
  - G' VIBES（出演：DJ MOMO〈月曜〉、Möö$〈火曜〉、REALIZE INTERNATIONAL〈水曜〉、DJ BRAVE〈木曜〉。月 - 木曜 20:00 - 21:00）

文化放送
- 31日
  - HENNGE presents BIZ-TECH Lounge（出演：小椋一宏。月曜 20:00 - 20:30）
  - Aile The ShotaのLOVERADIO（出演：Aile The Shota。月曜 22:40 - 22:50）

ニッポン放送
- 31日 - 大沢あかね LUCKY 7 supported by 犬塚製作所（出演：大沢あかね。月 - 金曜 21:50 - 21:57）

エフエム富士
- 2日（1日深夜） - TREND WAVE（出演：橋本梨菜、七嶋舞。日曜<土曜深夜> 0:00 - 0:30）[550]

新潟放送
- 31日 - 夕やけラジオ〜今日も一日おつかれさん〜（出演：坂部友宏、工藤淳之介。月 - 木曜 18:00 - 18:30）

三重エフエム放送
- 31日 - つながるジカン（出演：代田和也〈月・火曜〉、宮原えりか〈水 - 金曜〉。月 - 金曜 17:00 - 18:55）

朝日放送ラジオ
- 31日 - ジョックロックのミッドナイトフットボール（出演：ジョックロック。月曜 23:30 - 翌0:00）

ラジオ大阪
- 31日 - 藤川貴央のちょうどえぇラジオ（出演：藤川貴央。月 - 木曜 9:00 - 11:00）[117]

京都放送
- 31日
  - となりの森谷さん（出演：森谷威夫〈月 - 木曜〉、アルミカン〈月曜〉、イルローザ〈火曜〉、松尾依里佳〈水曜〉、真輝志〈木曜〉。月 - 木曜 10:00 - 14:00）
  - 門川大作の共汗ラジオ（出演：門川大作、海平和。月曜 18:30 - 19:00）
  - 高松伸の建築物語II（出演：高松伸、佐藤彩加。第1・第3月曜 20:30 - 21:00）

#### 2025年4月放送開始
NHKラジオ第1放送
- 19日 - 蔵出し名人会（出演：水谷彰宏。第3・第4・第5土曜 19:25 - 19:50）

STVラジオ
- 4日 - ラジオノマド（出演：じゅんぺい（しろっぷ）、今朝丸仁美。金曜 13:00 - 16:45）

エフエム北海道
- 3日（2日深夜） - 花田実咲のG'Anime station（出演：花田実咲。木曜<水曜深夜> 1:00 - 1:30）

TBSラジオ
- 1日
  - Brand-New Morning（出演：大島由香里（月 - 木曜）、酒井一圭（純烈、金曜）。月 - 金曜 5:00 - 6:30）
  - SCALP D presents 那須川天心のかんきもラジオ（出演：那須川天心、近藤夏子。火曜 22:00 - 22:55）
- 2日 - 佐倉綾音 論理×ロンリー（出演：佐倉綾音。水曜 22:00 - 22:55）
- 3日
  - WILD BLUEのわぶらじ（出演：WILD BLUE。木曜 22:00 - 22:55）
  - 秘密諜報員みなみかわ（出演：みなみかわ。木曜 23:00 - 23:30）
- 4日 - 今田耕司のお耳拝借!金曜日（出演：今田耕司、良原安美。金曜 8:30 - 11:00）
- 5日 - 丹生明里 HAPPY CARAVAN（出演：丹生明里。土曜 19:00 - 19:30）
- 6日
  - 芹ゆう子 お気づきかしら(仮)（出演：芹ゆう子（安住紳一郎）。日曜 5:05 - 5:15）
  - 宮舘涼太のロイヤルサロン（出演：宮舘涼太（Snow Man）。日曜 18:00 - 18:30）
- 7日 - コジ10 小島秀夫の「最高の10時にしよう」（出演：小島秀夫。月曜 22:00 - 22:55）

文化放送
- 1日
  - （3月31日深夜）
    - 荒牧慶彦 RADIO 2.5（出演：荒牧慶彦、田中朝陽。火曜<月曜深夜> 2:00 - 2:30）
    - おはミュ!（出演：マンネやねん!。火<月曜深夜> - 金曜<木曜深夜> 4:30 - 4:44）

  - ラブライブ!サンシャイン!! Aqoursの永久ホームルーム（出演：Aqours。火曜 22:40 - 22:50）
- 2日（1日深夜）
  - ReHacQ R大学 教養学部（出演：高橋弘樹。水曜<火曜深夜> 2:00 - 2:30）
  - 花宮莉歌の恋して♡らじお（出演：花宮莉歌。水曜<第1火曜深夜> 3:00 - 3:30）
- 16日（15日深夜） - Crazy Raccoon Radio（出演：Crazy Raccoon。水曜<第3火曜深夜> 3:00 - 3:30）

ニッポン放送
- 26日（25日深夜） - &TEAMのオールナイトニッポンX（出演：&TEAM。土曜<最終金曜深夜> 0:00 - 0:58）

LuckyFM茨城放送
- 4日 - Golden Rule of Beauty（出演：Hiroki、宮澤佐江。金曜 19:00 - 19:30）
- 5日
  - LuckyFes×BARKS Radio（出演：DJ DRAGON。土曜 21:00 - 21:30）
  - Rock’N’ Roll Journey（出演：橋満克文。土曜 23:00 - 23:30）
- 6日 - CANDY TUNE桐原美月の青色RADIO（出演：桐原美月（CANDY TUNE）。日曜 11:00 - 11:30）

エフエム東京
- 1日
  - My First Music（出演：週替りパーソナリティ。月 - 木曜 16:50 - 17:00）【JFN38局時差ネット】
  - シアーミュージック presents しらスタのボイトレディオ（出演：しらスタ、岸洋佑。火曜 21:00 - 21:30）
  - シャルム・ワンダー・スペース（出演：lia（shallm）。火曜 21:30 - 21:55）
- 5日
  - The Legends with George Williams（出演：ジョージ・ウィリアムズ。土曜 7:00 - 7:25）
  - 鞘師里保のライフアップ・チョイス（出演：鞘師里保。土曜 9:30 - 9:55）
  - サントリーウエルネス presents ますだおかだのココキク!〜心に効くかもしれない話〜（出演：ますだおかだ。土曜 11:00 - 11:25）
  - DEAN FUJIOKA New Calendar（出演：ディーン・フジオカ。土曜 12:00 - 12:30）
  - SHO TIME AuDee 2025（出演：赤木ひろこ。土曜 15:50 - 16:00）
  - No BUDDiiS（出演：BUDDiiS。土曜 21:00 - 21:30）
- 6日
  - エンタメPalette!!（出演：Nakamu、安藤咲良。日曜 5:00 - 5:55）
  - 笹川平和財団 presents The Power of Not Knowing（出演：関根麻里。日曜 7:00 - 7:30）
  - 菊池風磨 hoursz（出演：菊池風磨（timelesz）。日曜 11:00 - 11:30）【JFN38局ネット】
- 14日 - NiziU LOCKS!（出演：NiziU。第2月 - 木曜 22:15頃 - ）【JFN38局ネット】

J-WAVE
- 1日（3月31日深夜） - COMMON GROUND（火<月曜深夜> - 金曜<木曜深夜> 2:00 - 3:00）
- 5日 - KDDI LINKSCAPE（出演：TENDRE、田中シェン。土曜 16:00 - 16:54）

エフエムナックファイブ
- 1日 - Sakurashimejiとハモって。（出演：Sakurashimeji。火曜 11:35 - 11:45）
- 2日（1日深夜）- 彩青の音緒 昭和っぷ!（出演：彩青。 水曜<火曜深夜> 0:30 - 1:00）
- 4日（3日深夜） - Kannaの16号線ナイト・フィーバー（出演：Kanna。金曜<木曜深夜> 1:40 - 2:00）
- 5日
  - DAMD presents Happy Sound Effect（出演：Happy だんばら、Fog Lamps。土曜 11:00 - 11:15）
  - ベリーグッドマンRoverのしゃべろ場（出演：Rover（ベリーグッドマン）。 土曜 21:00 - 21:30）
- 6日
  - INNOCENT SALON（出演：河邑ミク。 日曜 8:00 - 12:00）
  - NACKアフィラジ（出演：渚カオリ、葉山カナ、寺坂ユミ他（純情のアフィリア）。 日曜 23:30 - 翌0:00）
- 7日（6日深夜）- ラナメリサのきいてよベイベー（出演：ラナメリサ。 月曜<日曜深夜> 0:00 - 0:30）

ベイエフエム
- 3日（2日深夜） - 乃木坂46 小川彩のbaby baby maybe（出演：小川彩（乃木坂46）。木曜<水曜深夜> 0:00 - 0:30）[552]
- 5日
  - （4日深夜）由薫のFRIDAY NIGHT DIVER（出演：由薫。土曜<金曜深夜> 0:00 - 0:27）[553]
  - 山口智子 ベサメムーチョ -Bésame Mucho-（出演：山口智子。土曜 18:00 - 18:29）[554]
  - 京成電鉄 presents 中島健人のエヌトワ（出演：中島健人。土曜18:30 - 18:57）[555]

静岡エフエム放送
- 4日 - K-MIX Slow-City（出演：牧村一穂。金曜 11:30 - 14:00）

CBCラジオ
- 6日 - ドールプレゼンツ 棚橋弘至のエナジータイム（出演：棚橋弘至。日曜 20:30 - 21:00）

東海ラジオ放送
- 3日（2日深夜） - Radi Pal-ラジパル-（出演：にしざわひろ。木曜<水曜深夜> 2:00 - 3:00）
- 6日 - アニマニオンエア!（出演：茉白実歩。日曜 23:30 - 翌0:00）

ZIP-FM
- 5日（4日深夜） - DANCE BEAT EXPLOSION（出演：MEGURU。土曜<金曜深夜> 0:00 - 2:00）

朝日放送ラジオ
- 1日（3月31日深夜） - がっちゃんこ（出演：素敵じゃないか、オダウエダ（火曜（月曜深夜））、ナイチンゲールダンス、そいそ〜す（水曜（火曜深夜））、カラタチ、シンクロニシティ（木曜（水曜深夜））、ケビンス、生ファラオ（金曜（木曜深夜））、20世紀、バッテリィズ（土曜（金曜深夜）。火<月曜深夜> - 土曜<金曜深夜> 2:00 - 3:00）
- 6日 - こたけ正義感の聞けば無罪（出演：こたけ正義感。日曜 22:00 - 22:30）

ラジオ大阪
- 4日 - 〜ときめきラジオ〜 若宮テイ子のハッピー・パラダイス（出演：若宮テイ子。金曜 9:00 - 11:00）
- 5日 - 土曜のお昼は、やっぱり八光!（出演：月亭八光。土曜 13:00 - 15:00）

エフエム大阪
- 2日 - Aぇ! group小島健のラジキング（出演：小島健（Aぇ! group）。水曜 18:30 - 19:00）

FM802・FM COCOLO
- 1日 - DAYBREAK（出演：飯室大吾（月・火曜）、西田新（水 - 金曜）。月 - 金曜 5:00 - 7:00（FM802は6:00まで））
- 4日 - RADIO ANTHEMS（出演：深町絵里。金曜 18:00 - 20:00）

FM802
- 5日（4日深夜） - RIVERSIDE IN YOUR HEART（出演：岡田夏旺、中島大静（隔週交代）。土曜<金曜深夜> 3:00 - 5:00）
- 6日 - NEO(N)POP（出演：豊田穂乃花。日曜 19:00 - 21:00）

FM COCOLO
- 1日
  - GOOD MO-NII（出演：仁井聡子。月 - 木曜 7:00 - 11:00）
  - Radio beyond Borders（出演：西田新（月曜）、古家正亨（火曜）、藤田琢己（水曜）、西任暁子（木曜）。月 - 木曜 21:00 - 22:00）
- 4日
  - MAG:NET FRIDAY（出演：加美幸伸。金曜 11:00 - 16:00）
  - 演劇宣言 The Show Begins!（出演：野上祥子、池田なみ子。金曜 21:00 - 22:00）

九州朝日放送
- 4日 - ポジモン!（出演：長岡大雅。金曜 6:30 - 12:00）

ジャパンエフエムネットワーク
- 1日 - 昭和サウンドマップ（出演：酒井一圭（純烈））[556]
- 2日 - すとぷりころんのSTPRhythm!!（出演：ころん（すとぷり））[557]
- 5日
  - （4日深夜）ウチらのイイブン！（出演：すがちゃん最高No.1（ぱーてぃーちゃん）、パパラピーズ（1週目）、あいさ（2週目）、エレガント人生（3週目）、栗田航兵（OCTPATH、4週目）。土曜<金曜深夜>  3:00 - 5:00）
  - Music Ride Story（出演：山口智充、白宮エリー）[558]
- 8日（7日深夜） - ぐちつぼゲェム部（出演：ぐちつぼ。火曜<月曜深夜> 2:45 - 3:00）[559]

#### 2025年5月放送開始
エフエム東京
- 3日 - SPORTLIGHT（出演：アミューズスポーツエージェンシー所属アスリート（週替わり）、永島優美。土曜 11:30 - 11:55）[246]
- 8日（7日深夜）- ストグラ広報室（出演：月替わり。木曜<水曜深夜>  3:00 - 3:30）[560]

J-WAVE
- 3日（2日深夜）- THE NICHE WORKBOOK（出演：市川紗椰。土曜<金曜深夜> 1:30 - 2:00）[244]

東海ラジオ放送
- 10日 - 乃木坂46 岡本姫奈のおかひな時間（出演：岡本姫奈（乃木坂46）、マーナイス鈴木。土曜 11:30 - 12:00）[561]

エフエム大阪
- 3日 - “推したい夢”超ときめき♡宣伝部のめっちゃわかりみ〜!!（出演：超ときめき♡宣伝部。土曜 9:30 - 9:55）[562]

エフエム長崎・エフエム宮崎
- 10日 - KOTORIの「遠き山に陽は落ちて」（出演：KOTORI。土曜 19:30 - 19:55）[563]

#### 2025年6月放送開始
TBSラジオ
- 7日 - 杉本琢弥のVAVAVA（出演：杉本琢弥。土曜 18:00 - 18:30）[564]

エフエム佐賀
- 1日
  - （5月31日深夜）FREE（日曜<土曜深夜> 1:00 - 6:00 ほか）
  - MUSIC ASSORT（日曜 6:00 - 7:00 ほか）
  - CLOSE UP ARTIST（日曜 8:00 - 8:30 ほか）
- 2日 - FAVORITE TIME（月 - 木曜 12:00 - 12:55）

#### 2025年7月放送開始
エフエム北海道
- 5日 - LiLiCoのスウェーデン通信（出演：LiLiCo。土曜 9:50 - 10:00）[565][注 49]

秋田放送
- 4日 - ≠ME永田詩央里のけれけれ（出演：永田詩央里（≠ME）。金曜 23:30 - 翌0:00）[566]

TBSラジオ
- 5日 - room no.1007（出演：中村あゆみ、hitomi、土屋アンナ。土曜 17:00 - 17:30）[567]

文化放送
- 3日（2日深夜） - AKB48伊藤百花と花田藍衣のひと“花”咲かせたいっ！（出演：伊藤百花、花田藍衣。水曜<火曜深夜> 1:00 - 1:30）[568]
- 5日
  - （4日深夜）鬼越トマホーク 深夜の弾痕（出演：鬼越トマホーク、プレステージ専属セクシー女優（隔週替わり）。土曜<金曜深夜> 1:30 - 2:00）[569]
  - 会社員natsucoトロット歌ってます（出演：natsuco。土曜 19:30 - 20:00）[570]

ニッポン放送
- 8日（7日深夜） - FRUITS ZIPPERのオールナイトニッポンX（出演：FRUITS ZIPPER。火曜<月曜深夜> 0:00 - 0:58）

interfm
- 3日（2日深夜） - Root mimiのminiじゃなくてmimiだよラジオ（出演：Root mimi。木曜<水曜深夜> 1:30 - 2:00）[571]

エフエム東京
- 3日 - 鷹の爪団の人工知能ちょっと来い! 〜AIを使って世界征服じゃ!〜（出演：FROGMAN、花奈澪。木曜 21:30 - 21:55）[572]
- 5日 - 東芝ライフスタイル アイナ・ジ・エンドの「ほな、また」（出演：アイナ・ジ・エンド。土曜 18:00 - 18:30）[573]
- 6日（5日深夜） - 帝乃三姉妹は案外、おしゃべり。（出演：天海由梨奈、古賀葵、青山吉能。日曜<土曜深夜> 2:30 - 3:00）

エフエムナックファイブ
- 5日 - 宅見将典「夢音Journey」（出演：宅見将典。土曜 23:00 - 23:30）[574]

信越放送
- 5日 - シナノカメラ工業／LiTAS PRESENTS TOMO-ZOのファンタジーボイス（出演：TOMO-ZO（Gacharic Spin）。第1 - 第4土曜 18:45 - 19:00）[575]

エフエム愛媛
- 5日 - 愛媛オレンジバイキングスの沸かしてなんぼ!（出演：ゆめ、古野拓巳、愛媛オレンジバイキングス選手他。土曜 18:00 - 18:30）[281]

RKB毎日放送
- 6日 - 関智一・冨士原圭希の変身ラジオ（出演：関智一、冨士原圭希。日曜 23:00 - 23:30）

エフエム佐賀
- 4日 - Enjoy!リトルアイランド（出演：大坪紗耶。金曜 13:30 - 14:00）[576]

エフエム沖縄
- 2日 - アイドルガタリ（出演：浜川結琳、歌嶺京。水曜 21:25 - 21:55）[577]

#### 2025年8月放送開始
エフエム東京
- 1日 - WEEKLY ARTIST FILE（出演：鬼頭由芽。金曜 23:00 - 23:55）【JFN38局ネット】[578]
- 3日 - SOUL & ROOTS（出演：渡辺志保。日曜 23:00 - 23:55）【JFN38局ネット】

エフエム香川
- 2日 - はなまるうどん presents うううどん ううどん うううどん（出演：波多野裕文、鍛治匠。土曜 19:00 - 19:30）[579]

### 終了番組

#### 2025年1月放送終了
ニッポン放送
- 4日 - 中居正広 ON&ON AIR[34][33][注 50]

#### 2025年3月放送終了
NHK-FM放送
- 28日 - KABUKI TUNE[113]

STVラジオ
- 28日
  - COCONO Sラジ
  - 吉川のりお スーパーLIVE

エフエム秋田
- 25日 - ビジネスマン 高橋航[380]

TBSラジオ
- 29日 - 明日へのエール
- 30日（29日深夜） - エレ片のケツビ!
- 31日 - おはよう定食・おはよう一直線[43]

文化放送
- 28日
  - （27日深夜）ARTIST FC
  - 桂宮治のザブトン5

ニッポン放送
- 29日 - 藤ヶ谷太輔 Peaceful Days

LuckyFM茨城放送
- 28日  - 鈴華ゆう子のJapanese Treasures[580]
- 29日 - 土曜の漢...村田智史[581]

エフエム東京
- 29日
  - 三菱重工 presents 永野芽郁 明日はどこ行こ?[582]
  - シティポップ レイディオ[133]
  - Grand SEIKO Presents My Time My Story
  - yes!〜明日への便り〜[532]
  - 日本直販 presents WHITE SCORPIONのトリセツ[583]
- 30日
  - （29日深夜）ANISON EXPO supported by Bandai Namco Music Live[584]
  - りいちゃんの相談窓口[585]
  - Oggi otto Music Shampoo[145]
- 31日 - SUZUKI No.1 FACTORY[151]

エフエム群馬
- 29日　- lyrical school minanのLet's チルアウト

J-WAVE
- 27日（26日深夜） -  JUMP OVER[108]
- 29日
  - （28日深夜）FAV COLLECT CLUB -OMIYUNO SUKI SHU SHU CLUB-
  - au FG LIFETIME BLUES[注 13]
  - ORIENT STAR TIME AND TIDE[137]

エフエムナックファイブ
- 26日（25日深夜） - Goo Goo Radio
- 28日 - 中川大志のConnected Base[120]
- 30日 - Sunday Audio Show〜アナと日曜のパーマ〜
- 31日（30日深夜） - 花冷え。の今夜もお先に失礼します。[586]

静岡エフエム放送
- 28日 - K-MIX FRIDAY CABIN[397]
- 30日（29日深夜）- 川﨑玲奈の踊るラジオシャドウ[587]

東海ラジオ放送
- 30日 - かにタク言ったもん勝ち

三重エフエム放送
- 27日 - ゲツモク![588]
- 28日
  - MIE color trip
  - マジックアワー[123]

朝日放送ラジオ
- 29日 - 土曜日やんなぁ?
- 30日（29日深夜） - 霜降り明星のだましうち!

ラジオ大阪
- 28日
  - 藤川貴央のニュースでござる[117]
  - オトナ女子モーニングワイド ハッピー・プラス[117]
  - OBCグッドアフタヌーン!金曜お昼は、めっちゃ方正!
- 29日
  - 土曜の午後は、トコトンほんこん!
  - 司馬遼太郎短篇傑作選

FM802
- 29日 - Living room 802
- 30日 - Grace Place

FM COCOLO
- 29日 - SATURDAY MAGNIFICENT CAMP

ラジオ関西
- 28日 - 桑原由気と本渡楓のパリパリパーリィ☆
- 29日（28日深夜） - 小野坂・秦の8年つづくラジオ

宮崎放送
- 28日 - アンクル・マイクのビューティフルモーニング

ジャパンエフエムネットワーク
- 29日（28日深夜） - やまだひさしのラジアンリミテッドF[125]
- 30日 - COAST TO COAST[589]

#### 2025年4月放送終了
InterFM897
- 21日 - めるべあちゃんのとろけるラジオ[590]

エフエム長崎
- 27日 - 大宮陽和の夜を照らす月[591]

#### 2025年5月放送終了
東海ラジオ放送
- 3日 - 乃木坂46 佐藤楓の公式でんちゃんねる[592][注 51]

エフエム鹿児島
- 31日 - 山形屋DAYパートナー

#### 2025年6月放送終了
TBSラジオ
- 29日 - 石橋貴明のGATE7[593]

エフエム愛媛
- 28日 - 愛大病院 PRESENTS Dr.杉ちゃんのウィークエンドクリニック[594]

ジャパンエフエムネットワーク
- 13日 - 国分太一 Radio Box[276][注 52]

#### 2025年7月放送終了
エフエム東京
- 25日 - もにゅそで 知らんけどアッパー[293]
- 27日 - The Classic[595]

### 番組名改題
TBSラジオ
- 1月4日より
  - 『藤田ニコルのニコニチ』（『藤田ニコルのあしたはにちようび』から改題）
- 1月28日より
  - 『おはよう定食』（『生島ヒロシのおはよう定食』から改題）[596]
  - 『おはよう一直線』（『生島ヒロシのおはよう一直線』から改題）[596]
- 4月6日より
  - 『Angie Radio!!〜夢は口に出せば叶う!〜』（『アンジェリーナ1/3 夢は口に出せば叶う!!』から改題）

エフエム東京
- 1月4日より
  - 『シティポップ レイディオ』（『GOODYEAR MUSIC AIRSHIP シティポップレイディオ』から改題）[597]
- 4月5日より
  - 『おとをかし』（『おと、をかし』から改題）[203]

ニッポン放送
- 4月1日（3月31日深夜）より
  - 『キタニタツヤのオールナイトニッポン0(ZERO)』（『キタニタツヤのオールナイトニッポンX』から改題）

ラジオ大阪
- 4月4日より
  - 『原田年晴 かぶりつきBIGフライデー!』（『原田年晴 かぶりつきフライデー!』から改題）

FM COCOLO
- 4月4日より
  - 『M's Groove Friday』（『M's Groove』から改題）
  - 『FRIDAY SOUND JUNCTION』（『FRIDAY NIGHT JUNCTION』から改題）

文化放送
- 4月5日（4日深夜）より
  - 『ヴァイナル・ミュージック〜for. EK〜歩け♪歌謡曲』（『ヴァイナル・ミュージック〜for. EK〜大人の歌謡クラブ』から改題）
- 4月6日より
  - 『久保純子 LIFE JOURNEY』（『久保純子 My Sweet Home』から改題）
- 7月22日より
  - 『DOMOTOのどんなもんヤ!』（『KinKi Kids どんなもんヤ!』から改題）

ベイエフエム
- 4月5日より
  - 『Cruisin' before noon』（『Sompo Japan presents MORNING CRUISIN'』から改題）

朝日放送ラジオ
- 4月6日（5日深夜）より
  - 『小西陸斗 #よどオシ!』（『R→933 LP.』から改題）

東海ラジオ放送
- 4月6日より
  - 『タクマの言ったもん勝ち』（『かにタク言ったもん勝ち』から改題）

RKB毎日放送
- 6月18日より
  - 『ちょんまげラーメンのラジオラーメン』（『インディアンスの『ズじゃなくてス!』』から改題）

### 期間限定番組
エフエム香川
- 1月3日 - 3月28日 - 7ORDERのEGGいオーダー（出演：7ORDER。金曜 19:00 - 19:30）[598]

エフエム東京
- 4月6日（5日深夜） - 9月28日（27日深夜、予定）- 柏木由紀のYUKIRIN TIME supported by MeSEUM（出演：柏木由紀。日曜<土曜深夜> 0:00 - 0:30）

J-WAVE
- 1月4日（3日深夜） - 4月26日（25日深夜）- JT TIMELESS THEATER〜NeoClassica（出演：玄理、川島零士、のぐちゆり、新井良平他。土曜<金曜深夜> 1:30 - 2:00）[21]

InterFM897
- 8月3日 - 9月28日（予定）- Hello, Dear my friends（出演：Furui Riho。日曜 23:30 - 翌0:00）[599]

ニッポン放送
- 4月1日（3月31日深夜） - 5月13日（12日深夜） - 永野芽郁のオールナイトニッポンX（出演：永野芽郁。火曜<月曜深夜> 0:00 - 0:58）[253]

### 特別番組

#### 1月放送
- 1日
  - 小林克也と江本孟紀の青春洋楽グラフィティ（ニッポン放送、13:30 - 15:00。出演：小林克也、江本孟紀。）[5]
  - お坊さんミュージック 2025年お正月特別編（TBSラジオ、14:30 - 16:00。出演：齊藤工、山中瑶子、石山蓮華、皆川玲奈、日比麻音子、吉村恵里子他。）
  - あの日から一年〜能登の今、能登の声（TBSラジオ、16:00 - 16:55。出演：谷川恵一（北陸放送（MRO）アナウンサー）、御手洗菜々、澤田大樹他。）
  - 長野智子アップデートスペシャル「能登半島地震から1年～それぞれの現在地～」（文化放送、15:30 - 17:00。出演：長野智子、中村健吾他。）
  - 能登半島地震から1年 ノトノコトノハ（北陸放送、15:00 - 16:45。出演：川瀬裕子、沼田憲和、田中純一（北陸学院大学教授）他。）
  - Pray with 能登 ONE～能登半島地震から1年～（エフエム石川、15:00 - 16:45。出演：木村雅幸、拓朗他。）
  - 報道特番～能登半島地震から1年～（MBSラジオ、16:00 - 17:30。出演：西村愛、室崎益輝（神戸大学名誉教授）、山村太一、南太賀（やさしや足湯隊）、亘佐和子（毎日放送記者）。）
- 2日（1日深夜） - オールナイトニッポン 〜連載開始40周年ドラゴンボールSP〜（ニッポン放送、1:00 - 3:00。出演：井上裕介（NON STYLE）、竹若元博（バッファロー吾郎）、牧野真莉愛（モーニング娘。'25）他。）
- 3日 - サンミュージック大集合スペシャル（ニッポン放送、14:30 - 17:00。出演：ぺこぱ、ダンディ坂野、安藤なつ（メイプル超合金）、ママタルト、スギちゃん、塚本高史、仁村紗和、松本梨香、ダイアモンド☆ユカイ、大石まどか、花*花、小野真弓、時東ぁみ、古家正亨、森田健作、ブッチャーブラザーズ、太川陽介他。）
- 4日 - 松平健のマツケンラジオ（NHKラジオ第1放送、15:05 - 16:55。出演：松平健、勝俣州和、佐藤あゆみ。）[600]
- 11日 - 聴く大河〜“べらぼう”に楽しむ〜（NHKラジオ第1放送、14:05 - 15:55。出演：佐藤あゆみ、中村蒼、久保田紗友、ペリー荻野、宗方脩。）
- 13日 - ABCラジオぼうさい部スペシャル あの日に学ぶ 未来への備え（朝日放送ラジオ、12:00 - 15:00。出演：高野あさお、北村真平（朝日放送テレビアナウンサー）。）
- 17日
  - 阪神・淡路大震災30年 神戸からの祈り（ラジオ関西、5:30 - 6:00。出演：古田彰満、佐藤淳。）
  - 特別番組 1.17プロジェクト「減災」（兵庫エフエム放送、5:30 - 5:55。出演：近藤岳登、中野耕史。）
  - ±30～経験を今、未来へ～（ラジオ関西、10:00 - 12:00。出演：谷五郎、津田明日香。）
  - REC KOBE 1995（ラジオ関西・兵庫エフエム放送、15:00 - 16:00。出演：三上公也、藤原岬。）
- 19日 - BATON from KOBE～阪神淡路大震災から30年。あの日の教訓とメッセージ～（兵庫エフエム放送・エフエム東京、19:00 - 19:55。出演：ユージ、手島千尋（TOKYO FMアナウンサー）、ターザン山下、佐藤慶一（専修大学ネットワーク情報学部）。）
- 1月中
  - 関西AMラジオ7局共同番組「いのちのラジオ2025」（出演：妹尾和夫、山之内すず）
    - MBSラジオ：1月11日 15:55 - 17:25
    - 朝日放送ラジオ：1月11日 21:30 - 23:00
    - 和歌山放送：1月12日：14:00 - 15:30
    - ラジオ関西：1月15日：19:00 - 20:30
    - ラジオ大阪：1月17日：20:30 - 22:00
    - NHK大阪（ラジオ第1放送）：1月18日：14:05 - 14:55、15:05 - 15:55
    - 京都放送：1月18日：18:30 - 20:00

#### 2月放送
- 4日 - 氷川きよし KIINA'S RADIO（文化放送、19:00 - 21:00。出演：氷川きよし。）
- 11日
  - 音とラジオと、人。（NHKラジオ第1放送、12:15 - 14:55。出演：向井慧（パンサー）、中村慶子。）
  - ラジオテキストが教えてくれる戦前の日本（NHKラジオ第1放送、16:05 - 17:55。出演：柴田祐規子、太田奈名子、飯間浩明、武田砂鉄、畠山智之、山田敦子。）
- 14日
  - 相模原市 presents 原晋のスポーツのまち大作戦（ニッポン放送、20:00 - 21:00。出演：原晋、本村賢太郎、新保友映。）
  - オールナイトニッポンGOLD〜帝劇クロージングSP〜（ニッポン放送、22:00 - 翌0:00。出演：堂本光一（KinKi Kids）、井上芳雄他。）
- 18日 - CBCラジオCMコンクール 結果発表特番（CBCラジオ、19:00 - 21:00。出演：加藤里奈、大前りょうすけ他。）
- 24日 - 伊集院光とプロ野球を楽しもう（NHKラジオ第1放送、14:05 - 15:55。出演：伊集院光、田口壮。）[601]

#### 3月放送
- 20日
  - みんなでシナぷしゅラジオ（文化放送、9:00 - 10:55。出演：松陰寺太勇（ぺこぱ）、飯田佳奈子、平野ノラ。）
  - ひとりを思う、みんなのLIFE TIME AUDIO（NHKラジオ第1放送・エフエム東京、13:00 - 14:55。出演：高山哲哉、住吉美紀。）
- 21日 - 放送100年企画「森本毅郎41年ぶりのNHK」（NHKラジオ第1放送・TBSラジオ、20:00 - 20:55。出演：森本毅郎、布谷洋勝、上田早苗。）
- 22日
  - ラジオ100年 音楽とともに（NHK-FM放送、9:00 - 16:00。出演：ピーター・バラカン、秀島史香。）
  - 放送100年記念特番 いつだって、ラジオ!（NHKラジオ第1放送、20:05 - 21:55。出演：高山哲哉、小堺一機、関根勤。）
  - 放送100年記念特番 さだまさしとラジオ（NHKラジオ第1放送、22:05 - 22:55。出演：さだまさし。）

#### 4月放送
- 21日 - 彬子女王のオールナイトニッポンPremium（ニッポン放送、18:00 - 20:00。出演：彬子女王、中村勘九郎、立川志の八。）
- 25日 - SHURE presents 音楽の金曜日〜あなたとミュージックプレゼント〜（TBSラジオ、8:30 - 16:50。出演：臼井ミトン、日比麻音子、玉袋筋太郎（浅草キッド）、外山惠理他。）
- 26日 - 渡辺満里奈のアイドルリクエスト!（ニッポン放送、20:00 - 22:00。出演：渡辺満里奈、石野真子。）
- 29日 - TOKYO FM 開局55周年記念特別番組 Life Time Music～あなたとつくる55年目のプレイリスト（エフエム東京、9:00 - 20:00[注 53]。出演：住吉美紀、LOVE、山崎怜奈、ハマ・オカモト（OKAMOTO'S）、小森隼（GENERATIONS）、浜崎美保、マンボウやしろ、遠山大輔（グランジ）他。）[602]

#### 5月放送
- 3日
  - 峯村健司 インテリジェンス・ワールド（ニッポン放送、15:00 - 16:00。出演：峯村健司、水内茂幸（産経新聞ウェブ編集長）。）[603]
  - 大和ハウス presents 中村中のオドロキ!イロメキ!歌謡曲の巻!（ニッポン放送、21:00 - 21:30。出演：中村中。）[604]
- 5日
  - 生命の樹リリース記念!樹齢73年 さだまさしという名の木（文化放送、9:00 - 10:00。出演：さだまさし、寺島尚正。）[605]
  - 母の詩2025 ～母の日によせて～（文化放送、10:00 - 11:00[注 54]。出演：野村邦丸、保田圭、水谷加奈。）[606]
  - TOKYO FMホリデースペシャル（エフエム東京）
    - 鞘師里保とこれからの時間（11:30 - 13:00。出演：鞘師里保、ハマ・オカモト（OKAMOTO'S）。）[607][注 55]
    - 山崎怜奈とテスタがお金について本気出して考えてみた。（13:00 - 14:55。出演：山崎怜奈、テスタ他。）[608]

  - プリマの香薫 presents はっしーのMeat the World（ニッポン放送、13:00 - 14:00。出演：はっしー、山下健二郎（三代目 J SOUL BROTHERS）。）[609]
  - 佐久間宣行 いや、連休終わるってホントですか?（ニッポン放送、14:00 - 15:30。出演：佐久間宣行他。）[610]
  - みんなのうた放送100年100曲SP（NHK-FM放送、14:00 - 18:50。出演：古坂大魔王、山本彩、林田理沙他。）[611]
  - JFNスペシャル2025 山下達郎50thアニバーサリー SUGAR BABE『SONGS』〜50年後の僕たちは〜 Supported by 楽天カード（エフエム東京・JFN系列、15:00 - 17:00。出演：山下達郎、大貫妙子、生田絵梨花、一ノ瀬颯、長塚圭史、土岐麻子、木村多江他。）[247]
  - 桂二葉 いっさいいっさいろん（ニッポン放送、15:30 - 16:30。出演：桂二葉。）[612]
  - ニッポン放送こどもの日スペシャル ひきたよしあき と ざまあきの の読書・作文のすゝめ（ニッポン放送、16:30 - 17:30。出演：ひきたよしあき、座間耀永、箱崎みどり。）[613]
- 6日
  - 矢沢永吉ソロ50周年記念 TOKYO FM×ニッポン放送 スペシャルコラボ番組『矢沢永吉 I'm Happy』（エフエム東京・ニッポン放送、11:30 - 13:00。出演：矢沢永吉、遠山大輔（グランジ）、垣花正。）[249]
  - 池谷幸雄 ムーンサルトジャーニー（ニッポン放送、13:00 - 15:30。出演：池谷幸雄、鳥海高太朗。）[614]
- 7日
  - 飯塚さきの いま大相撲がおもしろい!（ニッポン放送、15:30 - 16:30。出演：飯塚さき、松本秀夫。）[615][616]
  - SUMMER SONIC 2025 TALK JAM（ニッポン放送、16:30 - 17:30。出演：こがけん他。）[617]
- 8日
  - ナイタースペシャル（ニッポン放送[注 56]）
    - 有楽町フレッシュ歌謡祭（19:00 - 20:00。出演：彩青、大滝ひかる（はやぶさ）、石原まさし、望月瑠叶、竹野留里、梅谷心愛他。）[614]
    - Road to 日比谷音楽祭2025（20:00 - 21:30[注 57]。出演：亀田誠治、吉田尚記、真心ブラザーズ、清塚信也。）[618]
- 21日 - サンシャインシティ presents Travis Japan you are my Sunshine（文化放送、19:00 - 21:00。出演：宮近海斗、七五三掛龍也、吉澤閑也（Travis Japan）。）[255]
- 26日 - 30日 - レディオキューブFM三重 開局40周年記念スペシャルウィーク特別番組「Hometown“VOICE”」（三重エフエム放送、13:30 - 15:55。出演：FM三重アナウンサー、パーソナリティ他。）[619]
- 27日 - SISTA'S SOUL SPECIAL（J-WAVE、20:00 - 21:45。出演：MISIA。） [256]
- 31日
  - NACK5 SPECIAL PROGRAM「服部幸應 人生の一皿」（エフエムナックファイブ、12:55 - 13:50。出演：保田圭、小山薫堂他。）[258]
  - ホリプロ65周年記念 『深田恭子 Share New Fun!』（ニッポン放送、18:00 - 20:00。出演：深田恭子、大貫勇輔。）

#### 6月放送
- 8日
  - エフエムナックファイブ 
    - 八王子きぬた歯科 Presents From The Edge（14:00 - 15:00。出演：羅田泰和、柴田聡、LITTLE（KICK THE CAN CREW）。）
    - NACK5 Special「VIVA LA FM」（15:00 - 15:55。出演：保井ひろゆき、有泉智子、斉藤百香。）
- 9日 - 小泉今日子のオールナイトニッポンPremium（ニッポン放送、17:30 - 19:30。出演：小泉今日子。）[620]
- 15日 - 垣花・羽鳥・藤井のフリーなラジオ（ニッポン放送、18:00 - 21:40。出演：垣花正、羽鳥慎一、藤井貴彦。）
- 22日 - NACK5 special DEAR BEATLES 2025（エフエムナックファイブ、14:00 - 15:55。出演：杉真理、坂崎幸之助（THE ALFEE）、上田雅利（チューリップ）、リッキー（REVOLVER）、清水仁（ex OFF COURSE）、伊豆田洋之、小泉信彦、玉井詩織（ももいろクローバーZ）。）
- 25日
  - 浦和競馬 さきたま杯 SPECIAL（エフエムナックファイブ、18:00 - 20:00。出演：鎌田菜月（SKE48）、ジョーカー八重樫。）
  - ナイタースペシャル 峯村健司と松本秀夫の政界・球界オモテウラ（ニッポン放送[注 56]、19:00 - 21:00。出演：峯村健司、松本秀夫、飯田浩司。）
- 26日 - ナイタースペシャル 内田雄基のサウンドコレクション（ニッポン放送[注 56]、19:00 - 21:00。出演：内田雄基、上柳昌彦。）
- 30日
  - ラジオドラマ「鬼平犯科帳 本所・桜屋敷」（ニッポン放送。22:00 - 23:00[注 58]。出演：十代目 松本幸四郎、八代目 市川染五郎、本宮泰風、浅利陽介、山田純大 他。案内人：森山良子。語り：上柳昌彦。）
  - 吉崎典子 物見遊山てんこ盛り!～エネルギッシュな若獅子!華麗なる二刀流・尾上右近の花道～（ニッポン放送。23:00 - 翌 0:00[注 58]。出演：吉崎典子、二代目 尾上右近。)

#### 7月放送
- 13日 - ラジオビーチ in 三浦海岸2025〜MIURA FUN BEACH〜（ニッポン放送、9:00 - 14:00[注 59]。出演：上柳昌彦、松本秀夫、新内眞衣、飯田浩司、須田慎一郎、垣花正、笑福亭鶴光、田中美和子 他。）[621]
- 21日 - KINKATSU GO!GO!SUMMER! Supported by HOKTO（エフエム東京・エフエム大阪・エフエム愛知・長野エフエム放送、11:30 - 14:55。出演：橋本直（銀シャリ）、高橋万里恵 他。）[622]
- 22日 - ナイタースペシャル （ニッポン放送[注 60]）
  - ラジオペナントレース（17:50[注 61] - 19:00。出演：二代目 林家三平、つぶやきシロー、宮崎美穂、倉持明日香、せきぐちりさ、大寺かおり、煙山光紀。)
  - 田中美和子のサウンドコレクション（19:00 - 21:00。出演：田中美和子。）[623]
- 25日 - ナイタースペシャル 箱崎みどりのサウンドコレクション（ニッポン放送[注 56]、19:00 - 21:00。出演：箱崎みどり。）

#### 8月放送
- 3日[注 62] - 戦後80年特別番組『わたくし96歳 ～あの時16だったわたしが、今伝えたいこと～ 』（ジャパンエフエムネットワーク[注 63]、19:00 - 19:55[注 62]。出演：森田富美子、森田京子、長濱ねる。）[624][625]

#### 1年間で複数回放送された、または放送予定の特番
- 1月13日、3月20日、5月5日、7月21日、9月23日（予定）、11月23日（予定）
  - キユーピー・メロディホリデー（文化放送、11:00 - 12:54。出演：鈴木純子。）[626]
- 2月9日[注 64]、4月27日[注 65]、8月25日（予定）[注 66]
  - 明石家さんま オールニッポン お願い!リクエスト（ニッポン放送、18:00 - 21:40（2月9日・4月27日） / 18:00 - 21:57（8月25日）[627]。出演：明石家さんま、増山さやか他。）
- 5月8日、6月25日、6月26日、7月25日
  - ナイタースペシャル いつでもみんなのプロ野球（ニッポン放送[注 56]、17:50[注 67] - 19:00。出演：各日で異なる(下記参照)）
    - 5月8日：里崎智也、松本秀夫
    - 6月25日：真中満、煙山光紀
    - 6月26日：谷繁元信、清水久嗣
    - 7月25日：野村弘樹、松本秀夫

#### 主なレギュラー番組のスペシャル版
- 2月8日 - さまぁ〜ずのさまラジ 冬の特大号（ニッポン放送、15:00 - 16:20。出演：さまぁ〜ず、小山愛理。）
- 2月11日 - JFL SPECIAL UR LIFESTYLE COLLEGE 〜WITH THANKS EDITION〜（J-WAVE、18:00 - 19:55[注 68]。出演：吉岡里帆他。）[628]
- 2月22日 - サザンオールスターズ『THANK YOU SO MUCH』完成披露プレミア試聴会「#サザンと夜遊び」（エフエム東京、22:30 - 23:55。出演：桑田佳祐（サザンオールスターズ）。）[68]
- 3月20日 - 太田胃散presents ももいろクローバーZ ももクロくらぶxoxo 春の増刊号（ニッポン放送、13:00 - 15:00。出演：ももいろクローバーZ。）[629]
- 4月13日 - 辛坊治郎の万博ラジオ 開幕スペシャル（朝日放送ラジオ、10:00 - 12:00。出演：辛坊治郎他。）
- 7月21日 - Blue Ocean Holiday Special カナダの、その奥へ〜OPENNESS〜（エフエム東京、15:00 - 16:50。出演：住吉美紀、Maynard（MONKEY MAJIK）、茂木健一郎他。）